# Mongolia
Mongolia (en mongol cirílico: Монгол Улс; romanización: Mongol Uls) es un Estado soberano sin acceso al mar, situado en Asia Oriental. Limita al norte con Rusia y al sur con China. Su capital es Ulán Bator, donde reside la mitad de la población total.
Esta nación tiene sus raíces en el antiguo Imperio mongol, que dominó gran parte de Asia durante el siglo XIII. Perdió su independencia al ser anexionado por la dinastía Qing, desde mediados del siglo XVII hasta 1911, cuando recuperó brevemente su independencia. En 1919 las tropas chinas ocuparon su capital. En 1921, con la ayuda de la Unión Soviética, volvió a independizarse y en 1924 se proclamó la República Popular de Mongolia, instaurando una democracia popular. Tras la disolución de la URSS en 1991, Mongolia aprobó en 1992 una constitución liberal que marcó la transición a la democracia representativa, cambiando el país a su nombre actual.
Es el decimonoveno país más grande, con 1 564 116 km², pero también el menos densamente poblado del mundo: el país está dominado por estepas y montañas al norte y oeste, y el desierto de Gobi al sur. De los 3,1 millones de habitantes, existe una alta tasa de nómadas y seminómadas, que ronda el 30 %. El 90 % de los habitantes pertenece a la etnia mongol, con una minoría de etnias túrquicas como el kazajo. El budismo tibetano es la religión mayoritaria del país; junto con Bután, es la única nación independiente donde este budismo es predominante.

## Historia

### Prehistoria y antigüedad

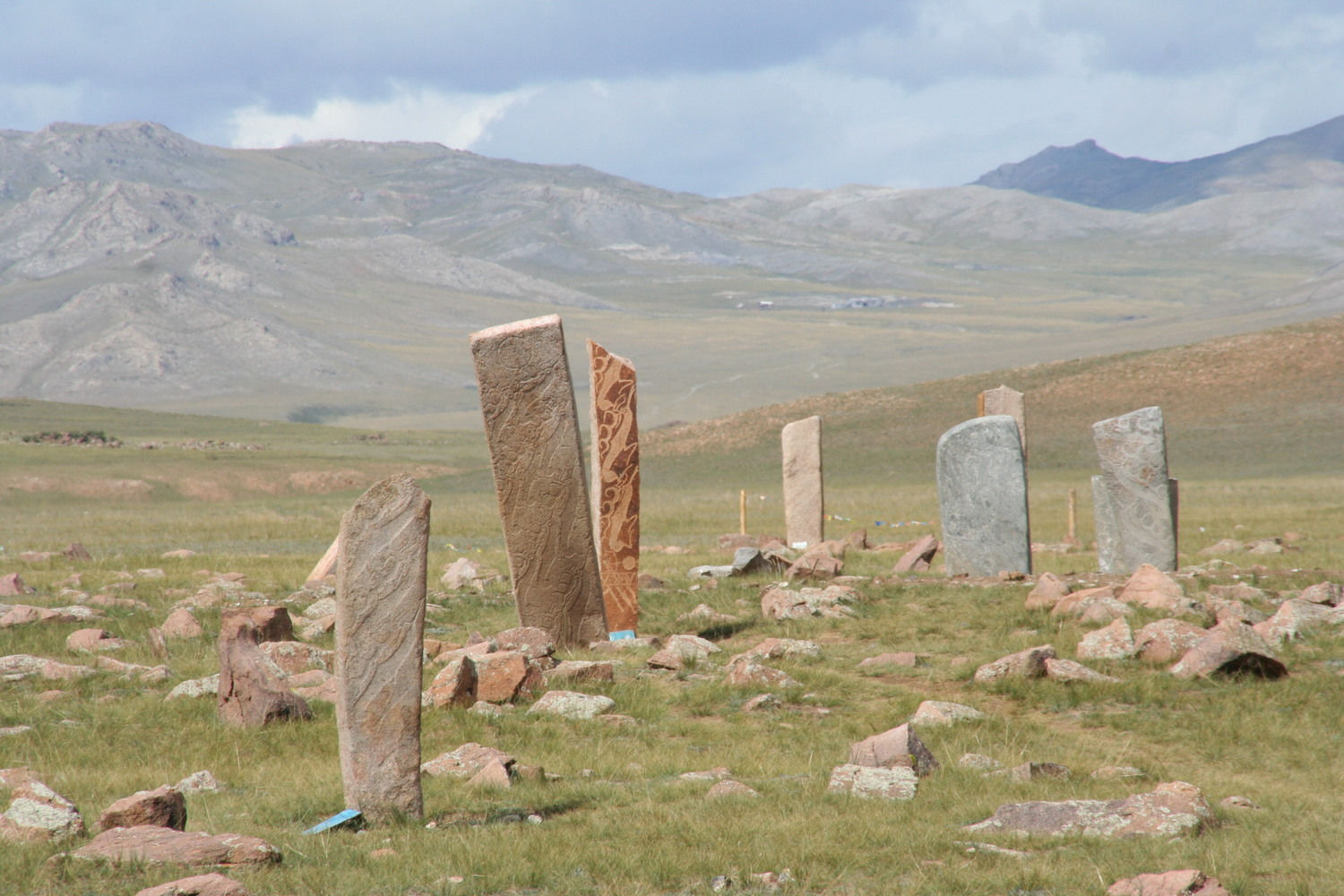
Megalitos prehistóricos cerca de Mörön, Mongolia

Una gran cantidad de pueblos han habitado Mongolia desde épocas prehistóricas. Existen importantes vestigios prehistóricos con petroglifos y megalitos en el Altái y en el desierto del Gobi. La mayor parte eran nómadas que formaron de vez en cuando grandes confederaciones. Fueron reunidos para formar una confederación por Modun en 209 a. C. Derrotaron a los Donghu, que habían sido previamente la fuerza dominante en Mongolia oriental. Los Shanyu se convirtieron en la amenaza más grande para China durante los tres siglos siguientes; la Gran Muralla de China fue construida en parte como defensa contra los Shanyu. El mariscal Meng Tian del Imperio de Qin distribuyó a más de 300 000 soldados a lo largo de la gran muralla para prevenir una invasión del norte. El Janato Rouran (330-555), de origen Xianbei, controló un extenso imperio antes de ser derrotado por los Köktürks (555-745), cuyo imperio fue incluso mayor (sitiaron Panticapea, actual Kerch, en 576). Les sucedió el Janato Uigur (745-840), desplazado por los kirguises. Los mongoles kitán dominaron Mongolia durante la dinastía Liao (907-1125) hasta el ascenso del Jamag Mongol (1125-1206).

### Imperio mongol

Retrato de Gengis Kan

Expansión del Imperio mongol

A principios del siglo XIII, el pueblo mongol se hallaba dividido en muchas tribus, con una intensa lucha interior por mantener su reinado y la dominación de una tribu sobre otra. Un destacado líder tribal, Temujin (1167-1227), hijo de Esugey Baatar, sucede a su padre a los trece años como jefe tribal. Apoyado en sus aptitudes como guerrero y sus dotes para ganarse fieles aliados y azuzado por la ira de ver saqueada su tribu a la muerte de su padre, supo disciplinar a su gente y unificar bajo su mando a todos los mongoles a los veinticinco años y lanzarse a la conquista de todo el Mundo a su alcance. En el año 1206 formó el Estado mongol y fue proclamado gran rey del Imperio mongol con el nombre de Gengis Kan.
Gengis Kan y sus sucesores más inmediatos conquistaron prácticamente la totalidad de Asia y la Rusia europea, enviando ejércitos incluso a sitios tan lejanos como la Europa Central o el sureste asiático. El nieto de Gengis Kan, Kublai Kan, quien conquistó China y fundó la dinastía Yuan (1279-1368), ganó una gran fama en Europa debido a los escritos de Marco Polo.
Aunque las confederaciones mongolas ejercían un gran poder político sobre los territorios conquistados, su fuerza declinó rápidamente después de que la dinastía mongola en China fuese derrocada en 1368.

### Período Qing
Los manchúes, un grupo tribal que conquistó China en el año 1644 y formó la dinastía Qing, que ocupó el trono imperial en Pekín hasta 1911, consiguieron mantener bajo su control a Mongolia en 1691. Durante la dinastía Qing, cada región de Mongolia era administrada de distinto modo:

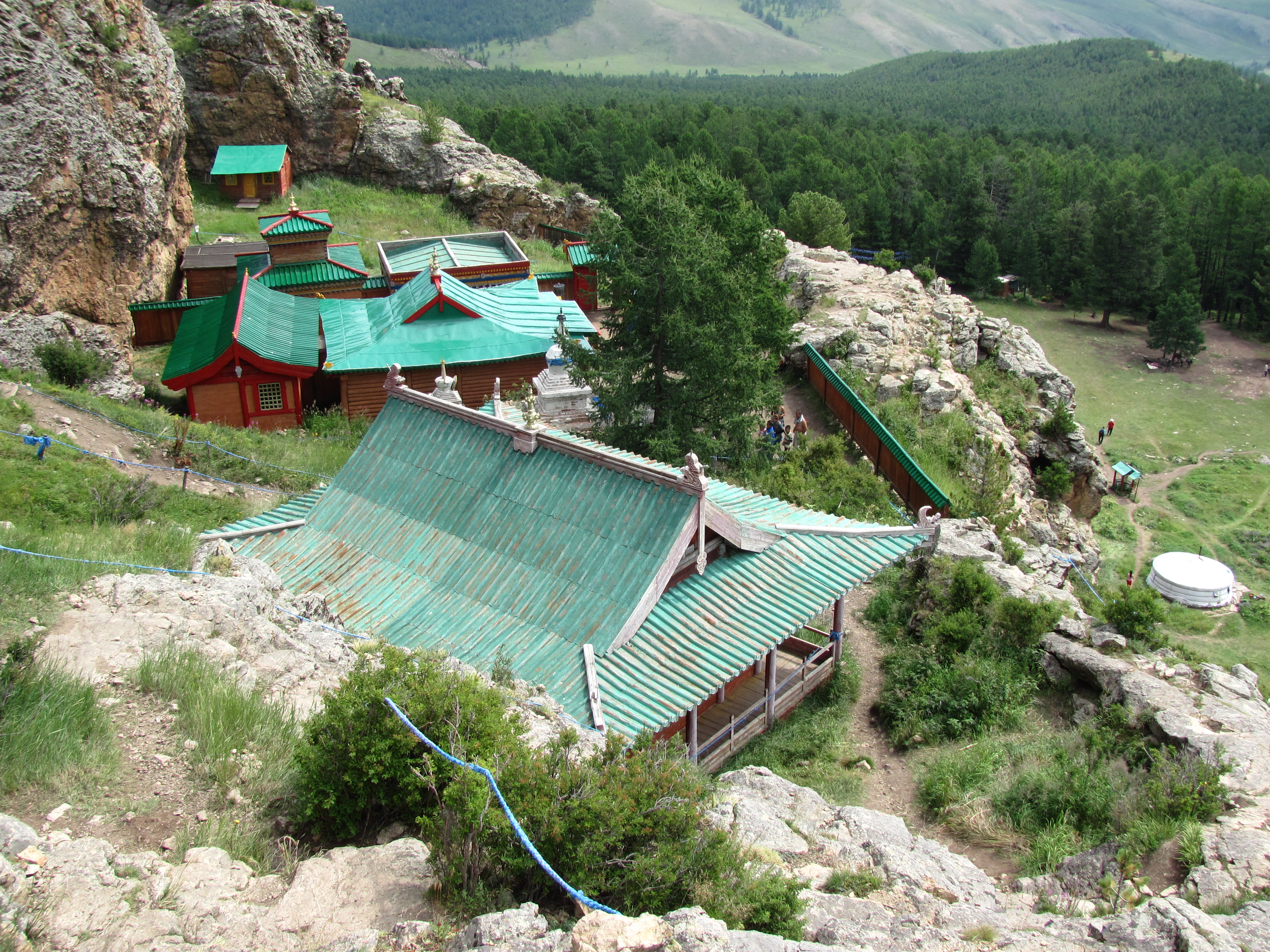
Monasterio de Tuvkhun, construido en 1653 por Öndör Gegeen Zanabazar, el primer Jebtsundamba Kutuktu, líder espiritual del budismo tibetano

Mongolia Exterior: las cuatro Ligas (aymags) de los mongoles Khalkha de la Mongolia central y septentrional, así como las regiones de Tannu Uriankhai y Hovd en el noroeste, fueron supervisadas por el general de Uliastay en la ciudad de Uliastay. Equivale al actual Estado independiente de Mongolia, la región administrada por Rusia de Tannu Uriankhai y una parte del norte de Xinjiang.
Mongolia Interior: las banderas y tribus del sur de Mongolia formaban parte de seis Ligas (chuulghan): Jirim, Juu Uda, Josutu, Xilingol, Ulaan Chab y Yeke Juu. Equivalen a la mayor parte de Mongolia Interior y algunas áreas vecinas en las provincias de Liaoning y Jilin.
Mongolia Taoxi: las banderas de Alashan Oolud y Ejine Torghuud eran distintas de los aymags de Mongolia Exterior y de los chuulghans de Mongolia Interior. Equivale a la mayor parte del occidente de la actual Mongolia Interior.
Las ocho banderas Chaha estaban controladas por el comandante militar de Chahar (actual Zhangjiakou). Su extensión corresponde a las sureñas Ulaan Chab y Baynnur en la actual Mongolia Interior, más la región que rodea Zhangjiakou en la provincia de Hebei. Al mismo tiempo, la jurisdicción de algunos departamentos fronterizos de las provincias de Zhili y Shanxi también se solapan en esta región.
La bandera de Guihua Tümed estaba controlada por el comandante de Suiyuan (actual Hohhot). Se corresponde con las vecindades de la moderna ciudad de Hohhot. Al mismo tiempo, la jurisdicción de algunos departamentos fronterizos de la provincia de Shanxi también se solapan en esta región.
La región de Hulunbuir, en lo que ahora es el noreste de Mongolia Interior, era parte de la jurisdicción del general de Heilongjiang, uno de los tres que tenía Manchuria.

### Independencia
La caída de la dinastía Qing en 1911 a manos de las fuerzas republicanas en China propició la independencia de la Mongolia Exterior. Sin embargo, su independencia fue breve ya que las tropas chinas ocuparon la capital mongola en 1919.
Hasta que durante la guerra civil rusa, el general zarista Roman Ungern von Sternberg lideraría sus tropas al interior de Mongolia en octubre de 1920. Derrotando al ejército chino, con apoyo mongol, en febrero de 1921 y liberando a Bogd Khan que se proclamaría gran khan, declarando su independencia de China.
Paralelo a esto, en Rusia, se formaría una fuerza de origen mongol y apoyo soviético que liderada por Damdin Sükhbaatar, derrotarían en junio a Ungern von Sternberg y para julio, la capital mongola caería en manos comunistas.
En 1924, bajo el apoyo de la Unión Soviética, se formaría la República Popular de Mongolia, renombrando la capital a Ulán Bator (mongol "Guerrero Rojo").
En vísperas de la revolución de 1921, Mongolia tenía una economía subdesarrollada y estancada basada de forma nómada y en un interés con la cría de animales. La agricultura y la industria eran casi inexistentes; el transporte y las comunicaciones eran primitivos; la banca, los servicios y el comercio estaban casi exclusivamente en manos de chinos o de otros extranjeros. La mayoría de las personas eran pastores nómadas analfabetos, y una gran parte de la mano de obra masculina vivía en los monasterios, contribuyendo poco a la economía. La propiedad en forma de ganado pertenecía principalmente a aristócratas y monasterios; la propiedad de los restantes sectores de la economía estaba dominada por chinos u otros extranjeros. Por lo tanto, los nuevos gobernantes de Mongolia se enfrentaron a una tarea de enormes proporciones en la construcción de una economía moderna.

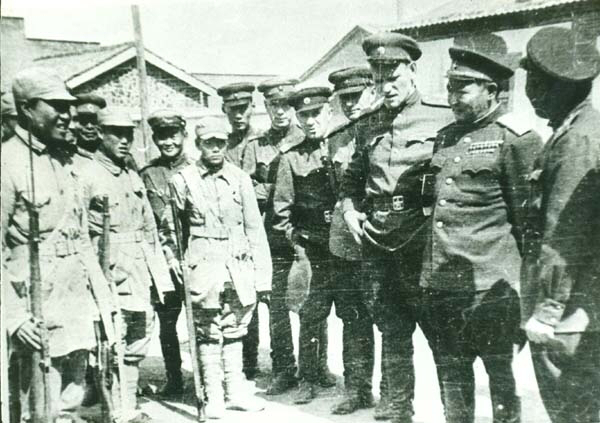
Horloogiyn Choybalsan durante la Guerra soviética-japonesa

Durante la Segunda Guerra Mundial, la URSS defendió a Mongolia de Japón. La república de Mongolia fue reconocida como Estado independiente por la República de China en 1946, pero este reconocimiento sería anulado unos años después. Tras el final de la guerra civil china, el nuevo Estado de la República Popular China aceptó la petición soviética de reconocer la independencia de Mongolia, mientras que el remanente del régimen de la República de China, refugiado en Taiwán, continuaría considerando a Mongolia Exterior como una parte de China. A pesar del establecimiento de relaciones diplomáticas, las relaciones entre China y Mongolia se mantendrían distantes, y Mongolia se alinearía con el bando soviético, de manera evidente tras la ruptura chino-soviética de 1958, y albergaría muchas bases militares soviéticas durante la Guerra Fría. Mongolia ingresó en las Naciones Unidas en 1961.
En 1990, los comunistas abandonaron el control del gobierno, aprobando una nueva constitución en 1992 que creó un Estado híbrido presidencial/parlamentario.

## Gobierno y política

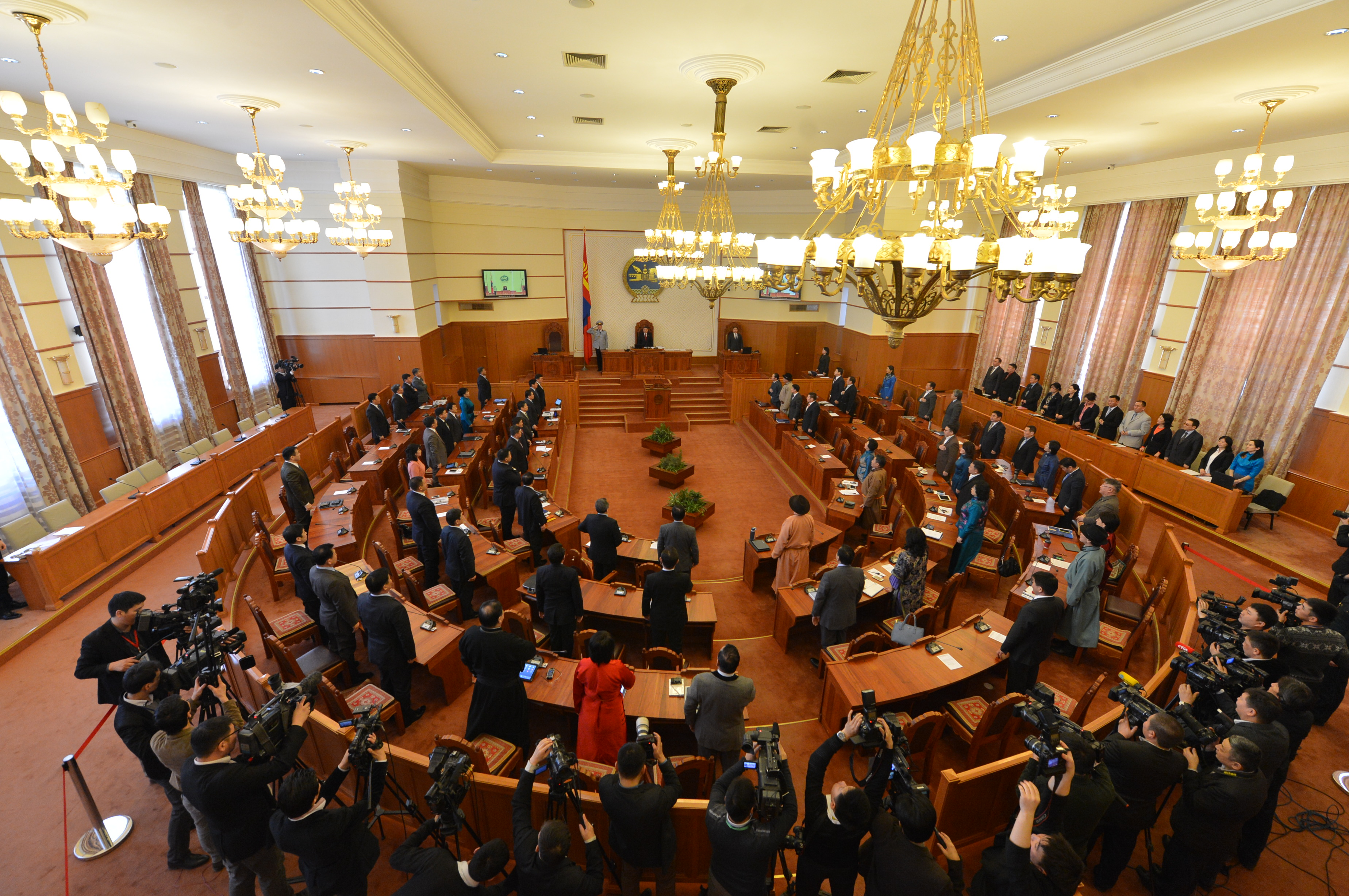
Cámara del Gran Khural Estatal, el parlamento unicameral de Mongolia

La política del país se regula a través de la Constitución de 1992. La Constitución asegura los derechos de los ciudadanos como cualquier otro Estado democrático, pero contempla los trabajos forzados. Mongolia abolió la pena de muerte en diciembre de 2015.
El poder legislativo corresponde al Gran Hural Mongol (Asamblea formada por 76 diputados elegidos cada cuatro años mediante sufragio universal). Entre las principales funciones de la cámara están ratificar la elección del presidente y elegir al primer ministro y a su gabinete. El presidente tiene derecho de veto pero este puede ser anulado por una mayoría de dos tercios.
El presidente es el jefe de Estado, debe haber nacido en el país y tener más de 45 años. Los candidatos a presidente son propuestos por los partidos políticos del Gran Hural y es elegido por cuatro años. El gabinete del primer ministro ostenta el poder ejecutivo, encargándose por un máximo de cuatro años de la política interior y exterior. El poder judicial es regulado por el Tribunal Supremo de Mongolia, controlando la independencia judicial el Consejo General de Tribunales.

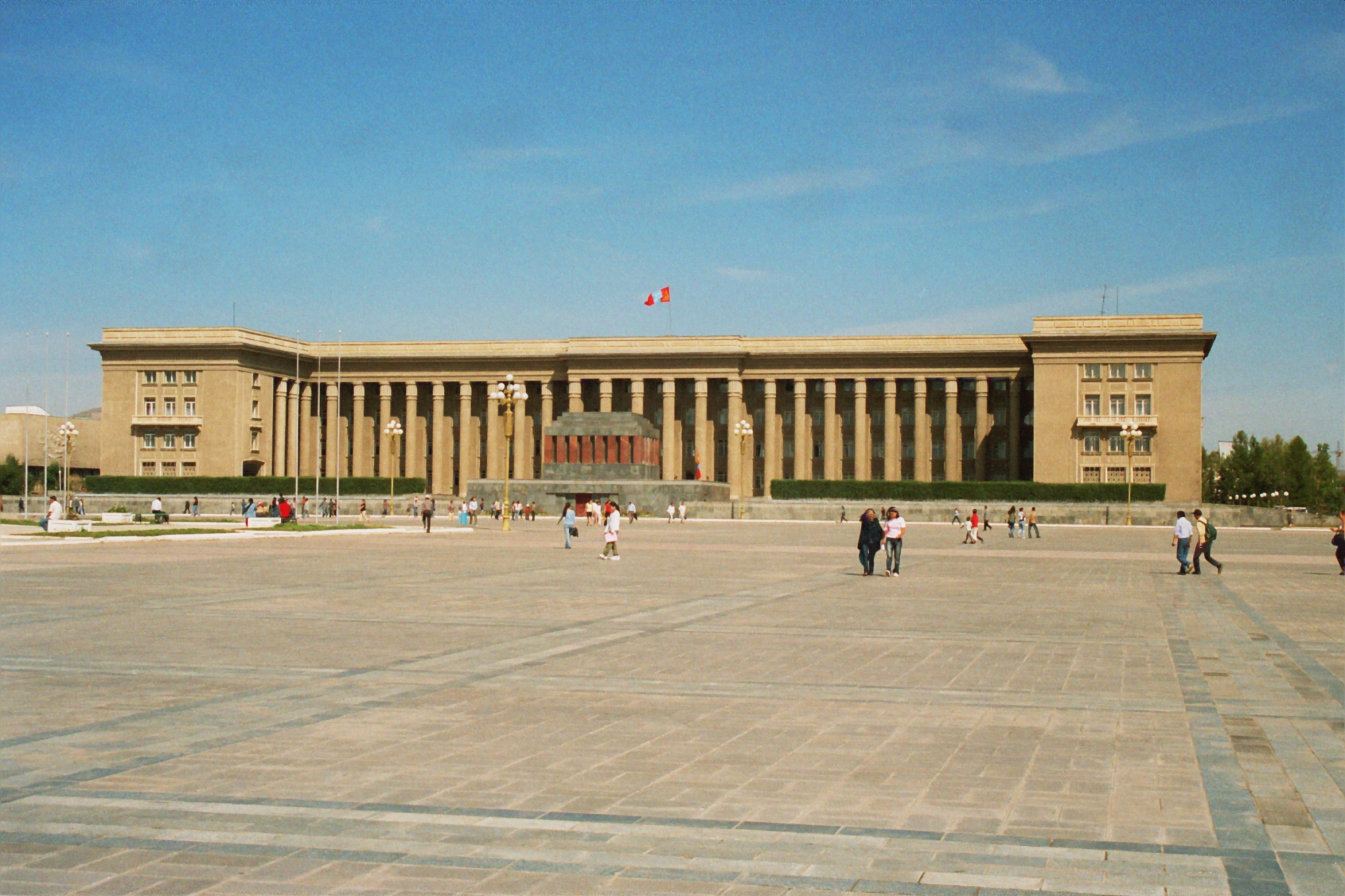
Uno de los edificios del gobierno de Mongolia

Antes de la independencia, el único partido legal era el comunista Partido Revolucionario del Pueblo de Mongolia o PRPM. Actualmente se le considera un partido socialdemócrata. En los años noventa se permitió el pluripartidismo, siendo el principal partido opositor el Partido Democrático, fundado en 1990 y que gobernó, liderando la coalición Democracia Patriótica, entre 1996 y 2000. En las elecciones de 2004 el gobernante PRPM perdió casi la mitad de sus escaños, quedándose en 36, pasando la oposición de 4 a 34. Ante estos resultados, se formó un gobierno de coalición, que se disolvería en 2006 pasando a gobernar en solitario el PRPM.
El actual presidente de Mongolia es Ukhnaagiin Khürelsükh.

### Elecciones
Mongolia elige a su jefe de Estado -el presidente de Mongolia- a nivel nacional. El presidente es elegido por el pueblo para un mandato de seis años, mediante el sistema de dos vueltas. El Gran Khural del Estado (Ulsyn Ikh Khural, Gran Asamblea del Estado) tiene 76 miembros, elegidos originalmente para un mandato de cuatro años en circunscripciones uninominales. Debido al sistema de votación, Mongolia experimentó cambios extremos en la composición del parlamento tras las elecciones de 1996, 2000 y 2004, por lo que ha cambiado a un sistema más proporcional en el que algunos escaños se cubren en función de los votos a candidatos locales y otros en función de los totales de preferencias de los partidos a nivel nacional. A partir de 2008, los candidatos locales fueron elegidos en 26 distritos electorales.
A partir de las elecciones de 2012, se promulgó un sistema paralelo, que combina una parte de distrito y una parte proporcional a escala nacional. 48 escaños se eligen a nivel local en 26 distritos de 1 a 3 escaños mediante votación plural. 28 escaños se eligen a partir de listas de partidos cerradas a nivel nacional utilizando el método del mayor resto. En los escaños de distrito, un candidato debe obtener al menos el 28% de los votos emitidos en un distrito para ser elegido. Si hay escaños que no se cubren debido a este umbral, se celebra una segunda vuelta electoral en el distrito respectivo con el doble de representantes que de escaños por cubrir, entre los más votados de la primera vuelta.

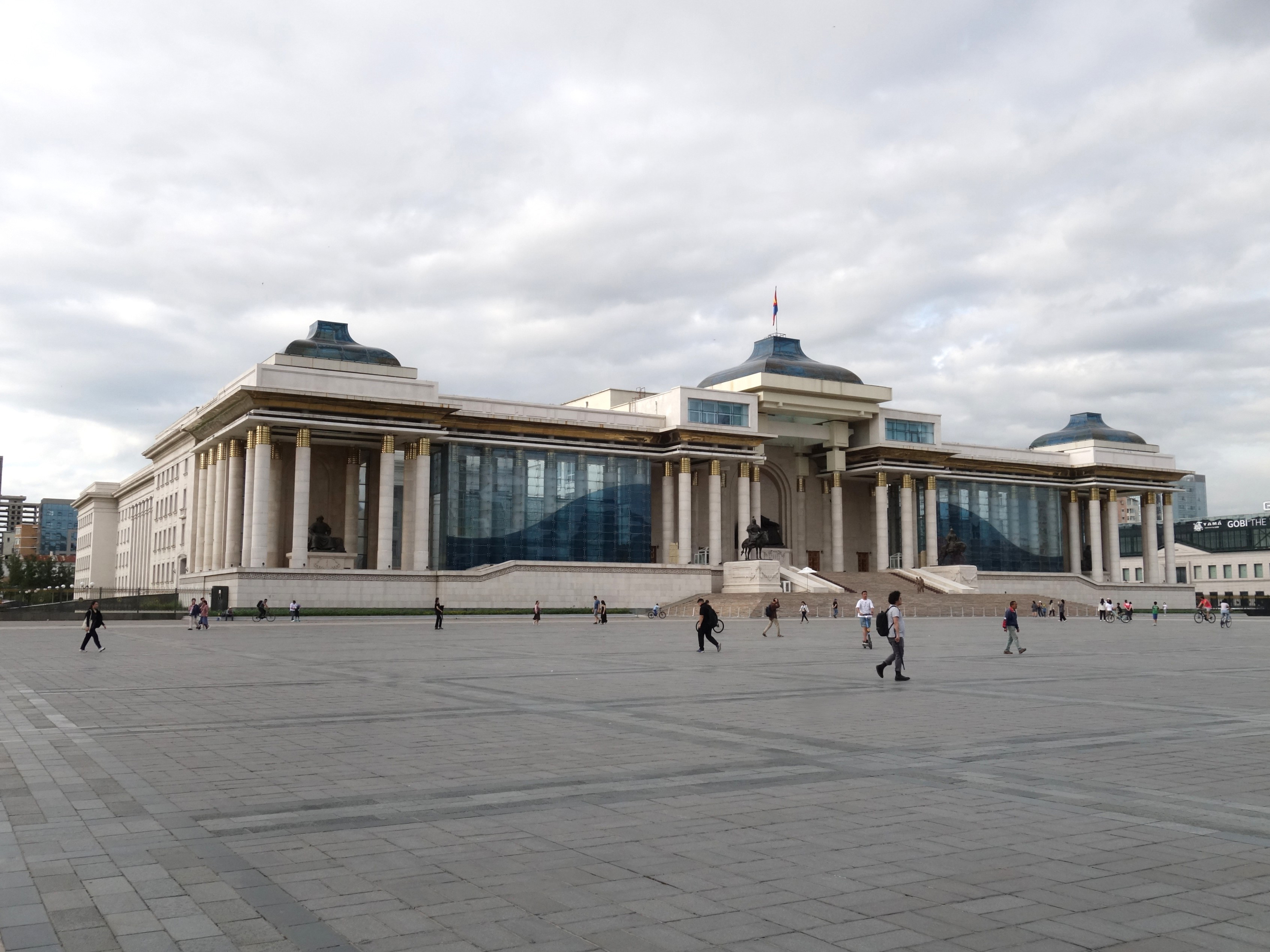
Vista externa del Parlamento Mongol

Los partidos dominantes son el Partido Popular Mongol (MPP), el Partido Democrático (DP o AH), el Partido Revolucionario del Pueblo Mongol (MPRP) y el Partido Voluntad Civil-Verdes (CWGP). En las elecciones legislativas de 2012, el MPRP y el Partido Democrático Nacional de Mongolia se presentaron juntos como Coalición por la Justicia, y obtuvieron 11 escaños.

### Sistema Judicial
El poder judicial de Mongolia se compone de un sistema judicial de tres niveles (primera instancia, apelación, tribunal supremo) dividido en tres ramas (civil, penal, casos administrativos). Para las cuestiones de derecho constitucional existe un tribunal constitucional independiente. Además, existen formas alternativas de resolución de conflictos.
- Tribunal de primera instancia de distrito para asuntos civiles (mongol: дүүргийн Иргэний хэргийн анхан шатны шүүх / дүүргийн ИХАШ шүүх)
- Tribunal de primera instancia de distrito para causas penales (дүүргийн Эрүүгийн хэргийн анхан шатны шүүх / дүүргийн ЭХАШ шүүх): son 4 cada uno llevan el nombre de los distritos de la ciudad de Ulán Bator.[10]
- Tribunal de primera instancia intersoum para asuntos civiles (сум дундын Иргэний хэргийн анхан шатны шүүх / сум дундын ИХАШ шүүх).
- Tribunal de primera instancia intersoum para causas penales (сум дундын Эрүүгийн хэргийн анхан шатны шүүх / сум дундын ЭХАШ шүүх) son 21 cada uno;llevan el nombre de un aimag.
- Tribunal Inter-soum (сум дундын шүүх): son 8; cada uno lleva el nombre de un soum de aimag.
- Tribunal de primera instancia de lo contencioso-administrativo (захиргааны хэргийн анхан шатны шүүх / ЗХАШ шүүх). son 22; uno para Ulán Bator y cada aimag.
- Los tribunales de primera instancia de Bayan-Ölgii llevan nombres kazajos alternativos (Сұмын аралық азаматтық/Сұмын аралық қылмыстық/Әкімшілік істер алғашқы сатылы сот).[11]

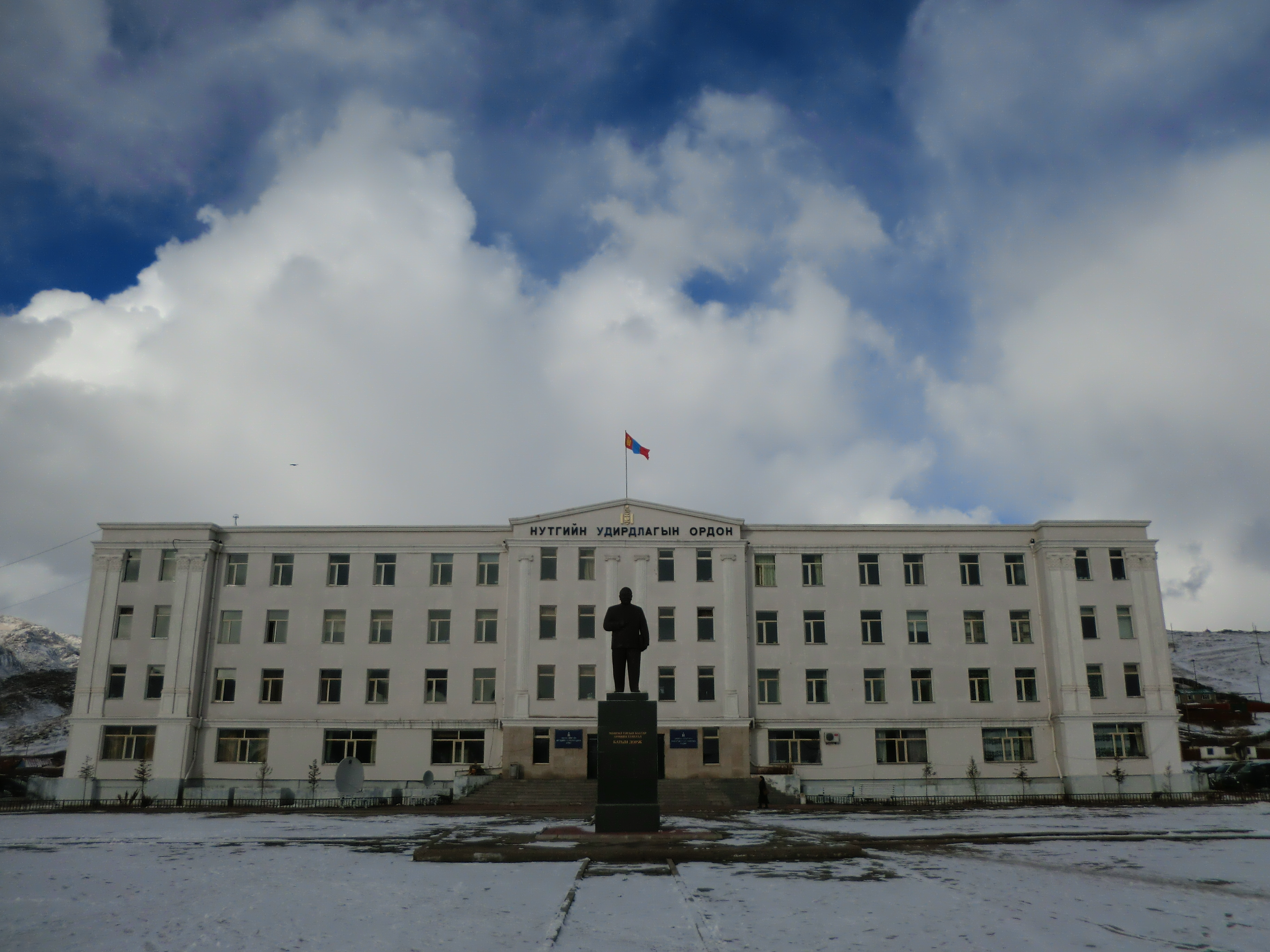
Sede del gobierno municipal de la ciudad de Uliastai

Los tipos de tribunales de apelación son:
- Tribunal de apelación de la capital para causas civiles (нийслэлийн Иргэний хэргийн давж заалдах шатны шүүх / нийслэлийн ИХДЗШ шүүх)
- Tribunal de apelación de la capital para causas penales (нийслэлийн Эрүүгийн хэргийн давж заалдах шатны шүүх / нийслэлийн ЭХДЗШ шүүх)[13]
- Tribunal de apelación de Aimag para asuntos civiles (аймгийн Иргэний хэргийн давж заалдах шатны шүүх / аймгийн ИХДЗШ шүүх).
- Tribunal de apelación para causas penales de Aimag (аймгийн Эрүүгийн хэргийн давж заалдах шатны шүүх / аймгийн ЭХДЗШ шүүх).
- Tribunal de apelación para casos administrativos (Захиргааны хэргийн давж заалдах шатны шүүх / ЗХДЗШ шүүх)[14]
- Tribunal Supremo

El más alto tribunal de Mongolia es el Tribunal Supremo de Mongolia (Улсын Дээд Шүүх),[7] creado en 1927. Hay salas para asuntos civiles, penales y administrativos. El tribunal conoce de apelaciones generales de tribunales de instancia inferior, así como del Tribunal Constitucional en asuntos relativos a la protección de la ley y los derechos humanos.
El Tribunal Constitucional de Mongolia es el más alto tribunal del país responsable de la interpretación de la Constitución. Así pues, el Tribunal Constitucional tiene poder supremo sobre la aplicación de la Constitución mongola. El Tribunal dicta sentencias sobre violaciones de los procedimientos constitucionales y resuelve litigios constitucionales. Toda acción gubernamental está sujeta al Tribunal.
El Tsets Constitucional está compuesto por nueve miembros. Un miembro del Tsets debe ser un ciudadano de Mongolia con un alto prestigio profesional jurídico y político, sin antecedentes penales en contra y que haya cumplido los 40 años de edad. De acuerdo con la ley, los miembros del Tribunal Constitucional son nombrados por el Gran Hural del Estado para un mandato de seis años, tres de los cuales deben ser propuestos por el Gran Hural del Estado, tres por el presidente de Mongolia y tres por el Tribunal Supremo de Mongolia.
Las cuestiones relativas a leyes distintas de la Constitución son competencia del Tribunal Supremo de Mongolia.
El mandato de los miembros del tribunal recién nombrados o que ocupen una vacante comienza el día de su nombramiento y continúa hasta la expiración de su mandato, según lo dispuesto en la Constitución. El presidente del Tribunal Constitucional coordina sus actividades. Nueve miembros del tribunal proponen de entre ellos el nombre de la persona que será elegida Presidente y eligen como tal a la persona que obtenga la mayoría de votos. El presidente es elegido por un mandato de tres años y sólo puede ser reelegido una vez. El Gran Hural del Estado determina y adopta los fondos para el presupuesto de la corte, el fondo salarial para los Tsets y los salarios de los miembros de los Tsets a propuesta del Presidente.

### Policía
El Ministerio de Justicia e Interior es el único órgano de seguridad nacional en Mongolia. La principal fuerza encargada de mantener el orden público y prevenir la delincuencia en todo el país es la Agencia Nacional de Policía, creada en 1965 y con sede en la capital, Ulán Bator[1]. Interpol tiene una oficina en la Policía de Mongolia.

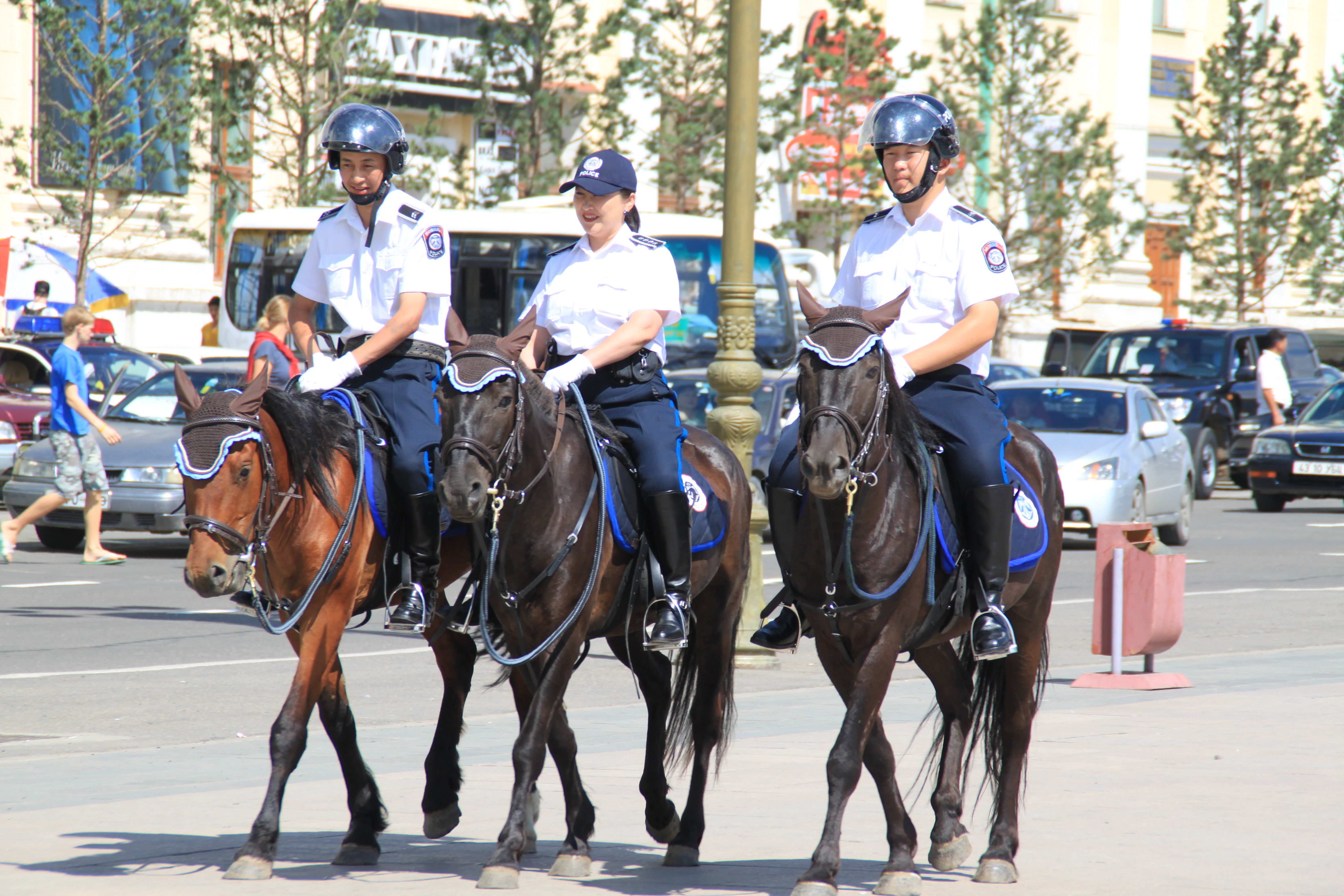
Policía montada de Mongolia

Las fuerzas del orden de la República Popular Socialista de Mongolia, junto con el ejército (Ejército Popular de Mongolia), eran instituciones y profesiones respetadas en el país. En agosto de 1991, el gobierno prohibió a la policía y a los funcionarios de seguridad afiliarse a partidos políticos, concretamente a la luz de la corrupción anterior de funcionarios de policía que formaban parte del Partido Popular de Mongolia. La "Ley de Policía" de 2013 rige la actividad policial en Mongolia, estipulando que está prohibido que cualquier cuerpo de seguridad trate a una persona detenida de "manera inhumana y degradante"
A pesar de ello, según algunos estudiosos, la policía mongola sí practica la tortura y los tratos degradantes. En octubre de 2017, funcionarios de la OSCE organizaron un curso de formación sobre el tratamiento de la delincuencia organizada y la trata de seres humanos. En abril de 2019, la Autoridad Independiente contra la Corrupción (IAAC) pidió a Mongolia que reforzara sus instituciones encargadas de hacer cumplir la ley, elogiando la labor de la policía en la aplicación de las nuevas leyes penales.
La Autoridad General para la Protección de Fronteras, comúnmente conocida como la Policía de Fronteras o la Guardia de Fronteras realiza tareas policiales en los puestos de control fronterizos de Mongolia y lleva a cabo inspecciones de vehículos que cruzan la frontera. También realiza controles de equipaje en el Aeropuerto Internacional de Buyant-Ukhaa y en el Nuevo Aeropuerto Internacional de Ulán Bator, al igual que la Administración de Seguridad en el Transporte (TSA) estadounidense. Otras fuerzas militarizadas de guardia de fronteras están subordinadas a la Dirección Principal de Defensa de Fronteras del Ministerio de Defensa.

### Derechos humanos
Desde su giro hacia la democracia en 1990, Mongolia ha reconocido en principio el concepto de derechos humanos y cívicos. "La legislación sobre derechos humanos", según una organización de derechos humanos, "es un ámbito en rápida expansión en el sistema jurídico mongol" En septiembre de 2000, Mongolia adoptó unilateralmente el llamado "Objetivo del Milenio 9", que consiste en "fortalecer los derechos humanos y fomentar la gobernanza democrática". Escribiendo en 2012 en el Yakarta Post, el secretario general de la Comunidad Indonesia que "lideró las primeras manifestaciones por la democracia y las reformas en Mongolia",  dijo que "la pasión por la libertad y los derechos humanos" es "palpable en su ser" Dirigiéndose a una audiencia en la Asia Society en Nueva York en 2011, Elbegdorj Tsakhia dijo: "La libertad, los derechos humanos, la justicia, el Estado de derecho, esos valores pueden ser disfrutados, incluso por la gente pobre, incluso por el pobre pastor en Mongolia." El deseo de los derechos humanos, dijo, "siempre está ahí", en todas las personas. "A veces ese deseo puede ser aplastado por la tiranía. Pero volverá a surgir. Así es Mongolia".
Sin embargo, a pesar del progreso económico y social de Mongolia desde el final del comunismo, la "herencia del antiguo régimen totalitario", según un observador, "es una influencia negativa para la realización de los derechos humanos en Mongolia". El abuso de poder oficial está muy extendido, y los agentes del orden "no respetan adecuadamente la seguridad y la libertad de la población". Aunque los medios de comunicación informan con frecuencia sobre las violaciones de los derechos humanos, "la mayoría de la gente, excepto abogados y profesores, no tiene conocimientos sistemáticos sobre derechos humanos para poder apreciar adecuadamente las noticias sobre derechos humanos.... La gente empieza a ver el verdadero significado de los derechos humanos sólo después de sufrir injusticias".

Oficiales de la Policía de Mongolia realizando ejercicios de entrenamiento

Un informe del Relator Especial de la ONU sobre Extrema Pobreza y Derechos Humanos Mongolia indicaba en diciembre de 2012 que, aunque Mongolia "está experimentando actualmente un gran auge de recursos y el país está al borde de una de las transformaciones más dramáticas de su historia", con la extracción de riqueza mineral y la inversión extranjera "que se espera que triplique la economía nacional para 2020", el país "se encuentra decepcionantemente entre los peores países en el índice internacional de desarrollo humano (110 de 187 según el Índice de Desarrollo Humano de 2011).
Entre los graves problemas de derechos humanos a los que se enfrenta Mongolia, especialmente en el sector policial y de seguridad, se encuentran los malos tratos a los presos por parte de la policía, la aplicación desigual de la ley, las malas condiciones de las cárceles, las detenciones arbitrarias, los periodos excesivamente largos de prisión preventiva, la corrupción judicial, la falta de independencia de los medios de comunicación, el secretismo gubernamental, la violencia doméstica y la trata de personas. Está prohibida la discriminación "por motivos de origen étnico, lengua, raza, edad, sexo, origen social o condición", y existe igualdad oficial entre hombres y mujeres "en los ámbitos político, económico, social, cultural y familiar". Recientemente se ha prestado cada vez más atención a las repercusiones en materia de derechos humanos de la rápida expansión de la industria minera en Mongolia, que en muchos casos ha tenido un impacto perjudicial en el entorno de los pastores tradicionales y, por tanto, en su vida cotidiana y sus perspectivas laborales.En materia de derechos humanos, respecto a la pertenencia a los siete organismos de la Carta Internacional de Derechos Humanos, que incluyen al Comité de Derechos Humanos (HRC), Mongolia ha firmado o ratificado:

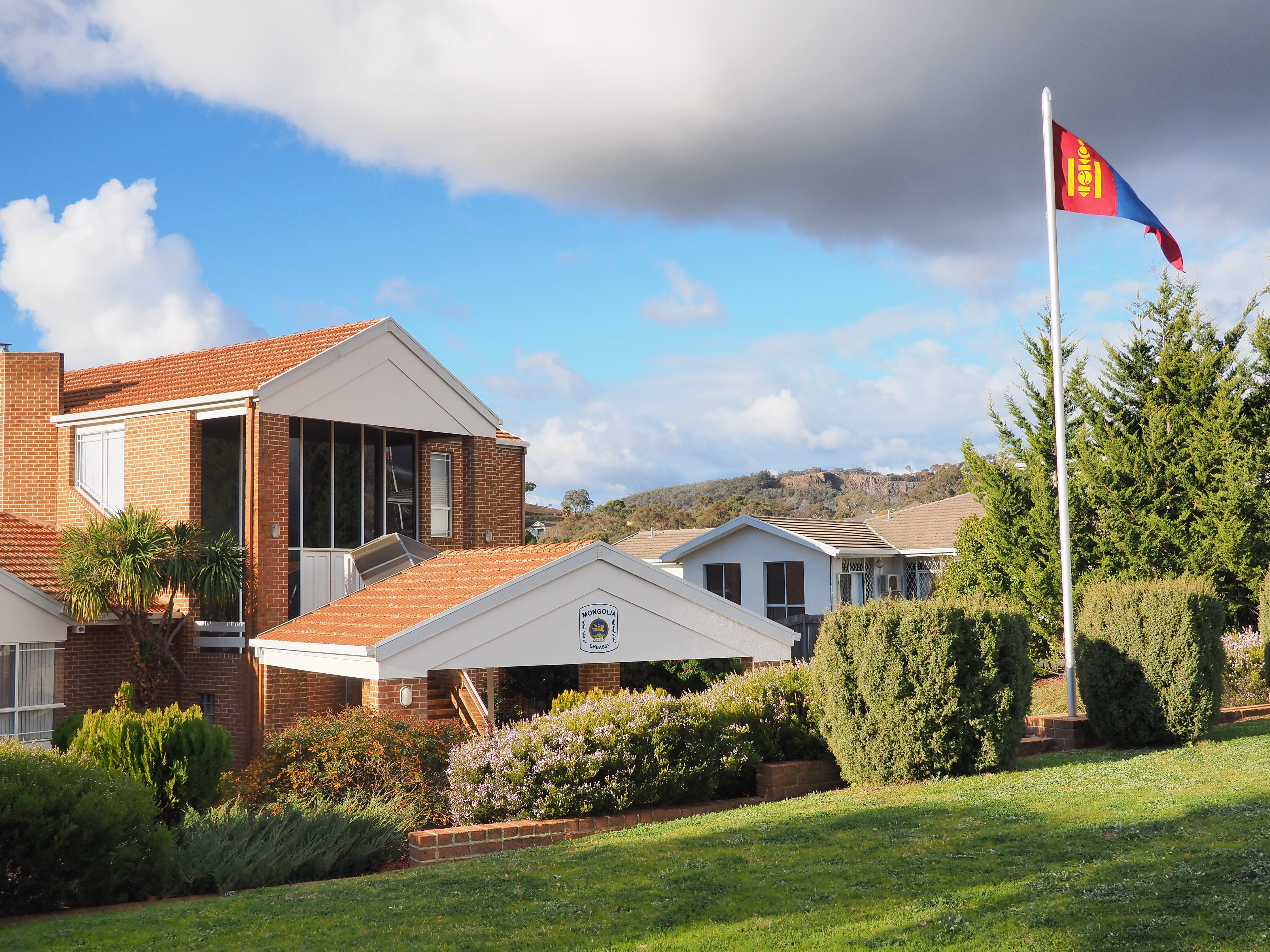
Embajada de Mongolia en Australia

| Mongolia | Tratados internacionales | Tratados internacionales | Tratados internacionales | Tratados internacionales | Tratados internacionales  | Tratados internacionales | Tratados internacionales | Tratados internacionales | Tratados internacionales | Tratados internacionales | Tratados internacionales | Tratados internacionales | Tratados internacionales    | Tratados internacionales    | Tratados internacionales | Tratados internacionales  | Tratados internacionales | Tratados internacionales |
| --- | ------------------------ | ------------------------ | ------------------------ | --- | ------------------------- | ------------------------ | ------------------------ | ------------------------ | ------------------------ | --- | ------------------------ | ------------------------ | --------------------------- | --------------------------- | ------------------------ | ------------------------- | ------------------------ | ------------------------ |
| Mongolia | CESCR                    | CESCR                    | CCPR                     | CCPR | CCPR                      | CERD                     | CED                      | CEDAW                    | CEDAW                    | CAT | CAT                      | CRC                      | CRC                         | CRC                         | CRC                      | MWC                       | CRPD                     | CRPD                     |
| Mongolia | CESCR                    | CESCR-OP                 | CCPR                     | CCPR-OP1 | CCPR-OP2-DP               | CERD                     | CED                      | CEDAW                    | CEDAW-OP                 | CAT | CAT-OP                   | CRC                      | CRC-OP-AC                   | CRC-OP-SC                   | CRC-OP-CP                | MWC                       | CRPD                     | CRPD-OP                  |
| Pertenencia | Firmado y ratificado.    | Firmado y ratificado.    | Firmado y ratificado.    | Mongolia ha reconocido la competencia de recibir y procesar comunicaciones individuales por parte de los órganos competentes. | Ni firmado ni ratificado. | Firmado y ratificado.    | Sin información.         | Firmado y ratificado.    | Firmado y ratificado.    | Mongolia ha reconocido la competencia de recibir y procesar comunicaciones individuales por parte de los órganos competentes. | Sin información.         | Firmado y ratificado.    | Firmado pero no ratificado. | Firmado pero no ratificado. | Sin información.         | Ni firmado ni ratificado. | Sin información.         | Sin información.         |
| Firmado y ratificado, firmado, pero no ratificado, ni firmado ni ratificado, sin información, ha accedido a firmar y ratificar el órgano en cuestión, pero también reconoce la competencia de recibir y procesar comunicaciones individuales por parte de los órganos competentes. |                          |                          |                          | |                           |                          |                          |                          |                          | |                          |                          |                             |                             |                          |                           |                          |                          |

### Política exterior
Mongolia mantiene buenas relaciones y misiones diplomáticas con muchos países, entre ellos Estados Unidos, Rusia, Corea del Norte y Corea del Sur, Japón y la República Popular China. El gobierno ha alcanzado grandes acuerdos internacionales en inversiones y comercio. Mongolia apoyó la invasión de Irak de 2003 y ha enviado varios contingentes de 103 a 180 soldados a Irak y Afganistán. 
También 200 soldados mongoles están sirviendo en Sierra Leona en misión de la ONU para proteger su Corte Especial allí establecida tras la guerra civil del país. De 2005 a 2006, unos 40 soldados fueron desplegados con el contingente belga y luxemburgués en Kosovo. El 21 de noviembre de 2005, George W. Bush fue el primer presidente de los Estados Unidos en visitar Mongolia.
Mongolia tiene embajadas en Astaná, Ankara, Bangkok, Berlín, Pekín, Bruselas, Budapest, Ciudad de México, El Cairo, Varsovia, Washington D. C., Viena, Vientián, La Habana, Delhi, Londres, Moscú, Ottawa, París, Praga, Pionyang, Seúl, Sofía, Tokio, Hanói y Singapur, consulados en Irkutsk y Ulán-Udé, y misiones diplomáticas en las Naciones Unidas en Nueva York y en la Unión Europea en Ginebra. Además, mantiene consulados honorarios en diversas ciudades de Asia, Europa, América del Norte y en Iberoamérica en Río de Janeiro (Brasil) y Santiago de Chile.

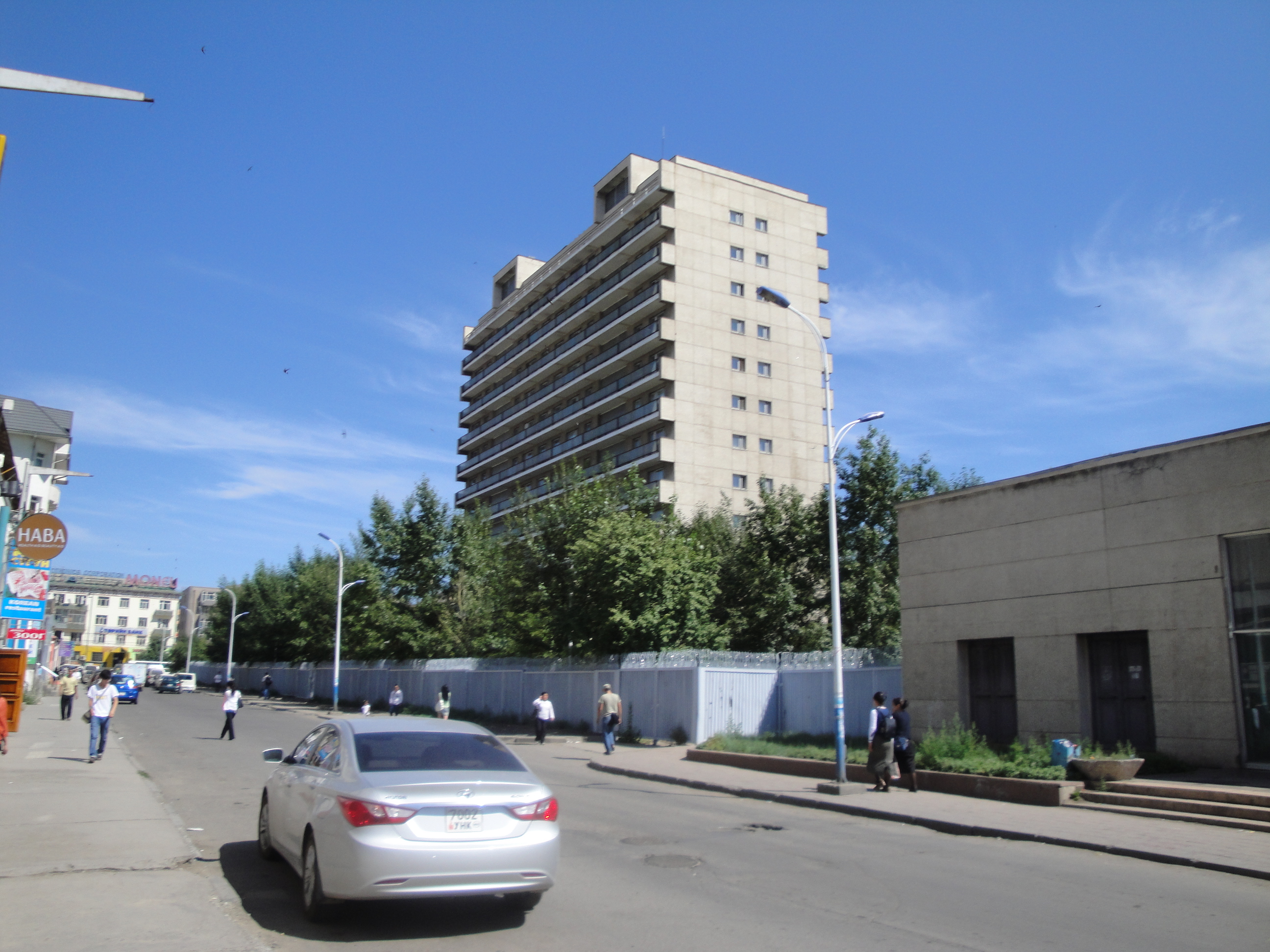
Embajada de Rusia en Ulán Bator, Mongolia

Las relaciones entre Mongolia y la Federación Rusa han sido tradicionalmente sólidas desde la época comunista, cuando la Rusia soviética era el aliado más cercano de la República Popular de Mongolia. Rusia tiene una embajada en Ulán Bator y dos consulados generales (en Darkhan y Erdenet). Mongolia tiene una embajada en Moscú, tres consulados generales (en Irkutsk, Kizil y Ulán-Udé) y una sucursal en Ekaterimburgo. Ambos países son miembros de pleno derecho de la Organización para la Seguridad y la Cooperación en Europa (Rusia es Estado participante, mientras que Mongolia es socio).
Tras la desintegración de la antigua Unión Soviética, Mongolia desarrolló relaciones con los nuevos Estados independientes. Los vínculos con Rusia y otras repúblicas eran esenciales para contribuir a la estabilización de la economía mongola.Las principales dificultades para desarrollar una coordinación fructífera se debieron a que estos nuevos estados estaban experimentando la misma reestructuración política y económica que Mongolia. A pesar de estas dificultades, Mongolia y Rusia negociaron con éxito una Declaración Conjunta de Cooperación en 1991 y un acuerdo comercial bilateral. A continuación, en 1993 se firmó un Tratado de Amistad y Cooperación que establecía una nueva base de igualdad en la relación.El presidente de Mongolia, Bagabandi, visitó Moscú en 1999, y el presidente ruso, Vladímir Putin, visitó Mongolia en 2000 para firmar la Declaración de Ulán Bator, de 25 puntos, en la que se reafirmaba la amistad y la cooperación entre Mongolia y Rusia en numerosas cuestiones económicas y políticas.
En la posguerra fría, China ha dado importantes pasos para normalizar su relación con Mongolia, haciendo hincapié en su respeto por la soberanía e independencia del país.En 1994, el primer ministro chino Li Peng firmó un tratado de amistad y cooperación. China se ha convertido en el mayor socio comercial y fuente de inversión extranjera de Mongolia, así como en el destino del 48% de las exportaciones mongolas. El comercio bilateral alcanzó los 1.130 millones de dólares en los nueve primeros meses de 2007, registrando un aumento del 90% respecto a 2006.
China se ofreció a permitir el uso de su puerto de Tianjin para que Mongolia y sus mercancías tuvieran acceso al comercio con la región de Asia-Pacífico. China también amplió sus inversiones en las industrias mineras de Mongolia, tratando de desarrollar la industria de recursos naturales del país. Mongolia y China han intensificado su cooperación en la lucha contra el terrorismo y el refuerzo de la seguridad regional. Es probable que China apoye la adhesión de Mongolia al Diálogo de Cooperación en Asia (ACD), al Foro de Cooperación Económica Asia-Pacífico (APEC) y le conceda el estatus de observador en la Organización de Cooperación de Shanghái.

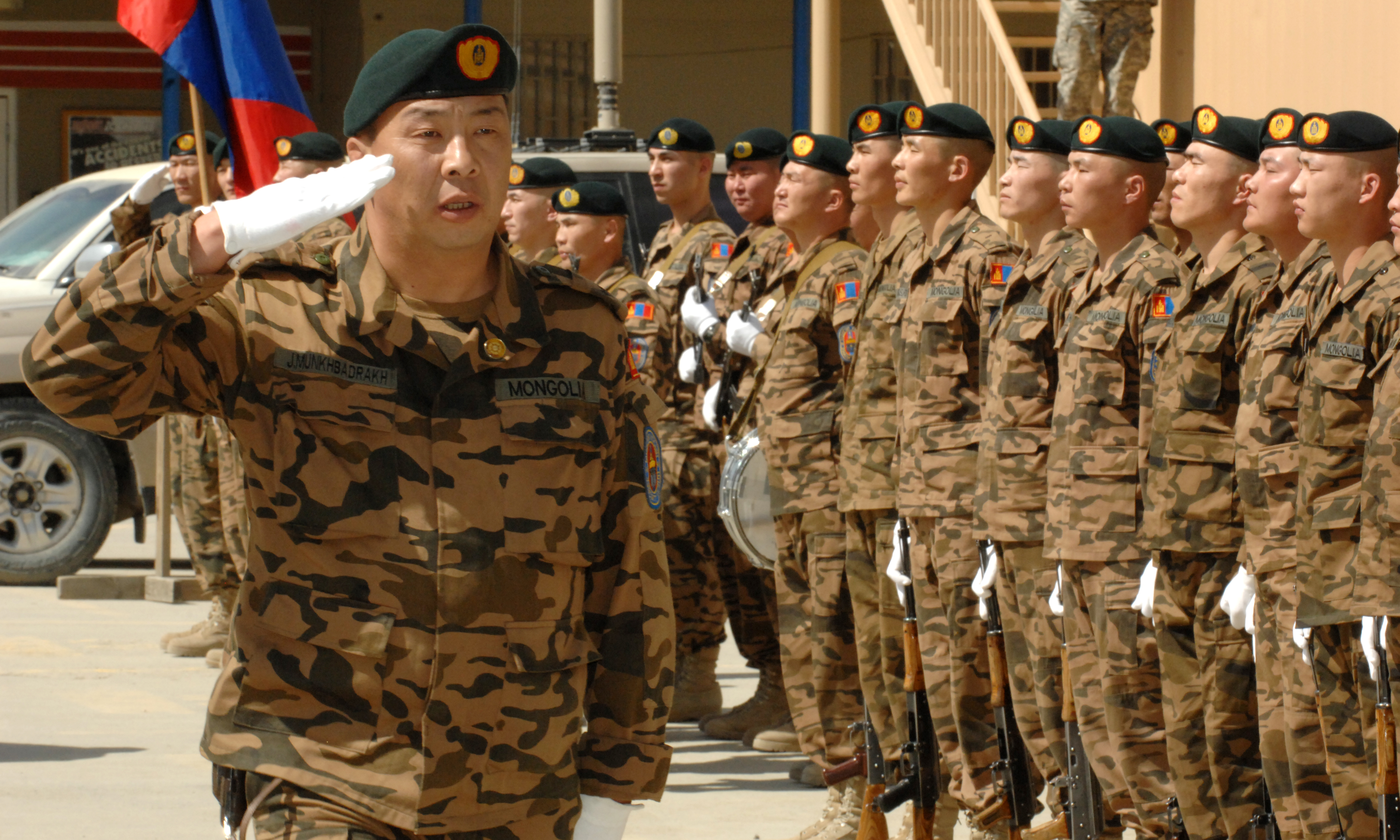
La Fuerza Expedicionaria de Mongolia en una demostración de ejercicios durante el Día del Ejército de Mongolia.

### Defensa
Las Fuerzas Armadas de Mongolia (en mongol: Монгол Улсын Зэвсэгт Хүчин: ulsyn zevsegt hüchin) es el nombre colectivo del ejército mongol y de las fuerzas conjuntas que lo componen. Su misión es proteger la independencia, la soberanía y la integridad territorial de Mongolia. Definida como la configuración de tiempo de paz, su estructura actual consta de cinco ramas: la Fuerza Terrestre de Mongolia, la Fuerza Aérea de Mongolia, las Fuerzas de Construcción e Ingeniería, la ciberseguridad y las fuerzas especiales. En caso de situación de guerra, las Tropas de Frontera, las Tropas Internas y la Agencia Nacional de Gestión de Emergencias pueden reorganizarse en la estructura de las fuerzas armadas. El Estado Mayor de las Fuerzas Armadas de Mongolia es el principal órgano de gestión y opera independientemente del Ministerio de Defensa, su órgano matriz controlado por el gobierno.

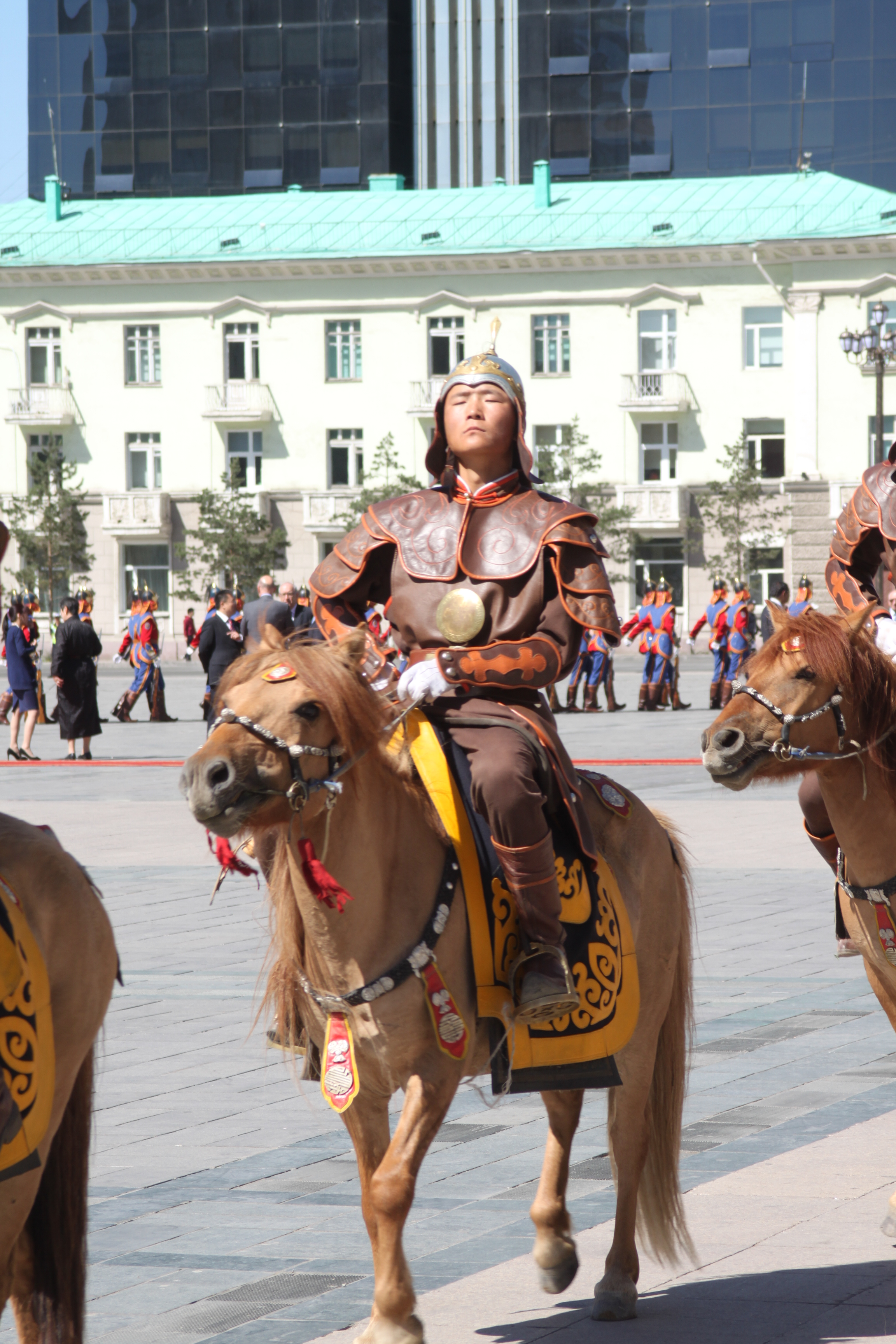
Soldado a caballo durante un desfile militar vistiendo un atuendo tradicional Mongol

La fiesta oficial de sus fuerzas armadas es el Día del Hombre y del Soldado (Эр цэргийн баяр, Эрчүүдийн баяр), el 18 de marzo, equivalente al Día del Defensor de la Patria en Rusia y al Día del EPL en China.
Mongolia vivió una revolución democrática en 1990, que puso fin al Estado comunista de partido único que existía desde principios de la década de 1920. En 2002, se aprobó una ley que permitía al ejército y a las fuerzas policiales de Mongolia llevar a cabo misiones de mantenimiento de la paz en el extranjero, respaldadas por la ONU. En agosto de 2003, Mongolia aportó tropas a la guerra de Irak como parte de la Fuerza Multinacional - Irak. Las tropas mongolas, 180 en su momento álgido, estaban a las órdenes de la División Multinacional Centro-Sur y se les encomendó la tarea de vigilar la principal base polaca, Camp Echo. Antes de ese destino, habían estado protegiendo una base logística apodada Camp Charlie en Hillah.
El entonces Jefe de Estado Mayor Conjunto, General Richard Myers, visitó Ulan Baator el 13 de enero de 2004 y expresó su agradecimiento por el despliegue de un contingente de 173 efectivos en Iraq. A continuación, inspeccionó el 150.º Batallón de Mantenimiento de la Paz, que tenía previsto enviar una nueva fuerza para sustituir al primer contingente a finales de enero de 2004. Todas las tropas se retiraron posteriormente.
En junio de 2005, Batzorigiyn Erdenebat, Viceministro de Defensa Nacional, declaró a Jane's Defence Weekly que el despliegue de fuerzas en Mongolia se estaba alejando de su postura de la Guerra Fría, orientada al sur contra China. "Según el concepto de desarrollo regional de Mongolia, el país se ha dividido en cuatro regiones, cada una de las cuales incorpora varias provincias. La capital más grande de cada región se convertirá en el centro regional y estableceremos cuarteles generales militares regionales en cada una de esas ciudades", declaró. Sin embargo, en aquel momento se había retrasado su aplicación.
En 2009, Mongolia envió 114 soldados a Afganistán como parte de la Fuerza Internacional de Asistencia para la Seguridad. Las tropas fueron enviadas respaldando el aumento de tropas de Estados Unidos. Las fuerzas mongolas en Afganistán ayudan principalmente al personal de la OTAN/Fuerza Internacional de Asistencia a la Seguridad en el adiestramiento sobre las armas del antiguo Pacto de Varsovia, que constituyen el grueso del equipo militar de que dispone el Ejército Nacional Afgano.
En 2021, con motivo del centenario de las fuerzas armadas, el presidente Khaltmaagiin Battulga les concedió la Orden de Gengis Kan.

Topografía mongola: se observan las cordilleras que ocupan el oeste y centro del país y el sureste, de menor altura, donde se extiende el desierto de Gobi.

## Geografía
Con 1 564 116 km², Mongolia es el decimonoveno país más grande del mundo; su extensión es aproximadamente la mitad de la India y tres veces la superficie de España. Mongolia no tiene salida al mar.
La región central de Mongolia consiste principalmente en estepas relativamente planas. La fracción sur del país está situada en el desierto de Gobi, mientras que las zonas norte y oeste son de carácter montañoso. El punto más alto de Mongolia es el monte Kujten-Uul, con 4.374 metros, situado en los montes Altái.

### Clima
El clima de Mongolia es continental, con una gran amplitud térmica: la mayor parte del país sufre altas temperaturas en su corto verano, y un tremendo frío en el prolongado invierno, pudiendo descender las temperaturas hasta los -30 °C (-22 °F). Ulán Bator, es la capital de Estado con la temperatura media anual más baja en todo el mundo. Y las temperaturas en muchos casos bajan hasta los -45 °C.

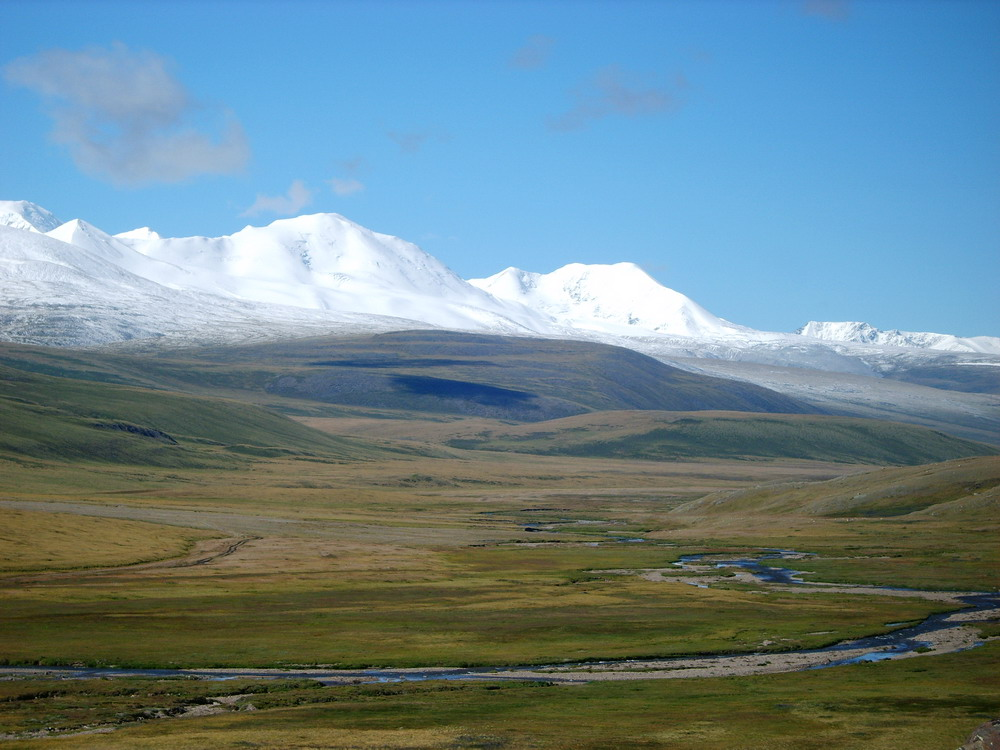
Meseta de Ukok, Mongolia

Las precipitaciones son mayores en el norte del país (entre 20 y 35 centímetros anuales), y menores en el sur (entre 10 y 20 centímetros anuales), llegando a ser casi nulas en algunas regiones del Gobi.
Mongolia es conocida como la "Tierra del Eterno Cielo Azul" o "País del Cielo Azul" (en mongol: "Mönkh khökh tengeriin oron") porque tiene más de 250 días soleados al año.
La mayor parte del país es calurosa en verano y extremadamente fría en invierno, con medias en enero que descienden bruscamente. Un vasto frente de aire frío, pesado y poco profundo llega de Siberia en invierno y se acumula en los valles fluviales y las cuencas bajas provocando temperaturas muy frías, mientras que las laderas de las montañas son mucho más cálidas debido a los efectos de la inversión térmica (la temperatura aumenta con la altitud).
En invierno, toda Mongolia está bajo la influencia del anticiclón siberiano. Las localidades más afectadas por este frío son la provincia de Uvs (Ulaangom), el oeste de Khovsgol (Rinchinlhumbe), el este de Zavkhan (Tosontsengel), el norte de Bulgan (Hutag) y el este de la provincia de Dornod (Jaljiin Gol). Ulán Bator está fuertemente afectada, pero con menor intensidad.

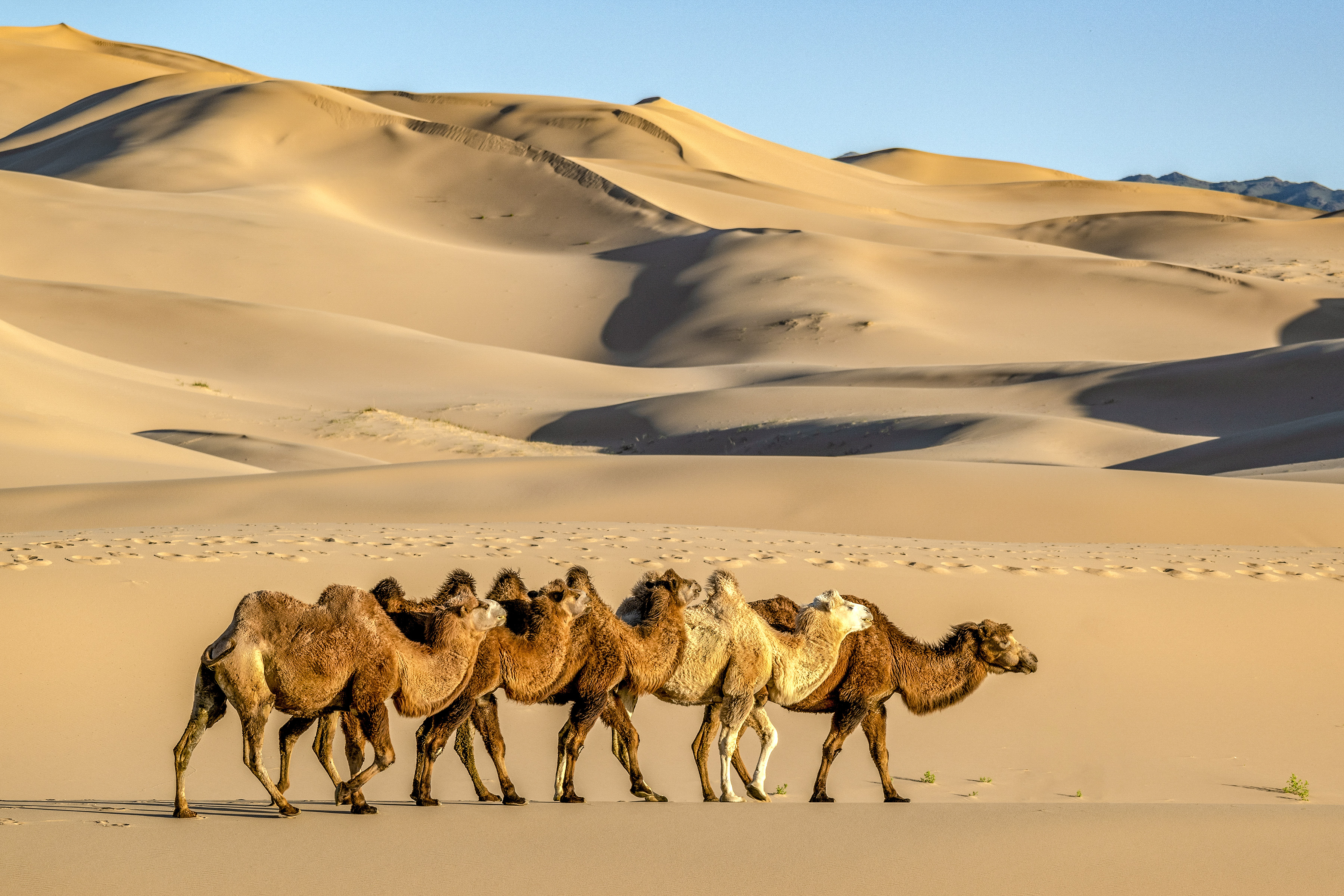
Dunas de Jongoryn Els en el parque nacional de Gobi Gurvansaiján

El frío se hace menos intenso a medida que se avanza hacia el sur, alcanzándose las temperaturas más cálidas de enero en la provincia de Omnogovi (Dalanzadgad, Khanbogd) y la región de los montes Altái, fronteriza con China. Un microclima único es el de la fértil región de praderas y bosques del centro y el este de la provincia de Arkhangai (Tsetserleg) y el norte de la provincia de Ovorkhangai (Arvaikheer), donde las temperaturas de enero son, por término medio, iguales y a menudo superiores a las de las regiones desérticas más cálidas del sur, además de más estables. Los montes Khangai desempeñan un cierto papel en la formación de este microclima. En Tsetserleg, la ciudad más cálida de este microclima, las temperaturas nocturnas de enero rara vez bajan de -30 °C (-22 °F), mientras que las diurnas suelen alcanzar entre 0 °C (32 °F) y 5 °C (41 °F).
El país sufre ocasionalmente condiciones climáticas adversas conocidas como zud. El zud, una catástrofe natural exclusiva de Mongolia, provoca la muerte de gran parte del ganado del país por inanición o temperaturas bajo cero, o ambas cosas, lo que supone un trastorno económico para la población, mayoritariamente pastoral. La temperatura media anual en Ulán Bator es de -1,3 °C (29,7 °F), lo que la convierte en la capital más fría del mundo. Mongolia es un país alto, frío y ventoso, de clima continental extremo, con inviernos largos y fríos y veranos cortos, durante los cuales cae la mayor parte de la precipitación anual. 

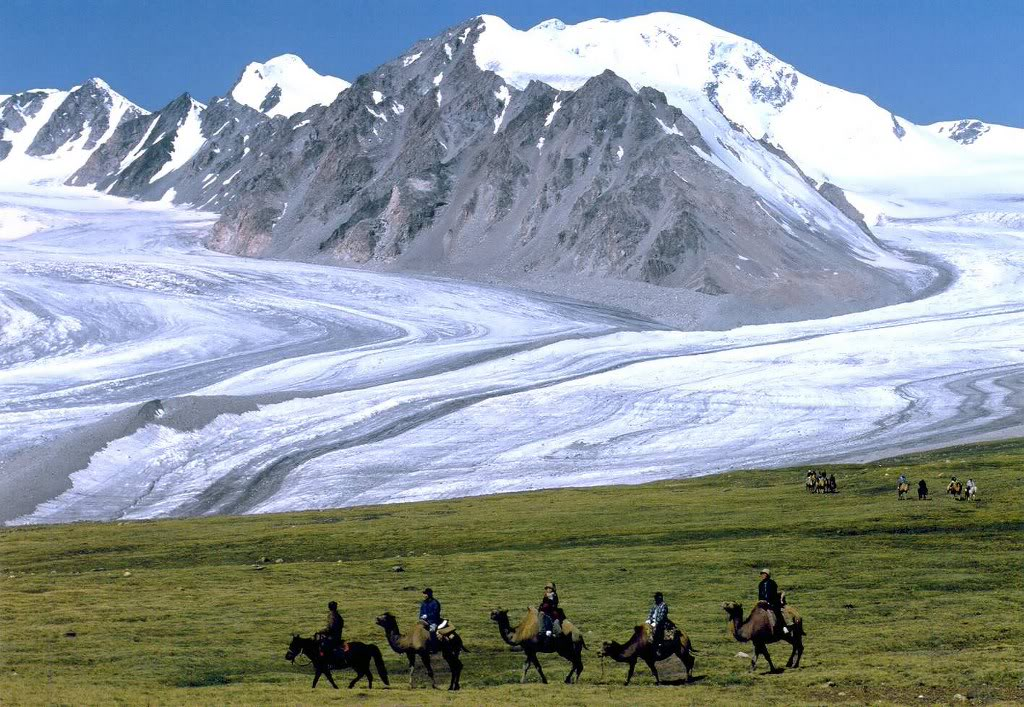
Glaciar Potanin

El país tiene una media de 257 días sin nubes al año, y suele estar en el centro de una región de alta presión atmosférica. Las precipitaciones son mayores en el norte (con una media de 200 a 350 milímetros anuales) y menores en el sur, que recibe entre 100 y 200 milímetros anuales. La mayor precipitación anual, de 622,297 mm, se registró en los bosques de la provincia de Bulgan, cerca de la frontera con Rusia, y la menor, de 41,735 mm, en el desierto de Gobi (periodo 1961-1990). El extremo norte de la provincia de Bulgan, escasamente poblado, registra una precipitación media anual de 600 mm, lo que significa que recibe más precipitaciones que Pekín (571,8 mm) o Berlín (571 mm).

### Efectos del cambio climático

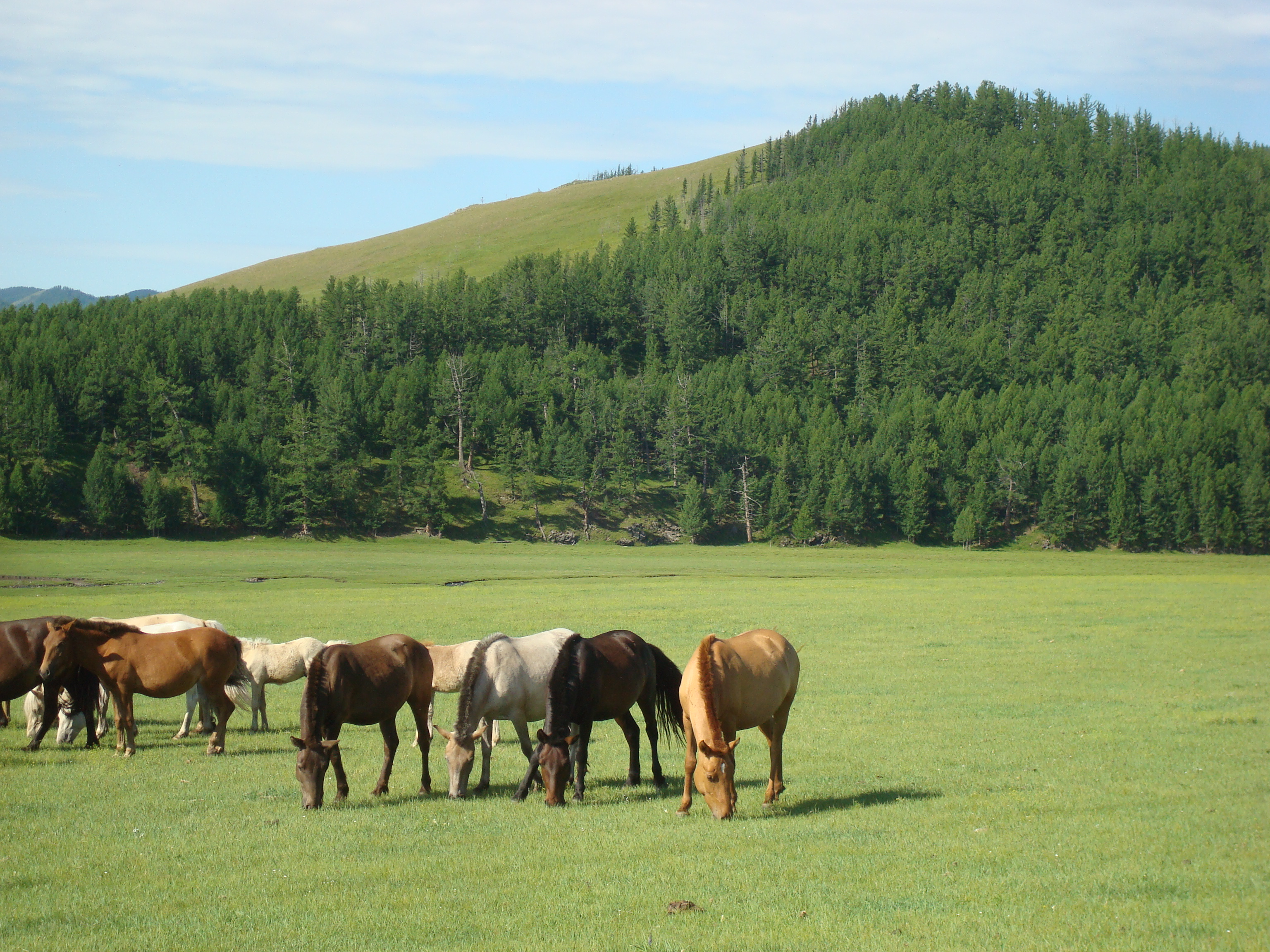
Bosque en la provincia de Arkhangai Aimag

El calentamiento global afecta sustancialmente a Mongolia. Entre 1940 y 2001, la temperatura media anual del aire aumentó en más de 1,5 grados centígrados. La temperatura en invierno se ha elevado incluso más de 3,6 grados en ese período. El antiguo hielo de Mongolia se está derritiendo rápidamente debido al cambio climático y al alza de las temperaturas estivales. A medida que la afluencia de los campos de hielo se seca durante el verano con mayor frecuencia, el suministro de agua potable está cada vez más restringido. Esto pondrá el patrimonio cultural y el pastoreo tradicional de renos en un riesgo extremo en los años venideros. Como resultado, la crisis climática pone en peligro a los pastores de renos domésticos en latitudes bajas, que viven en las zonas montañosas de la tundra del norte de Mongolia.

### Relieve
Aproximadamente un tercio del territorio nacional está ocupado por altas montañas, sobre todo en el norte, oeste y sureste. El sur y el este están dominados por mesetas secas. La altitud media del país es de unos 1.580 metros sobre el nivel del mar.
Mongolia Occidental es la región comprendida entre los montes Changai y el Altái. Aquí, en la frontera con el Xinjiang chino, dos picos del Altái alcanzan casi 4400 metros, entre ellos el pico Chüiten, que con 4374 metros es la mayor elevación de Mongolia. 

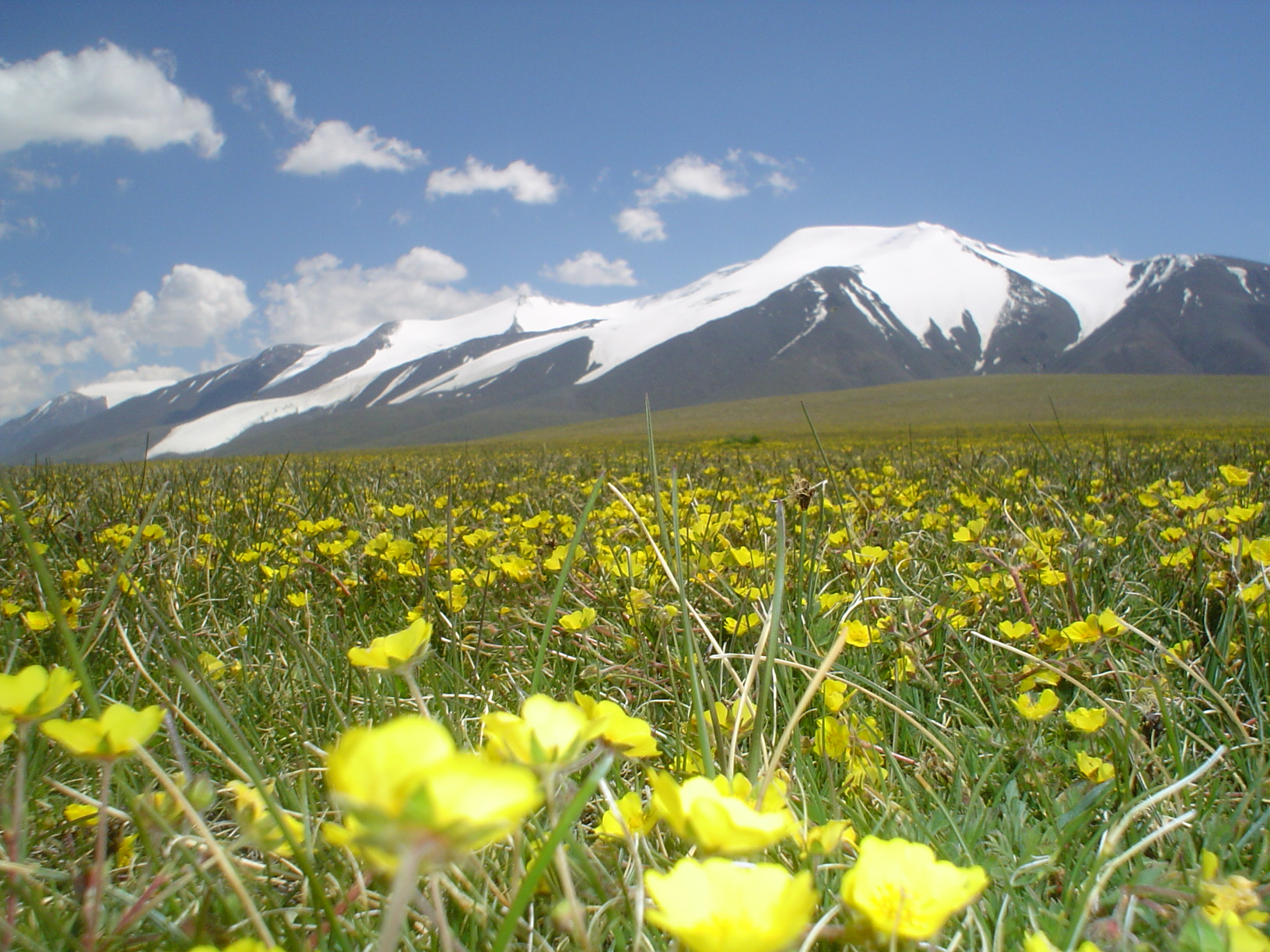
Paisaje montañoso en el parque nacional Tsambagarav Uul

Desde allí, las cordilleras mongolas de Altái y Gobi-Altái, de 3.000 a 4.000 metros de altura, se extienden 2.000 km de este a sureste, a lo largo de la frontera con China, hasta la meseta mongola; otras montañas del oeste de Mongolia son los montes Tannu-ola y los montes Sajan. En Mongolia hay cientos de glaciares, aunque todos son muy pequeños en comparación con los estándares internacionales.
En el centro del país se encuentran los montes Changai, con numerosos picos de tres mil metros, cuyo flanco norte desagua ya en el lago Baikal, en Siberia, y al este la región que rodea la capital, Ulán Bator (1.350 m). Al este se encuentran los montes Chentii. Al Sur de esta cadena montañosa, el país es accidentado hasta que se funde con el Gobi. En el este de Mongolia, el punto más bajo se encuentra en el lago Choch Nuur, a 532 m.

### Hidrografía
Mongolia tiene unos 1.200 ríos con una longitud total de casi 70.000 km. El país está drenado en tres direcciones: hacia el océano Pacífico, hacia el océano Ártico y hacia la llanura sin drenaje de Asia Central. Como país sin salida al mar, Mongolia no tiene acceso a mares ni océanos.

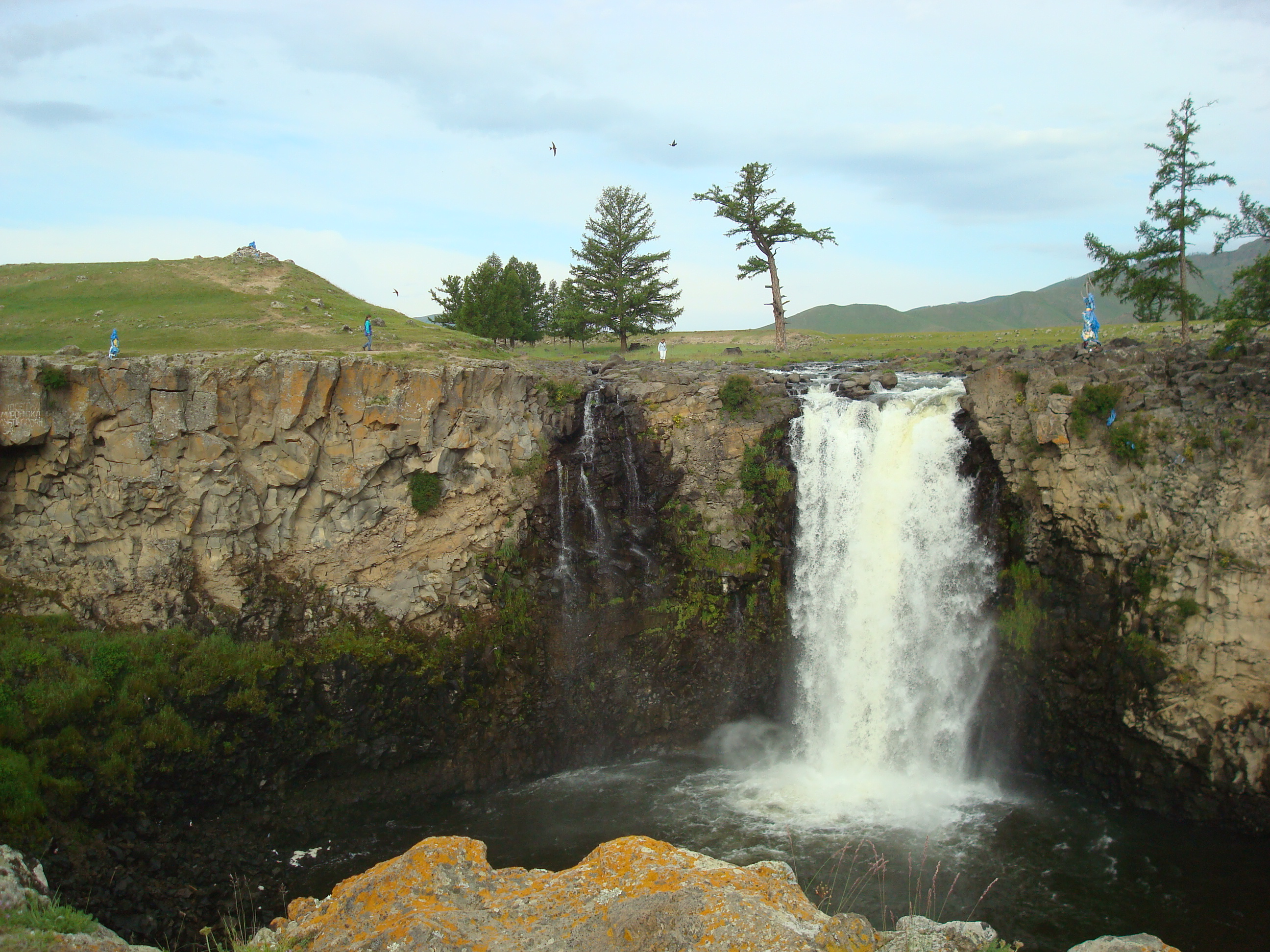
Cascada Ulaan Tsutgalan

El norte está atravesado por el río Selenga, rico en agua, y sus grandes afluentes, los ríos Ider, Orkhon y Tuul. Nacen en los montes Changai y desembocan en el lago Baikal. También fluyen por el norte y el este el Onon y el Cherlen, que nacen en los montes Chentii y desaguan por el Amur hacia el Pacífico, así como el Ulds y el Chalchyn. Los ríos más caudalosos del Oeste son el Chowd y el Dzavkhan, que fluyen hacia Asia Central. Todos los ríos de Mongolia se hielan en invierno. La capa de hielo puede permanecer hasta medio año y alcanzar un grosor de más de un metro. En invierno, los vehículos suelen utilizar los ríos helados como carreteras, lo que provoca su contaminación.
Entre los casi 4000 lagos de Mongolia destacan el lago Uws Nuur, de 3350 km² de agua salada, y el Chöwsgöl Nuur, de 2760 km². Este último es uno de los lagos de agua dulce más importantes del mundo. El 95% de los demás lagos tienen menos de 5 km²; el 80% son de agua dulce. Como a menudo se alimentan de glaciares y están lejos de cualquier centro industrial, casi no están contaminados y tienen aguas muy claras. Son importantes lugares de descanso para las aves migratorias.

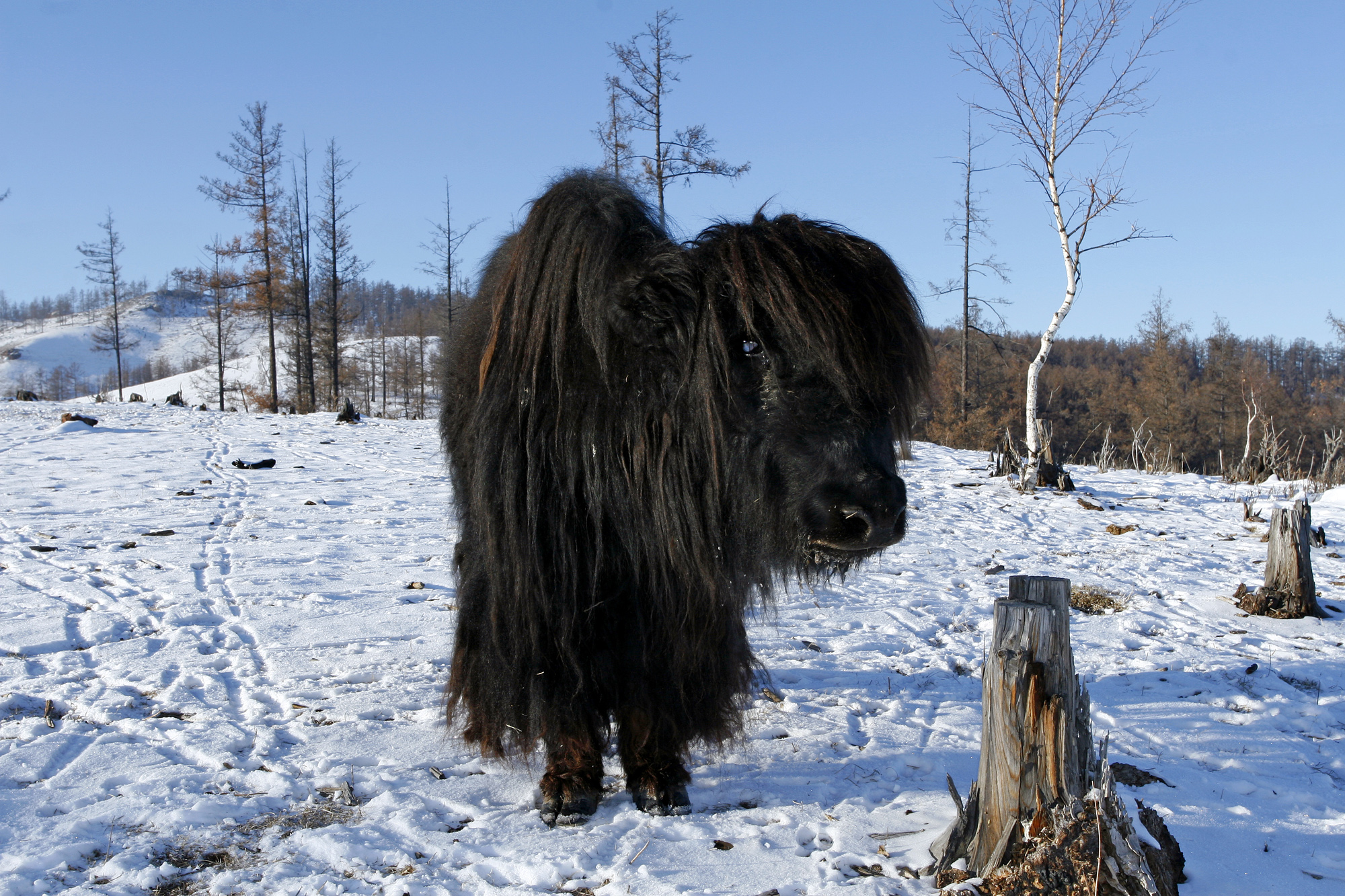
Un Yak (Bos mutus o Bos grunniens) en Erdenet, Mongolia

Las masas de agua de Mongolia están afectadas por una importante desertización: 852 de los ríos y arroyos y más de 1000 de los lagos se han secado o han desaparecido (datos de 2007).

### Fauna
La fauna de Mongolia se ha adaptado a las condiciones de la estepa. La gente cría ovejas, cabras, vacas, camellos y caballos. Entre los mamíferos salvajes de la estepa destacan el saiga, especies de ratones saltarines, la marmota, el lobo, el yak, una especie de gato salvaje y la tilapia esteparia. En los lagos se encuentra una especie de grulla, y otras especies de aves conocidas en Mongolia son el ratonero, el águila esteparia, la alondra y una especie de collalba. 

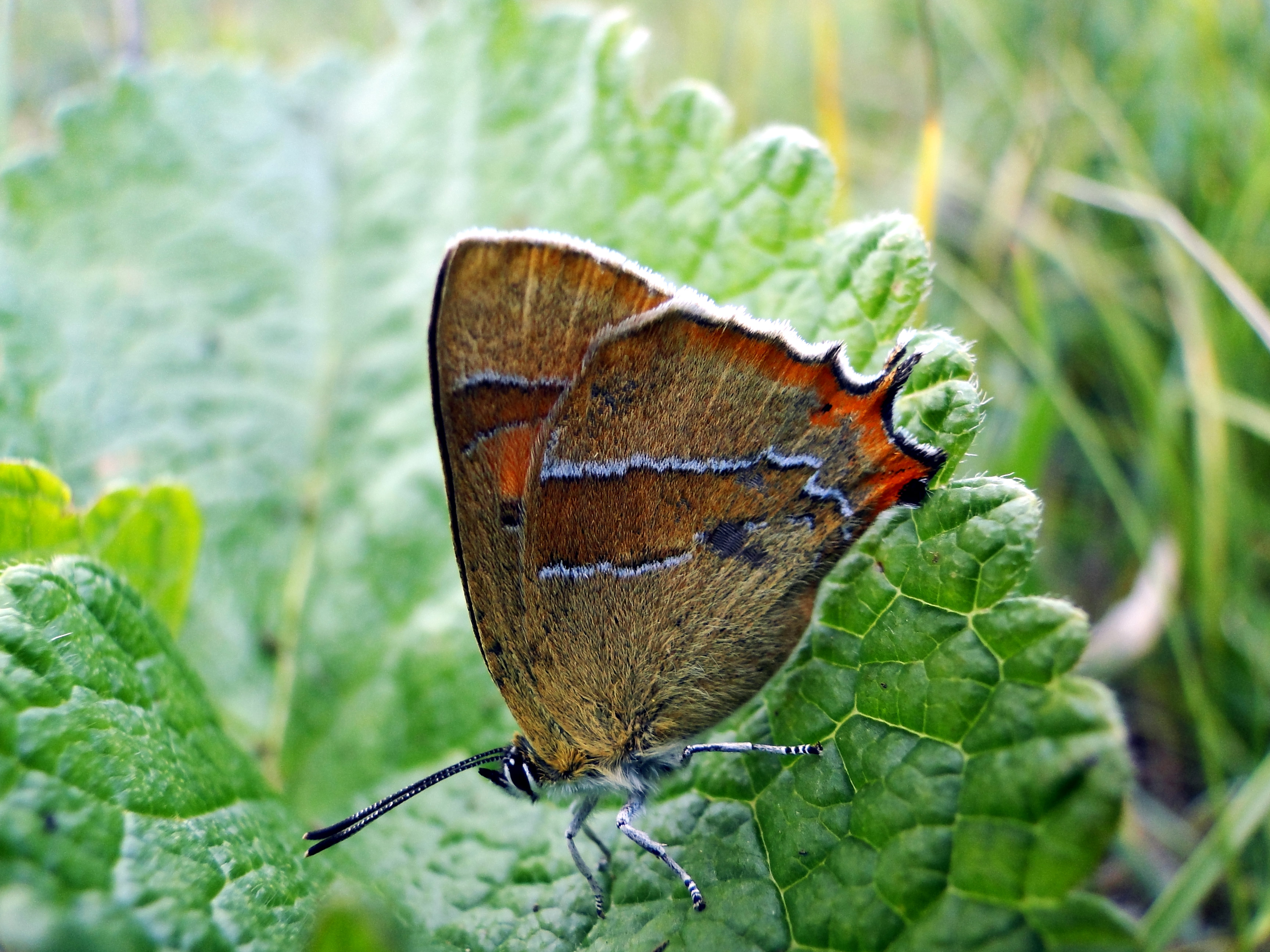
Mariposa en el Parque nacional Khustain Nuruu

Una característica especial es el caballo de Przewalski, que ya estaba extinto en el área y ha sido reintroducido con éxito en la naturaleza. En las zonas forestales y montañosas del país habitan el argalí, una especie de cabra salvaje, una especie de gacela, el armiño, la liebre de las nieves, especies de agachadizas y el martín pescador de Altái (Tetraogallus altaicus). Destaca el leopardo de las nieves, en grave peligro de extinción debido a la caza y a la restricción de su hábitat. 
En el Gobi viven el asno asiático, la cabra de Cachemira, numerosas especies de roedores y lagartos y agamas. El Gobi también alberga al oso de Gobi, en peligro crítico de extinción, una pequeña forma de oso pardo que se alimenta principalmente de comida vegetariana. En las aguas de Mongolia hay carpas, peces tipo locha, lucios, lochas, percas, lenok, taimen y varias especies de tímalos. El esturión del Baikal (Acipenser baerii baicalensis Nikolskii) migra más de 300 km a través del Orkhon para desovar en el Selenga y el curso superior del Orkhon. 
Las aves migratorias que sólo pasan el verano en Mongolia son el ánsar cisne, el cisne vulgar y la cerceta pardilla. También hay aves migratorias que pasan el invierno en Mongolia, como el escribano nival o el búho nival.

### Cuestiones medioambientales

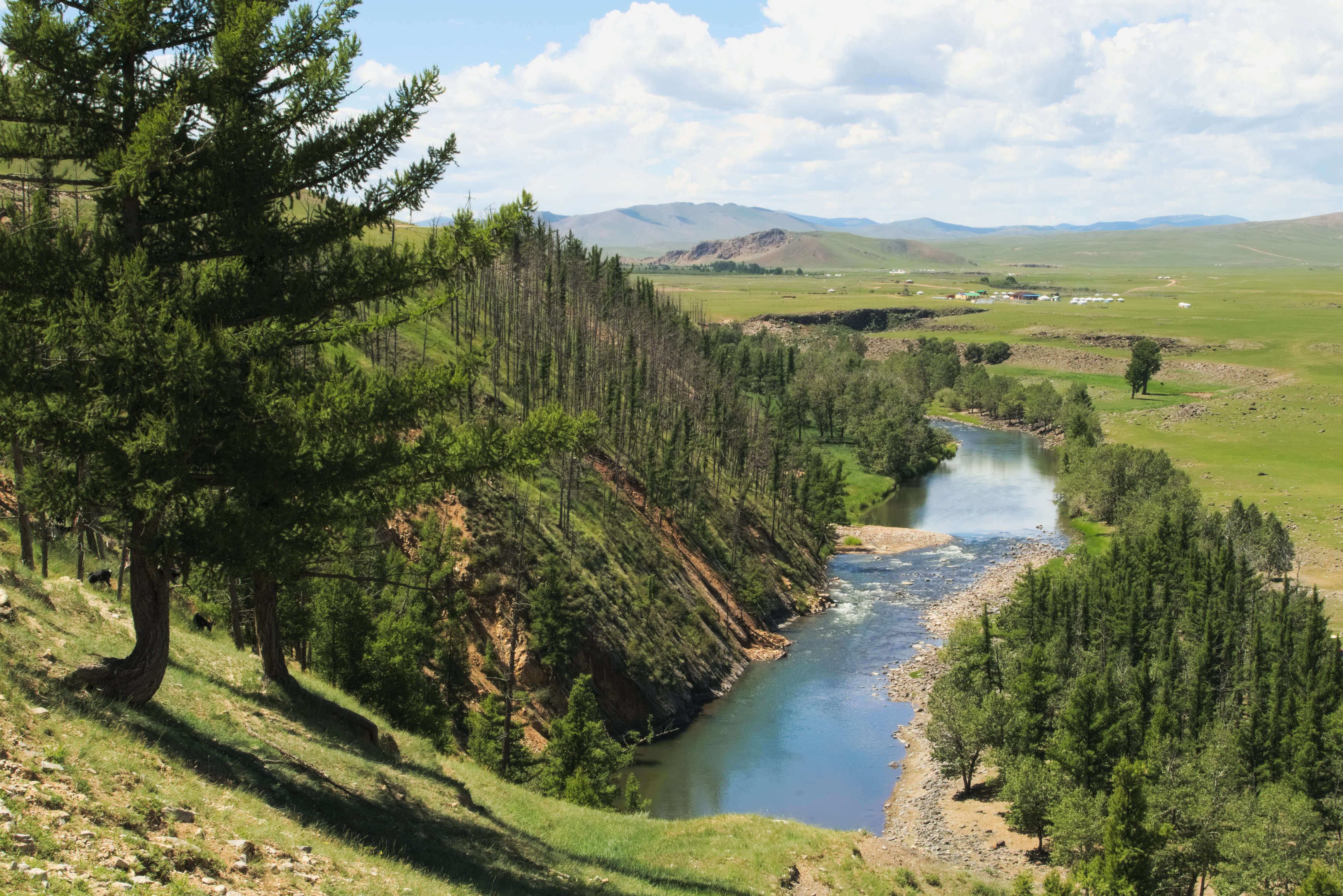
Valle del Río Orkhon en la provincia de Övörhangay

En Mongolia hay muchos problemas medioambientales acuciantes que perjudican tanto al bienestar humano como al medioambiental. Estos problemas han surgido en parte debido a factores naturales, pero cada vez más a causa de las acciones humanas. Uno de estos problemas es el cambio climático, responsable del aumento de la desertización, las catástrofes naturales y la degradación del suelo; otro es la deforestación, que se está extendiendo debido a la imprudencia humana, las plagas, las enfermedades y los incendios. Las tierras de Mongolia se están volviendo más áridas por la desertificación, un proceso que se está agravando debido al uso irresponsable de la tierra. Además, cada vez hay más especies que desaparecen y corren peligro de extinción. Por otra parte, especialmente en los centros de población, los mongoles se enfrentan a la contaminación del aire y el agua causada por la industrialización.
El cambio climático ha amenazado el modo de vida de los pastores tradicionales, ya que es un factor impulsor de fenómenos perturbadores, también conocidos como fenómenos climáticos o catástrofes naturales. Las tormentas invernales, los periodos de sequía y las temperaturas extremas se han hecho más frecuentes. Hasta el año 2000, se producían aproximadamente 20 fenómenos extremos al año, pero desde entonces, este número se ha duplicado hasta alcanzar los 40 fenómenos anuales. Entre 2008 y 2010, Mongolia experimentó 153 fenómenos extremos, la mayoría de los cuales fueron fuertes vientos, tormentas e inundaciones por escorrentía.

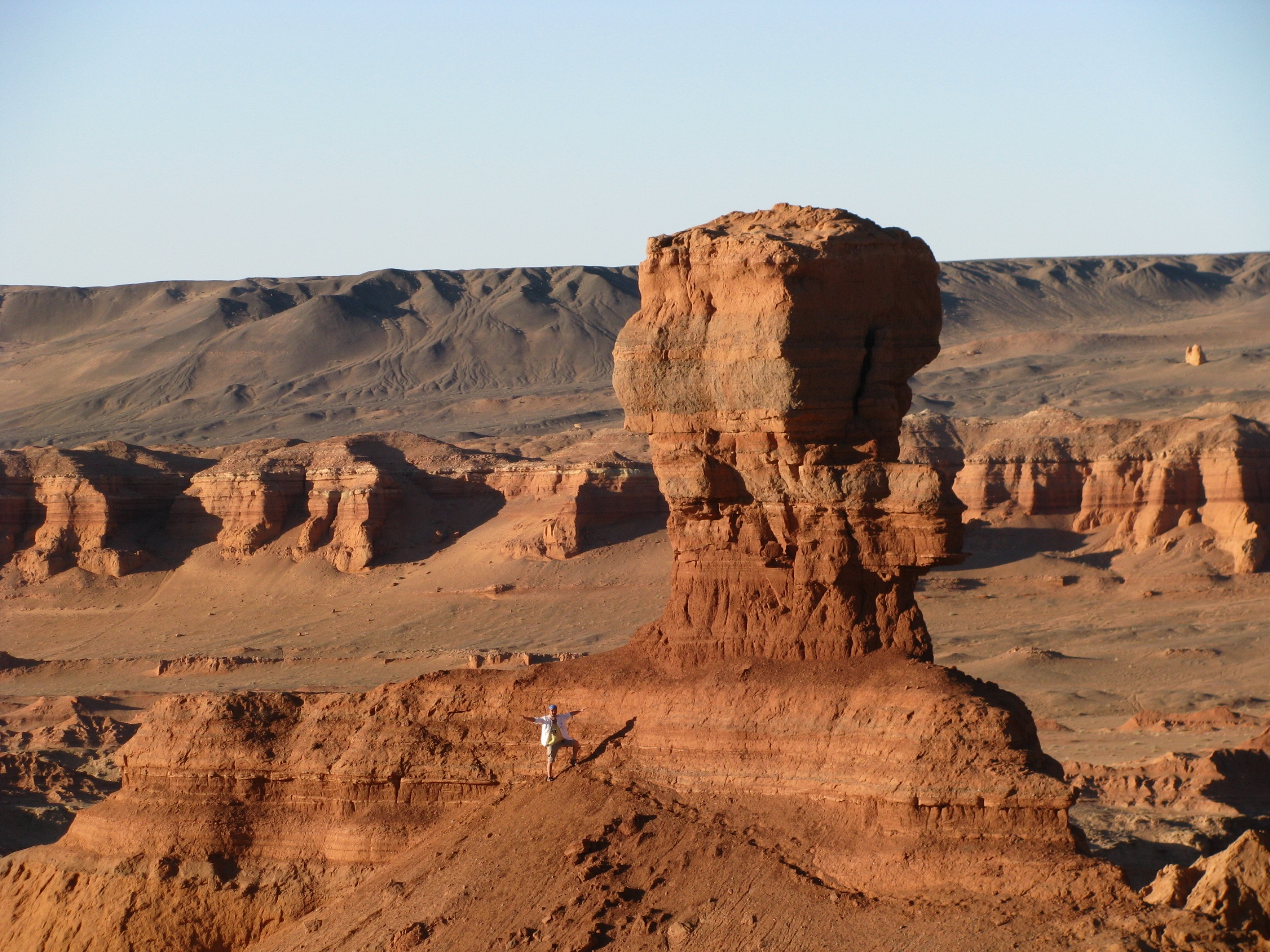
Desierto de Gobi en Mongolia

Mongolia cuenta con escasos recursos forestales y, debido a la dureza de su clima, el crecimiento de sus bosques es lento. No obstante, los bosques ayudan a mantener las condiciones del agua, evitan la degradación del suelo, preservan el permafrost y controlan los gases de efecto invernadero y otras emisiones nocivas. Sin embargo, estos limitados recursos forestales han ido disminuyendo debido a la tala, los incendios, las plagas y las enfermedades.
En 2000, más de 1,2 millones de hectáreas de bosques habían sido invadidas por plagas. Debido a la propagación de plagas, más de 300.000 ha de bosque no pudieron crecer.
Los incendios fueron cada vez más frecuentes debido al descuido de las personas que se adentraban en el bosque (por ejemplo, a través de hogueras fugitivas, actividades militares o maquinaria agrícola), lo que deterioró aún más la cubierta forestal. En 2008 se produjeron 178 incendios forestales, que afectaron a 927.990 hectáreas de estepa y causaron una pérdida de 17.600 millones de tugriks.
La desertificación se define como el proceso por el que la tierra fértil se convierte en desierto, y se caracteriza por la pérdida de la cubierta vegetal, el aumento de la superficie de arena y la desecación de las zonas húmedas. Al menos el 90% de los pastos de Mongolia han experimentado algún nivel de desertificación. Entre 1996 y 2009, hasta un tercio de los ríos se secaron o sufrieron el impacto de la sequía. Se ha descubierto que la desertificación está causada predominantemente (aproximadamente un 87%) por factores humanos y no por factores naturales. Estos factores antropogénicos incluyen el pastoreo excesivo del ganado, la erosión de los suelos agrícolas, las quemas y el cambio climático.

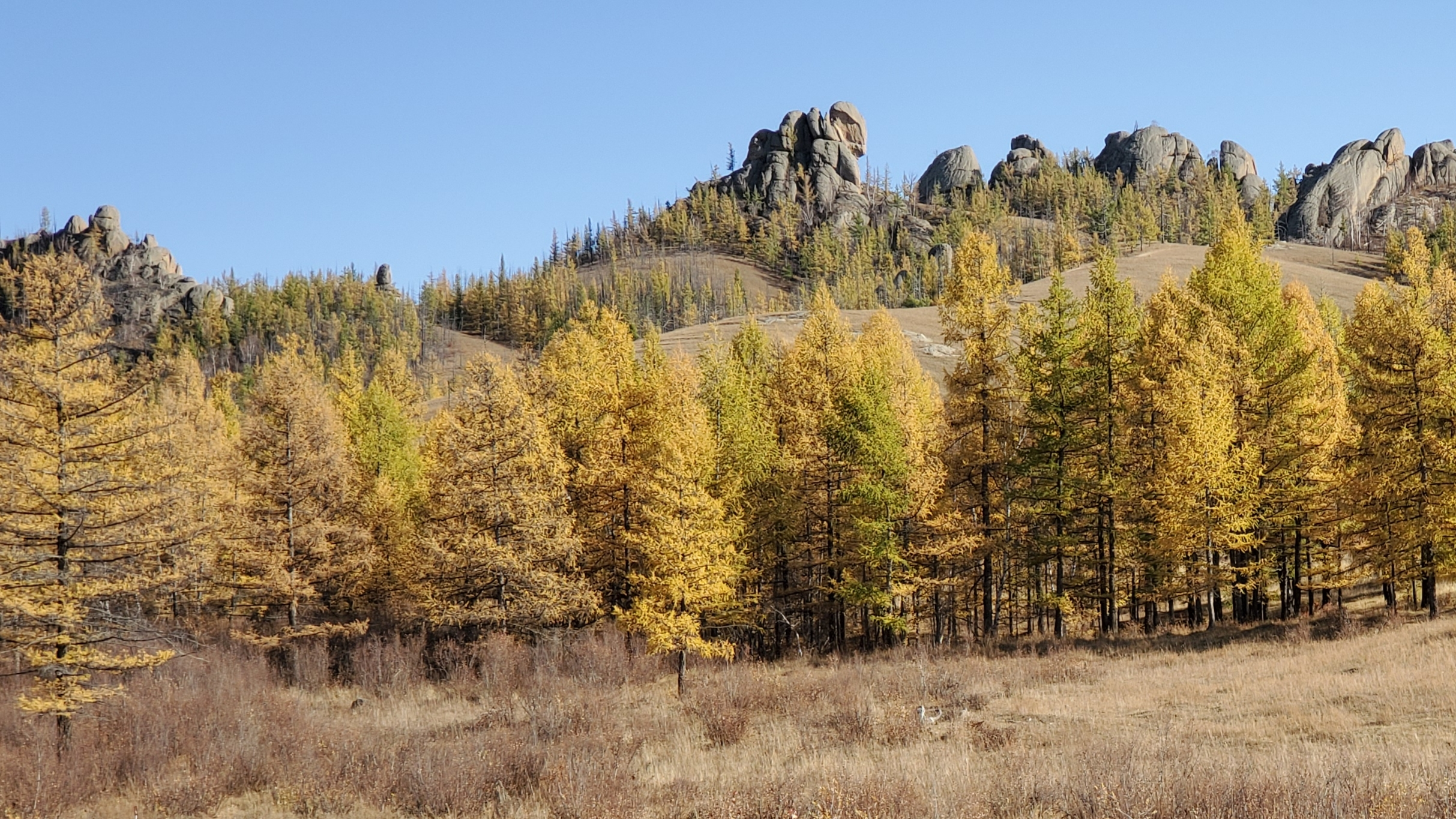
Paisaje de otoño en Mongolia

En Mongolia, más del 70% de los pastos están degradados, y la tasa de crecimiento de la vegetación se ha reducido en un factor de 5. De 2007 a 2010, la superficie cubierta de bosques ha disminuido en 383.600 hectáreas.
El gobierno mongol ha creado un Comité Nacional de Lucha contra la Desertificación y un Centro Nacional de Lucha contra la Desertificación. Entre 1990 y 2001, el Gobierno ha gastado 24,6 millones de dólares en 14 proyectos contra la desertificación en Mongolia.
Mongolia mantiene una biodiversidad innata, debido a sus ecosistemas únicos y a menudo inalterados. Posee algunas de las últimas poblaciones de especies amenazadas del mundo y cuenta con muchas especies que sólo pueden encontrarse en su territorio. Sin embargo, la biodiversidad de Mongolia se ve amenazada por su creciente población y la demanda de recursos naturales. Estas presiones provocan actividades como la agricultura, la minería y la caza en zonas antes inalteradas.
La caza y la recolección de animales salvajes se realizan de diversas formas, como el consumo directo de carne y productos animales, y la comercialización de estos animales. Hay cosechas a gran escala tanto de gacelas como de peces para uso comercial. Otro fenómeno es la captura de animales raros y valiosos por cazadores extranjeros con licencias especiales.

## Organización político-administrativa
Mongolia está dividida en veintiún aymags (provincias; sing. aimag o aymag) y un municipio (khot) con estado provincial:
| - Arhangay - Bayan-Ölgiy - Bayanhongor - Bulgan - Darhan-Uul - Dornod - Dornogovĭ - Dundgovĭ - Govĭ-Altay - Govĭsümber - Hentiy |  | - Hovd - Hövsgöl - Ömnögovĭ - Orhon - Övörhangay - Selenge - Sühbaatar - Töv - Ulán Bator* - Uvs - Zavhan |

* municipio
A su vez, los aymguud están divididos en 315 somon (distritos, sing. sum).

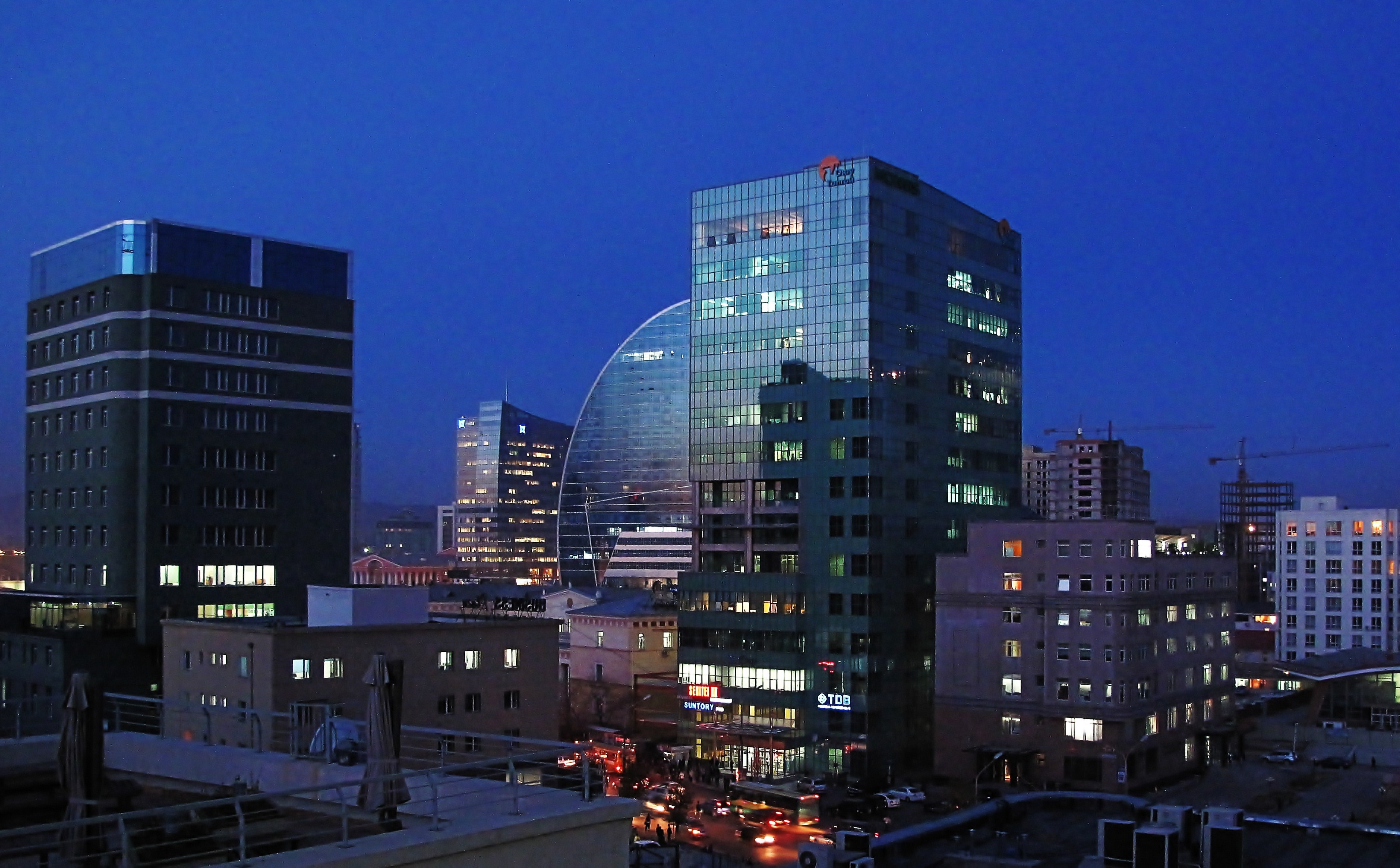
Centro de Ulán Bator

## Economía
La economía de Mongolia está basada principalmente en el petróleo, el carbón mineral y el cobre, con una participación menor de la minería del molibdeno, wolframio y fosfato. El sector industrial y el agrícola tienen una participación similar (21,4% y 20,4% respectivamente) en el PIB del país. Después de décadas de un control total por parte del gobierno, la economía ha transitado por una difícil transición al capitalismo. Actualmente hay más de 10 000 empresas privadas en Mongolia, establecidas principalmente en la capital. Fuera de las ciudades principales, la mayoría de los mongoles se dedican al pastoreo de subsistencia.
Debido a un auge en el sector minero, Mongolia tuvo altas tasas de crecimiento en 2007 y 2008 (9.9% y 8.9%, respectivamente). En 2009, las fuertes caídas de los precios de los productos básicos y los efectos de la crisis financiera mundial hicieron que la moneda local, el tugrik, cayera un 40% frente al dólar estadounidense. Dos de los 16 bancos comerciales del país quebraron. En 2011, se esperaba que el crecimiento del PIB alcanzara el 16,4%. Sin embargo, la inflación continuó erosionando las ganancias del PIB, con una tasa promedio de 12.6% prevista para fines de 2011.
Aunque el PIB se ha mantenido en crecimiento constante desde 2002, el gobierno aún sigue trabajando para superar un déficit comercial considerable. La enorme deuda con Rusia (originalmente 11 000 millones) fue pagada en su totalidad en 2004, después de que este país la fijara en 300 millones US$ como compensación por las dificultades y pérdidas humanas sufridas en Mongolia durante la época bajo la influencia soviética.
Mongolia se unió a la Organización Mundial de Comercio en 1997 y actualmente exporta minerales y alimentos a Rusia, Estados Unidos, China, Japón, Italia y otros países.

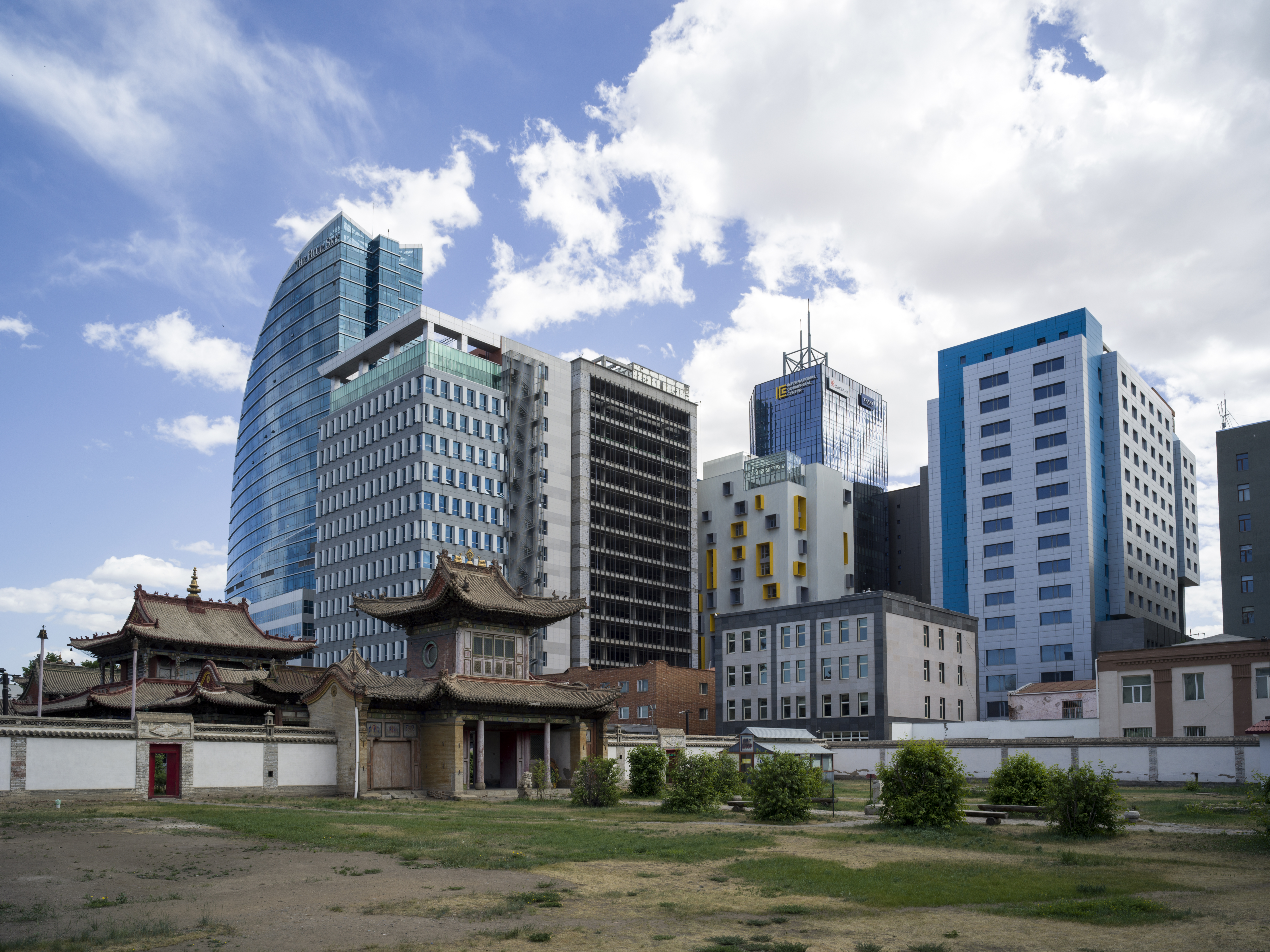
Edificios de oficinas en Ulán Bator

El principal socio comercial de Mongolia es China, destinatario del 46,6 % del total de sus exportaciones. Rusia provee el 80 % del petróleo que consume Mongolia.
Según el Índice mundial de innovación, a cargo de la Organización Mundial de la Propiedad Intelectual, en 2022, Mongolia se ubicó en lugar 67 en innovación entre 133 países del mundo; mientras que en 2023 ocupó el lugar 68 y el lugar 71 en 2022.

### Infraestructuras
El Transmongoliano es la principal conexión ferroviaria entre Mongolia y sus vecinos. La vía es en realidad una bifurcación del Transiberiano que, con origen en Ulán-Udé, se adentra en Mongolia, cruza Ulán Bator y cruza la frontera con China, donde se une al sistema ferroviario chino en Jining. Otra vía conecta la ciudad de Choibalsan con el Transiberiano, aunque esta está cerrada a los pasajeros a partir de la ciudad de Chuluunkhoroot.
Mongolia tiene varios aeropuertos para vuelos nacionales y dos internacionales: Aeropuerto Internacional Chinggis Khaan y Nex International Airport Ulaan Baatar (ULN), cerca de Ulan Bator. Hay vuelos directos entre Mongolia y Corea del Sur, China, Japón, Rusia y Alemania. MIAT Mongolian Airlines es la compañía aérea nacional, y cubre trayectos tanto internacionales como domésticos.
El transporte por carretera en Mongolia se limita a carreteras sin pavimentar, aunque se pueden encontrar algunas asfaltadas entre Ulan Bator y la frontera rusa y china, así como entre Darkhan y Bulgan. Actualmente hay algunos proyectos para ampliar la red de carreteras, como la construcción de una carretera de este a oeste llamada la Carretera del Milenio.

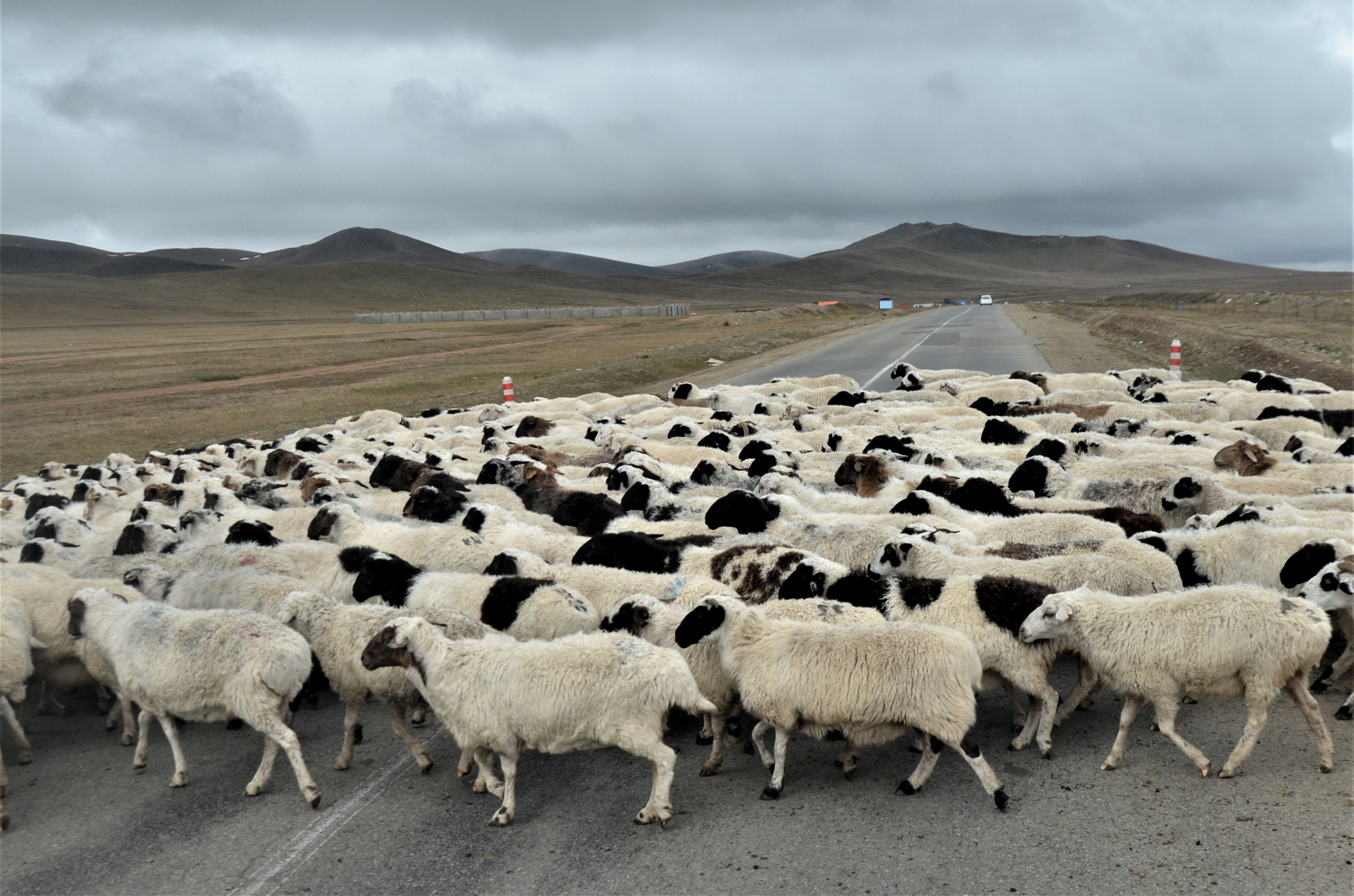
Grupo de ovejas cruzando una carretera mongola

### Agricultura y ganadería
La agricultura constituye más del 10% del producto interior bruto anual de Mongolia y emplea a un tercio de la población activa. Sin embargo, la elevada altitud, la extrema fluctuación de las temperaturas, los largos inviernos y las escasas precipitaciones limitan el potencial de desarrollo agrícola .El período vegetativo dura entre 95 y 110 días, por lo que Mongolia no es apta para la mayoría de los cultivos.
Por ello, el sector agrícola sigue estando muy centrado en la ganadería nómada, con un 75% de la tierra destinada a pastos, y los cultivos sólo emplean al 3% de la población .En 2002, alrededor del 30% de todos los hogares de Mongolia vivían de la cría de ganado. La mayoría de los pastores de Mongolia siguen un modelo de pastoreo nómada o seminómada.
Los cultivos producidos en Mongolia incluyen maíz, trigo, cebada y papas. Los animales criados comercialmente en Mongolia son ovejas, cabras, vacas, caballos, camellos y cerdos.Se crían principalmente por su carne, aunque las cabras son apreciadas por su pelo, que puede utilizarse para producir cachemira. Debido al duro invierno de 2009-2010, Mongolia perdió 9,7 millones de animales, es decir, el 22% del ganado total.Esto afectó inmediatamente a los precios de la carne, que se multiplicaron por dos; el PIB cayó un 1,6% en 2009.

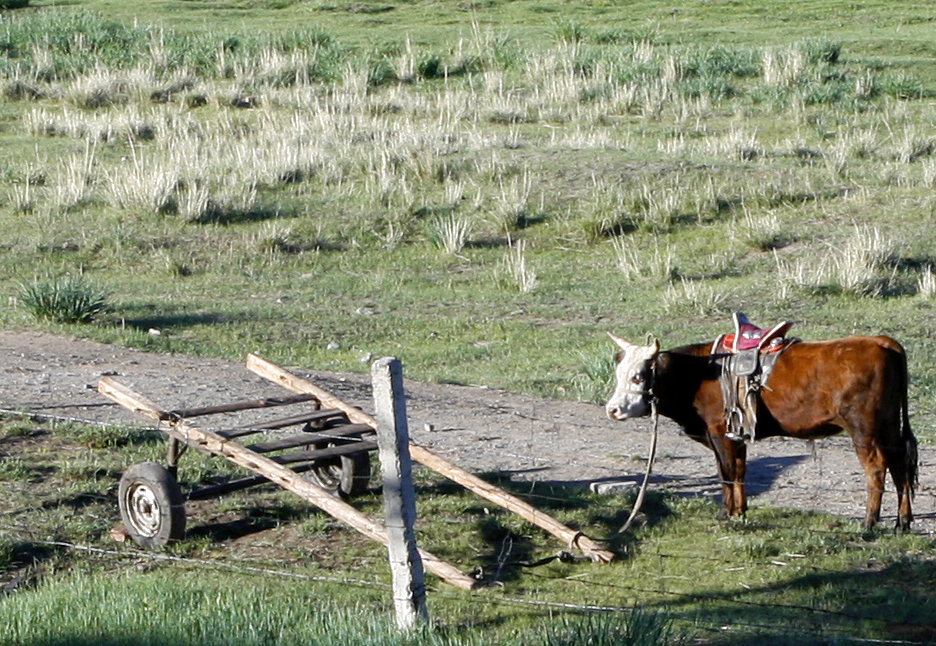
Ganado Vacuno en Mongolia

Las granjas estatales, en comparación con las negdeles, tenían más capital invertido, estaban más mecanizadas y, por lo general, estaban situadas en las regiones más productivas o cerca de los principales complejos mineros e industriales. Las explotaciones estatales se dedicaban principalmente a la producción de cultivos. En 1985 había 52 explotaciones estatales, 17 explotaciones de suministro de forraje y 255 negdels. En 1985, la explotación estatal media empleaba a 500 trabajadores; poseía 26.200 cabezas de ganado, 178.600 hectáreas de tierra, de las cuales 15.400 eran tierras arables, 265 tractores, 36 cosechadoras de grano y 40 vehículos de motor; cosechaba 12.100 toneladas de grano.
A finales de la década de 1980 se produjeron varios cambios en la organización gubernamental para facilitar el desarrollo agrícola. En octubre de 1986, el Ministerio de Agricultura absorbió al Ministerio de Economía del Agua, que había controlado el riego. En diciembre de 1987, se suprimieron el Ministerio de Agricultura, el Ministerio de Silvicultura y Madera y el Ministerio de Alimentación e Industrias Ligeras, y se crearon dos nuevos ministerios, el Ministerio de Agricultura e Industria Alimentaria y el Ministerio de Protección Medioambiental.
Entre las funciones del Ministerio de Agricultura e Industria Alimentaria estaban la mayor coordinación de la agricultura y del procesamiento industrial de alimentos para impulsar el suministro de alimentos, y el desarrollo en las granjas estatales de complejos agroindustriales, que contaban con plantas de procesamiento de productos alimenticios. La granja estatal Sharin Gol, por ejemplo, cultivaba frutas y verduras, que luego se procesaban en las fábricas de la granja estatal para producir frutos secos, zumos de frutas, conservas de frutas y verduras y verduras encurtidas. El Ministerio de Protección Medioambiental incorporó la Sección de Economía Forestal y Cinegética del antiguo Ministerio de Silvicultura y Madera y el Servicio Estatal de Utilización y Protección de Tierras y Aguas del antiguo Ministerio de Agricultura.

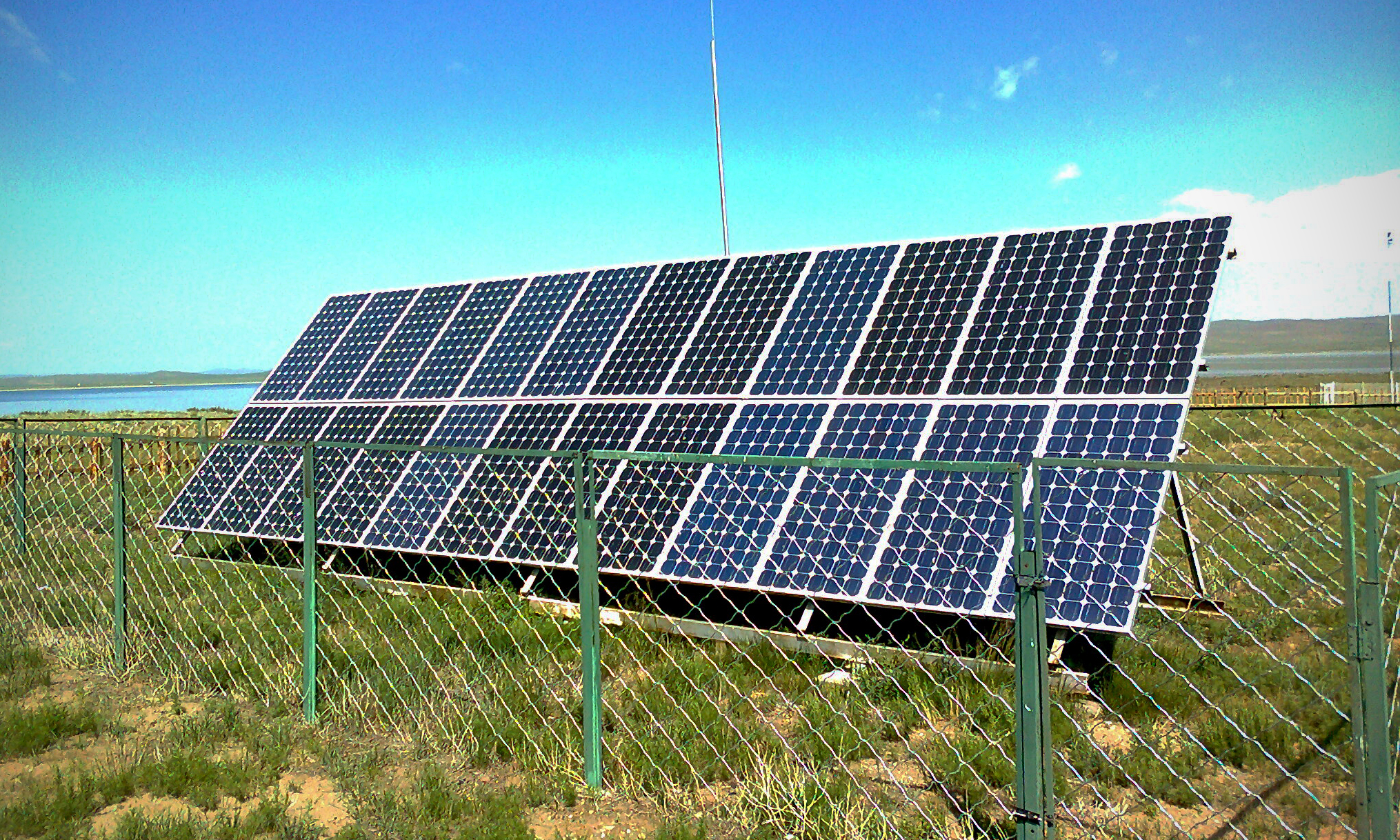
Paneles de Energía Solar en Ogiinuur, Mongolia

### Energía
Mongolia tuvo un suministro total de energía primaria (TPES) de 6,66 Mtep en 2019. El consumo de electricidad fue de 7,71 TWh. Mongolia es un gran productor de carbón, que se exporta en su mayor parte. El consumo nacional de carbón representa alrededor del 70 % de la energía primaria de Mongolia y constituye la mayor parte de la generación de electricidad, con cerca del 87 % de la producción nacional de electricidad en 2019,
En 2010, la cantidad total de electricidad producida por todos los tipos de centrales eléctricas en Mongolia son 4.256,1 GWh (energía térmica), 31 GWh (hidroeléctrica), 13,2 GWh (diésel) y 0,6 GWh (solar y eólica). En 2012, el carbón se utilizó para generar el 98% de la electricidad en Mongolia.
Las centrales eléctricas de carbón son el tipo dominante de generación de electricidad en Mongolia y también pueden suministrar calor. Actualmente hay 7 centrales activas.
Mongolia Energy Corporation Limited (MEC) es un holding minero y energético que opera en Mongolia y Xinjiang, en el noroeste de China. Se constituyó en Bermudas y cotiza en la Bolsa de Hong Kong. MEC pasó a formar parte del índice MSCI Hong Kong en junio de 2008.
La empresa fue criticada en 2008 por ser una China Concepts Stock, que no tenía beneficios reales; el precio de sus acciones se basaba únicamente en la especulación del mercado. También se criticó a la empresa por haber comprado un jet privado en 2005 mediante recapitalización. El jet se vendió en 2007.

## Demografía

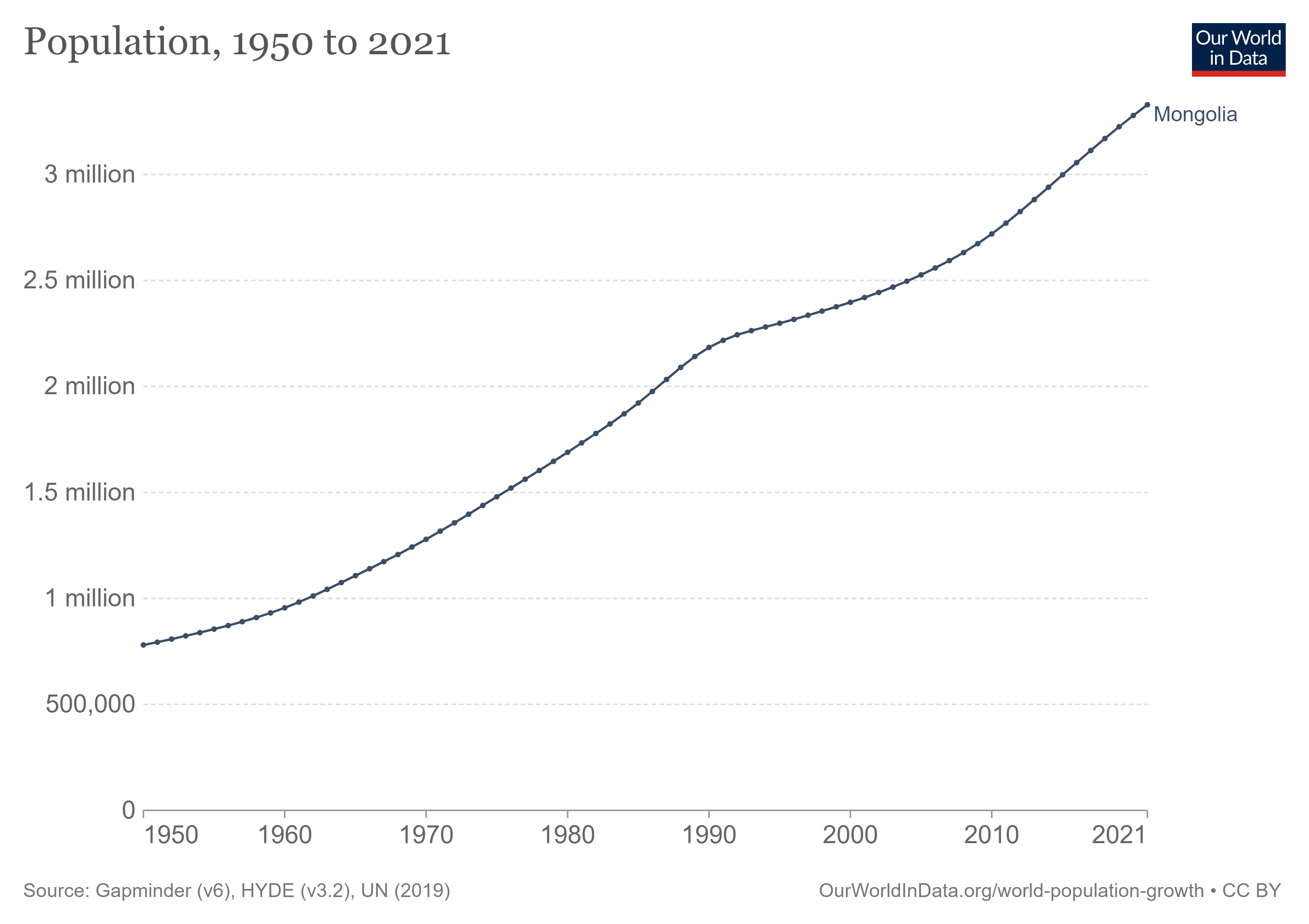
Evolución demográfica de Mongolia

Mongolia tiene 3.112.827 habitantes, de los cuales casi un tercio (960.000) vive en la capital, Ulán Bator. En total, casi la mitad de la población vive en las ciudades. En las zonas rurales, los asentamientos agrícolas han comenzado a reemplazar a los grupos seminómadas. Con un promedio de menos de dos habitantes por km², Mongolia es el estado soberano con menor densidad de población en el planeta.
La mayoría de los ciudadanos de Mongolia proceden de la etnia de los mongoles, principalmente los mongoles Khalkha. A pesar de ello, hay minorías de kazajos, uigures y tuvinianos. Durante la etapa comunista residía en el país una importante comunidad rusa, la cual en su gran mayoría regresó a Rusia con el fin del comunismo. El mongol es el idioma oficial del país, pero las minorías conservan sus propios idiomas, y debido a la pasada influencia soviética, el ruso continúa siendo bastante usado en el ámbito comercial, sobre todo en el área de Ulán Bator. La religión predominante es el budismo tibetano.
Como la mayoría de los países en vías de desarrollo, Mongolia tiene una población joven en gran crecimiento (dos tercios del total), lo que ha producido una gran tensión en su economía.

### Salud
La Mongolia moderna heredó un sistema sanitario relativamente bueno de su periodo socialista; un informe del Banco Mundial de 2007 señala que "a pesar de su baja renta per cápita, Mongolia tiene unos indicadores sanitarios relativamente sólidos; un reflejo de los importantes avances sanitarios logrados durante el periodo socialista". Por término medio, la tasa de mortalidad infantil de Mongolia es menos de la mitad de la de países con un desarrollo económico similar, su tasa de mortalidad de menores de cinco años y su esperanza de vida son mejores por término medio que las de otras naciones con un PIB per cápita similar.

### Idiomas
El idioma oficial de Mongolia es el mongol y lo habla el 95% de la población. Se habla una variedad de dialectos de Oirat y Buryat en todo el país, y también hay algunos hablantes de Mongolic Khamnigan. En el oeste del país, también se hablan kazajo y tuvano, ambos idiomas turcos. El lenguaje de señas mongol es el idioma principal de la comunidad sorda.
Hoy en día, el mongol se escribe con el alfabeto cirílico en Mongolia, aunque en el pasado se escribía con el alfabeto mongol. En los últimos años se está haciendo un esfuerzo para reintroducir en la sociedad el alfabeto tradicional mongol.

### Religión

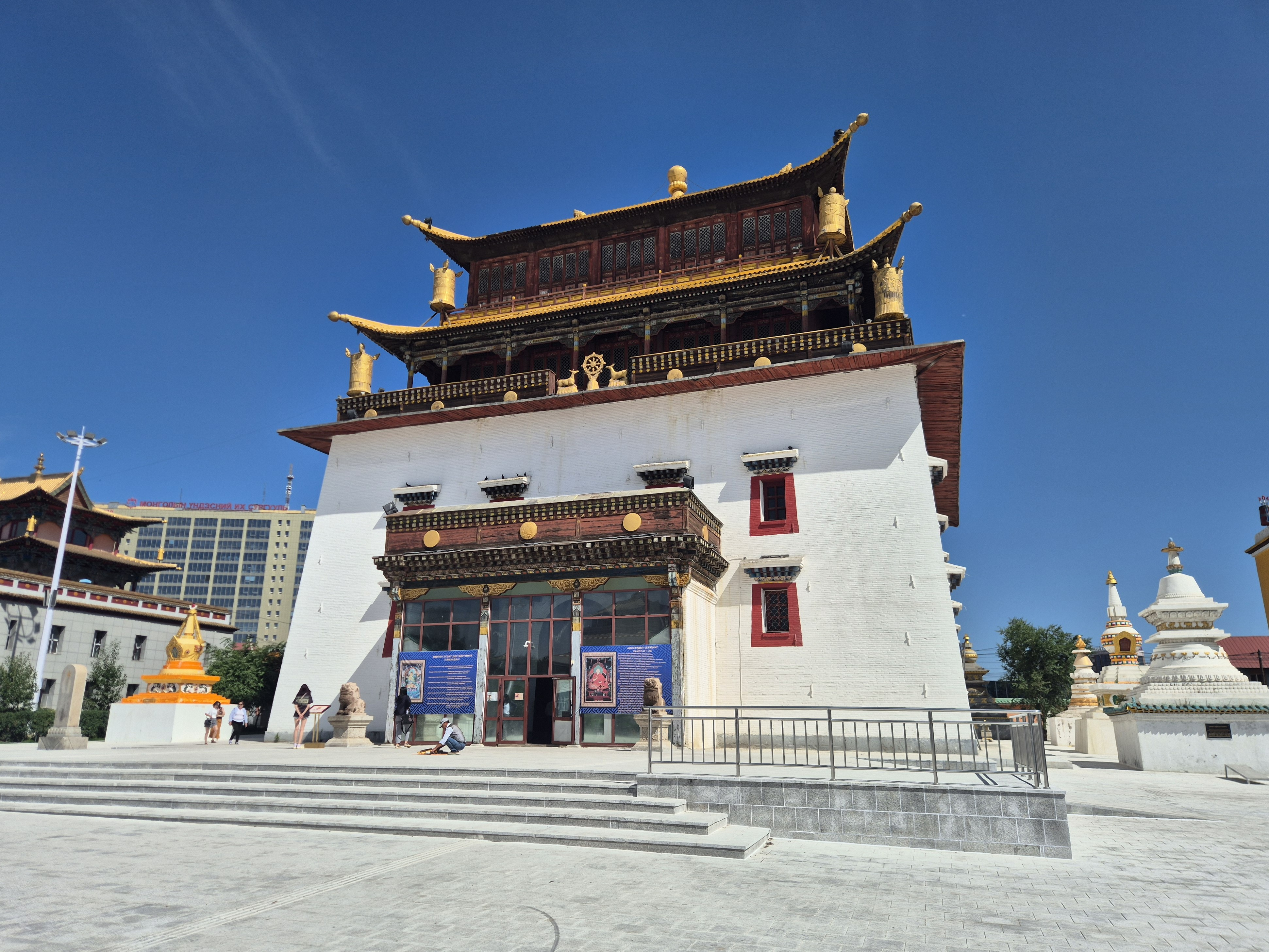
Monasterio budista de Gandan

El chamanismo mongol se ha practicado ampliamente a lo largo de la historia de lo que hoy es Mongolia, con creencias similares comunes entre los nómadas de Asia central. Poco a poco cedieron al budismo tibetano, pero el chamanismo ha dejado una huella en la cultura religiosa mongol, y continúa practicándose. Los kazajos de Mongolia occidental, algunos mongoles y otros pueblos turcos en el país se adhieren tradicionalmente al islam.
A lo largo de gran parte del siglo XX, el gobierno comunista reprimió las prácticas religiosas. Se dirigió al clero de la Iglesia Budista de Mongolia, que se había entrelazado estrechamente con las estructuras anteriores del gobierno feudal (por ejemplo, a partir de 1911, el jefe de la Iglesia también había sido el kan del país). A fines de la década de 1930, el régimen, entonces dirigido por Horloogiyn Choybalsan, cerró casi todos los más de 700 monasterios budistas de Mongolia y mató al menos a 30 000 personas, de las cuales 18 000 eran lamas. El número de monjes budistas se redujo de 100 000 en 1924 a 110 en 1990.

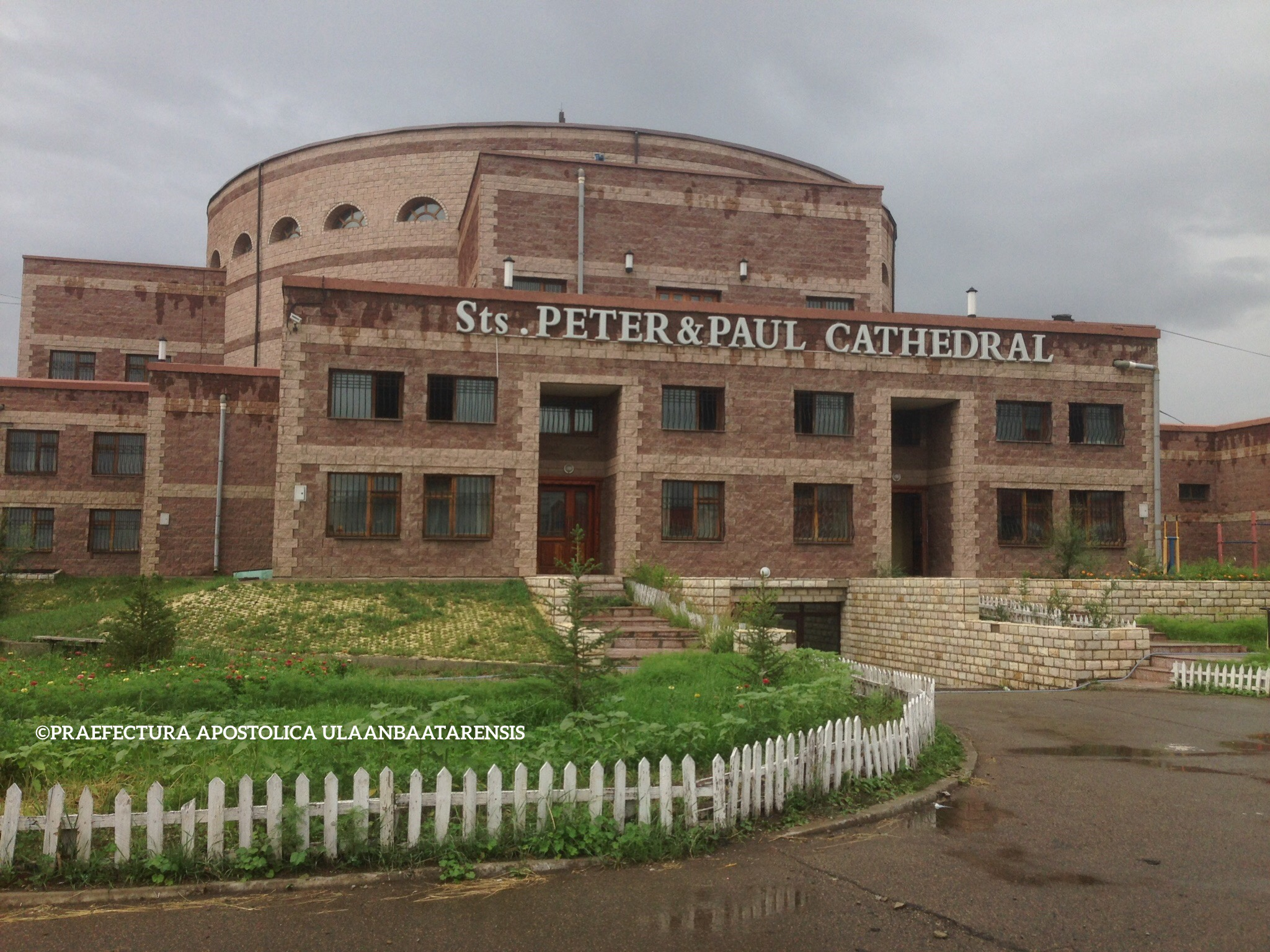
Catedral católica de San Pedro y San Pablo en Ulán Bator

La caída del comunismo de 1991 restauró la práctica pública de las religiones. El budismo tibetano, lo cual había sido la religión predominante antes del auge del comunismo, surgió de nuevo como la religión más practicada en Mongolia. El fin de la represión religiosa de los años 1990 también dejó que otras religiones se dispersaran por el país. Según el grupo de misioneros cristianos, Baranabas Fund, el número de cristianos aumentó de solo cuatro en 1989 a alrededor de 40 000 a partir de 2008. En mayo de 2013, La Iglesia de Jesucristo de los Santos de los Últimos Días dio un programa cultural para celebrar veinte años de historia de la Iglesia SUD en Mongolia, con 10 900 miembros y 16 iglesias en el país. Hay cerca de 1500 católicos en Mongolia y, en 2003, Wenceslao Selga Padilla, 
un misionero de las Filipinas, fue nombrado el primer obispo católico de Mongolia. En 2017, la Iglesia Adventista del Séptimo Día reportó que tuvo 2700 miembros en seis iglesias en lugar de cero miembros en 1991.

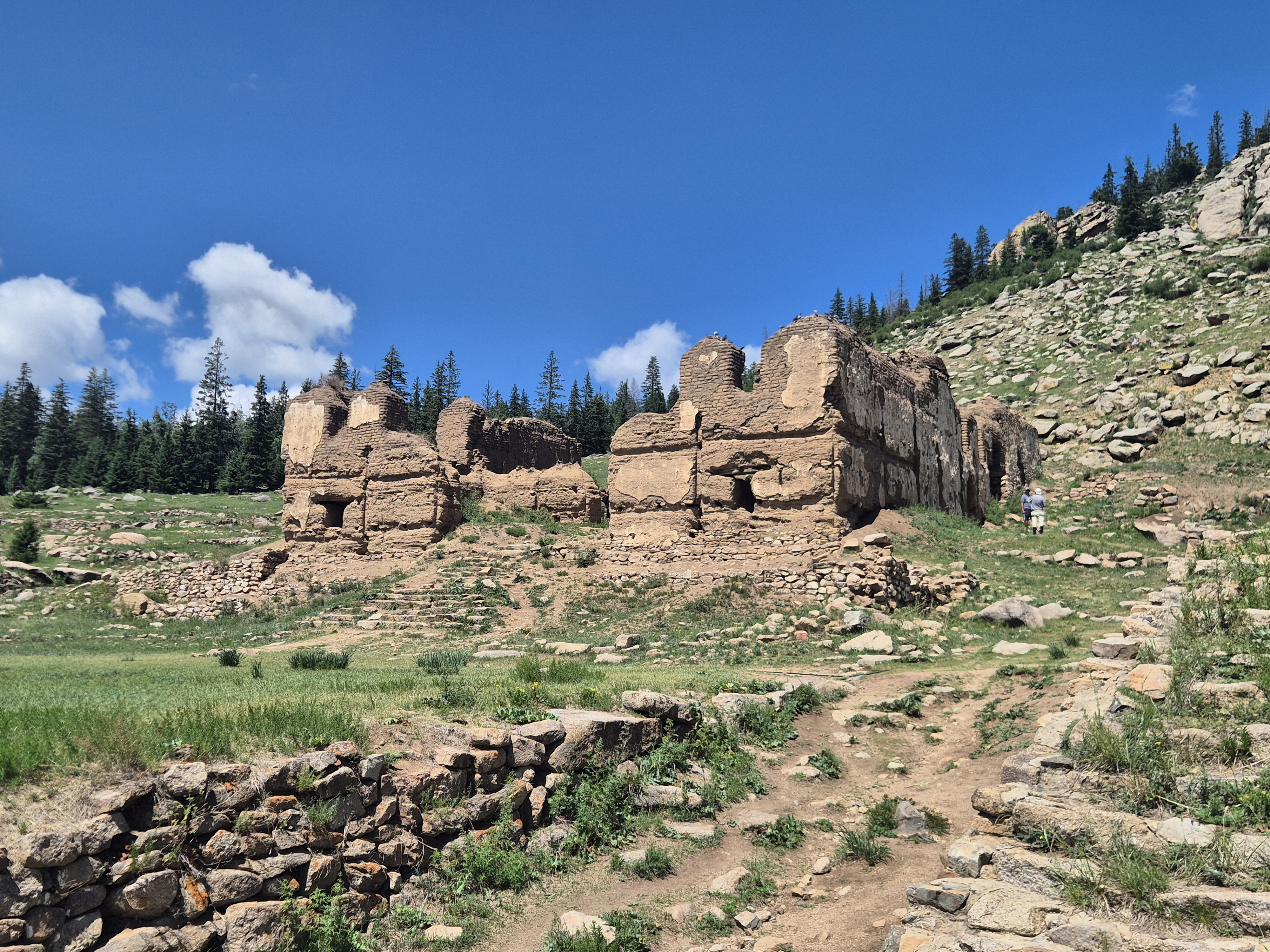
Ruinas del templo budista tibetano de Togchin

La Constitución establece la libertad de religión, y el gobierno suele respetar este derecho en la práctica; sin embargo, la ley limita el proselitismo, y algunos grupos religiosos que desean registrarse se enfrentan a onerosos requisitos burocráticos y largos retrasos. La Constitución reconoce explícitamente la separación de la Iglesia y el Estado.
Aunque no existe una religión estatal, los tradicionalistas mongoles creen que el budismo es la "religión natural" del país. El gobierno contribuyó a la restauración de varios lugares budistas que son importantes centros religiosos, históricos y culturales. Por lo demás, el gobierno no subvenciona a los budistas ni a ningún otro grupo religioso.

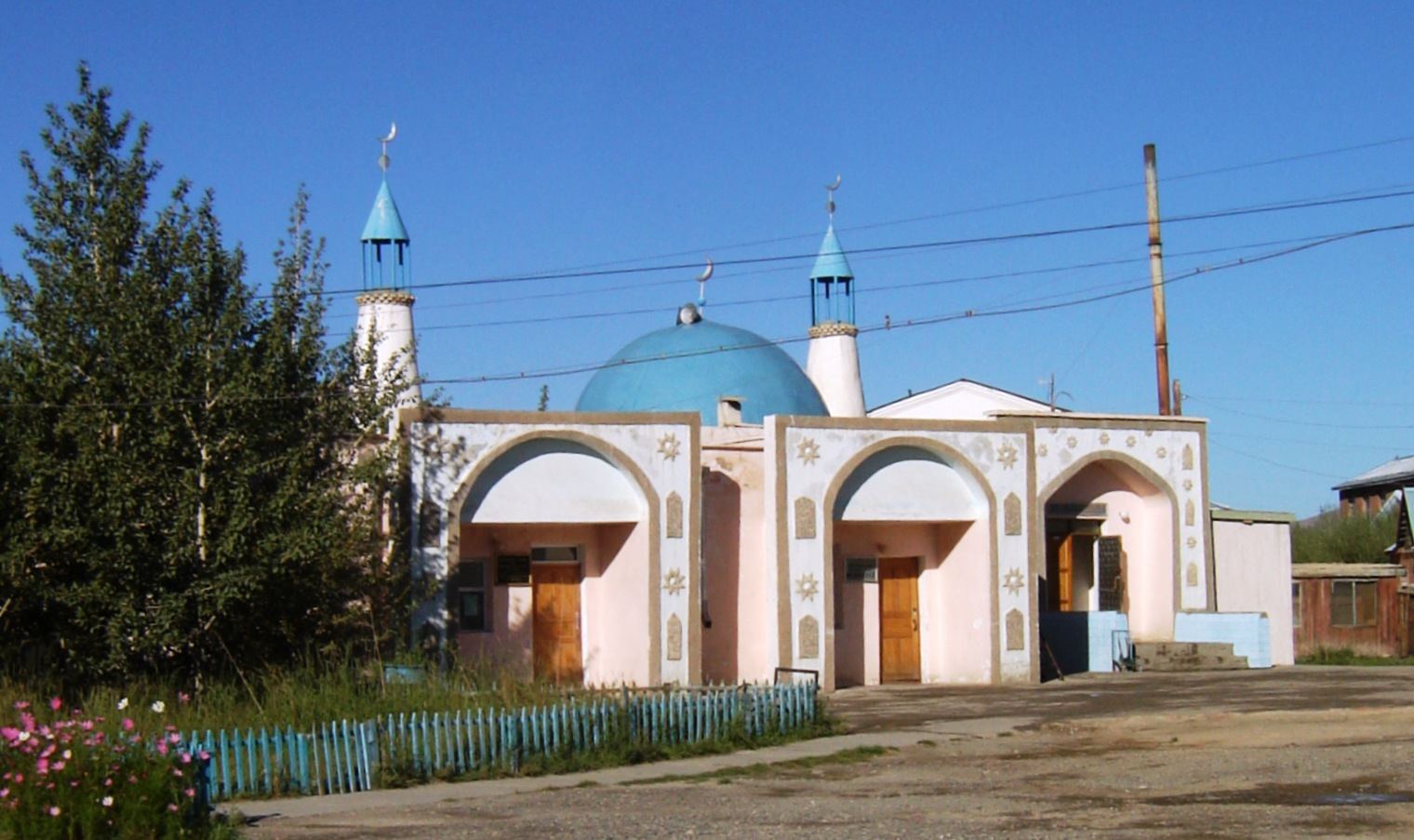
Mezquita de Ölgiy

Un grupo religioso debe registrarse en el Ministerio de Justicia e Interior, un proceso descentralizado y burocrático, para poder funcionar legalmente como organización. Las instituciones religiosas deben volver a registrarse anualmente. La ley permite al gobierno supervisar y limitar el número de lugares de culto y de clérigos. El gobierno utilizó el proceso de registro como mecanismo para limitar el número de lugares de culto religioso; sin embargo, no hubo informes de que limitara el número de clérigos durante el periodo del informe.
Los grupos deben presentar la siguiente documentación al registrarse: una carta al ministerio nacional solicitando el registro, una carta del ayuntamiento u otra autoridad local concediendo la aprobación para celebrar servicios religiosos, una breve descripción de la organización, sus estatutos, documentación de la fundación del grupo local, una lista de líderes o funcionarios, breve información biográfica de la persona que desea celebrar servicios religiosos y el número previsto de fieles. El ayuntamiento de Ulán Bator y otros órganos legislativos locales exigen una documentación similar antes de conceder la autorización para celebrar servicios religiosos. Aunque el Ministerio de Justicia y Asuntos de Interior posee la autoridad última para aprobar la solicitud de una organización, esto parece ser en gran medida pro forma. En la práctica, los órganos legislativos locales evalúan las solicitudes.

## Cultura

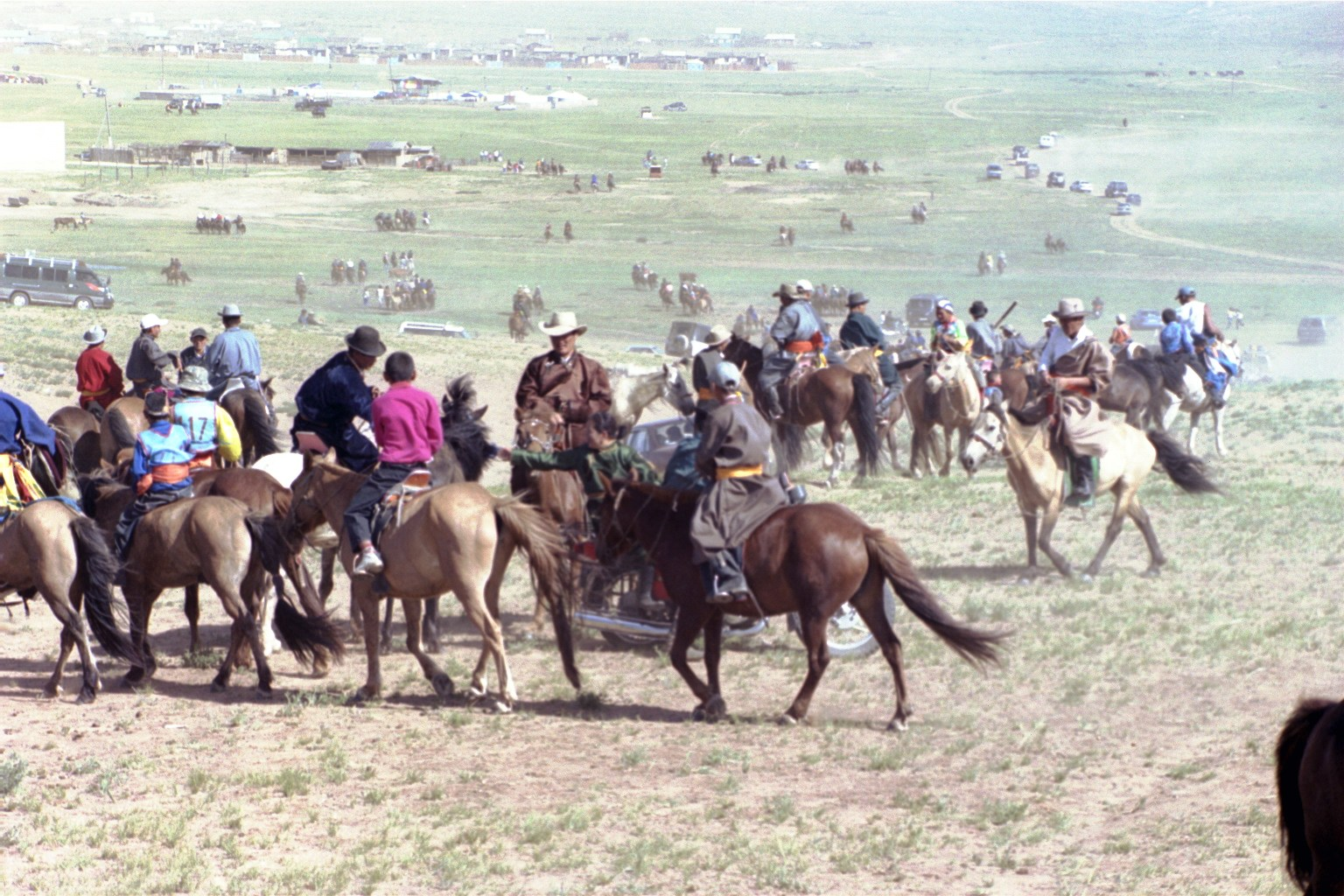
Participantes del Naadam, un festival mongol

Aunque perduran vestigios de antiguas culturas, como asentamientos de la Edad de Piedra, la mayoría del folclore tradicional del país se ha ido perdiendo en generaciones sucesivas. Los primeros trabajos literarios de Mongolia son epopeyas y crónicas históricas. La crónica imperial, la Historia secreta de los mongoles (c. 1240) versa sobre la vida de Gengis Kan. Las crónicas históricas del siglo XVII comprenden relatos tradicionales dentro del contexto de Asia central. En el siglo XX el autor Byambyn Rinchen influye en buena manera la literatura en mongol e introduce trabajos de varios autores europeos en el país.
Actualmente, la República de Mongolia está apoyando la cultura nacional y patrocina escuelas de teatro y arte, así como un teatro nacional de música y arte dramático.
Los archivos estatales de Mongolia y la Biblioteca Pública del Estado, con tres millones de volúmenes, están en Ulan-Bator. En la capital también se encuentran el Museo Central Estatal, que contiene tesoros artísticos y antigüedades; el Museo de Bellas Artes, con una colección de pinturas y esculturas, dos museos que exhiben detalles del movimiento, y el Museo de la Religión, con una colección de reliquias lamaístas.

### Arquitectura

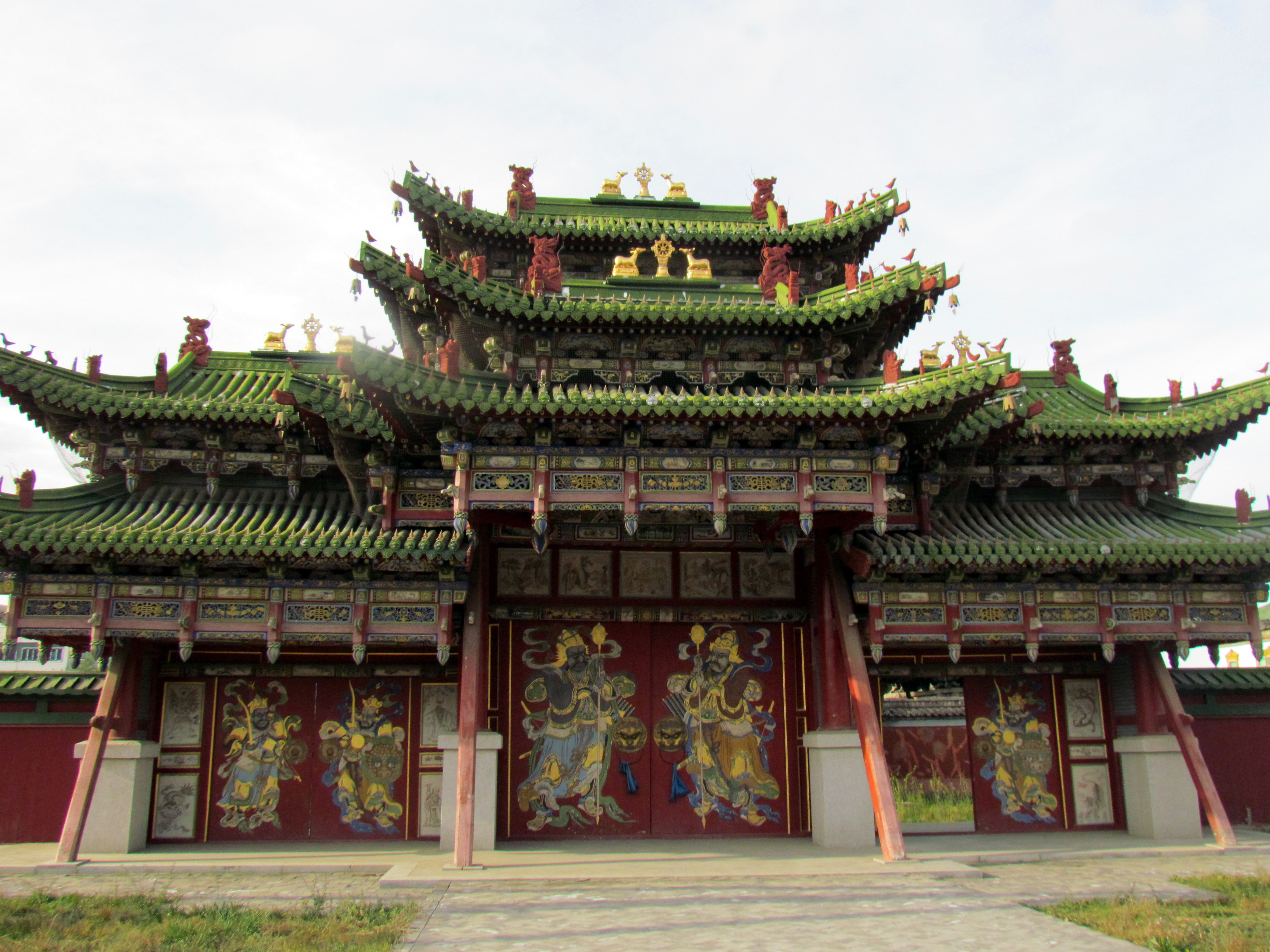
Palacio Verde en Ulán Bator

La arquitectura de Mongolia se basa en gran medida en viviendas tradicionales, como la yurta (en mongol: гэр, ger) y la tienda de campaña. Durante los siglos XVI y XVII, se construyeron lamaserías por todo el país como templos que posteriormente se ampliaron para albergar a un número creciente de fieles. Los arquitectos mongoles diseñaron sus templos con seis y doce ángulos y tejados piramidales que se aproximaban a la forma redonda de la yurta. Con el tiempo, las paredes enrejadas, los postes del tejado y las capas de fieltro se sustituyeron por piedra, vigas de ladrillo y tablones.
El artista e historiador del arte mongol N. Chultem identificó tres estilos de arquitectura tradicional mongola (mongol, tibetano y chino), solos o combinados. Batu-Tsagaan (1654), diseñado por Zanabazar, fue uno de los primeros templos cuadráticos. El monasterio de Dashchoilin Khiid, en Ulán Bator, es un ejemplo de arquitectura de estilo yurta. 

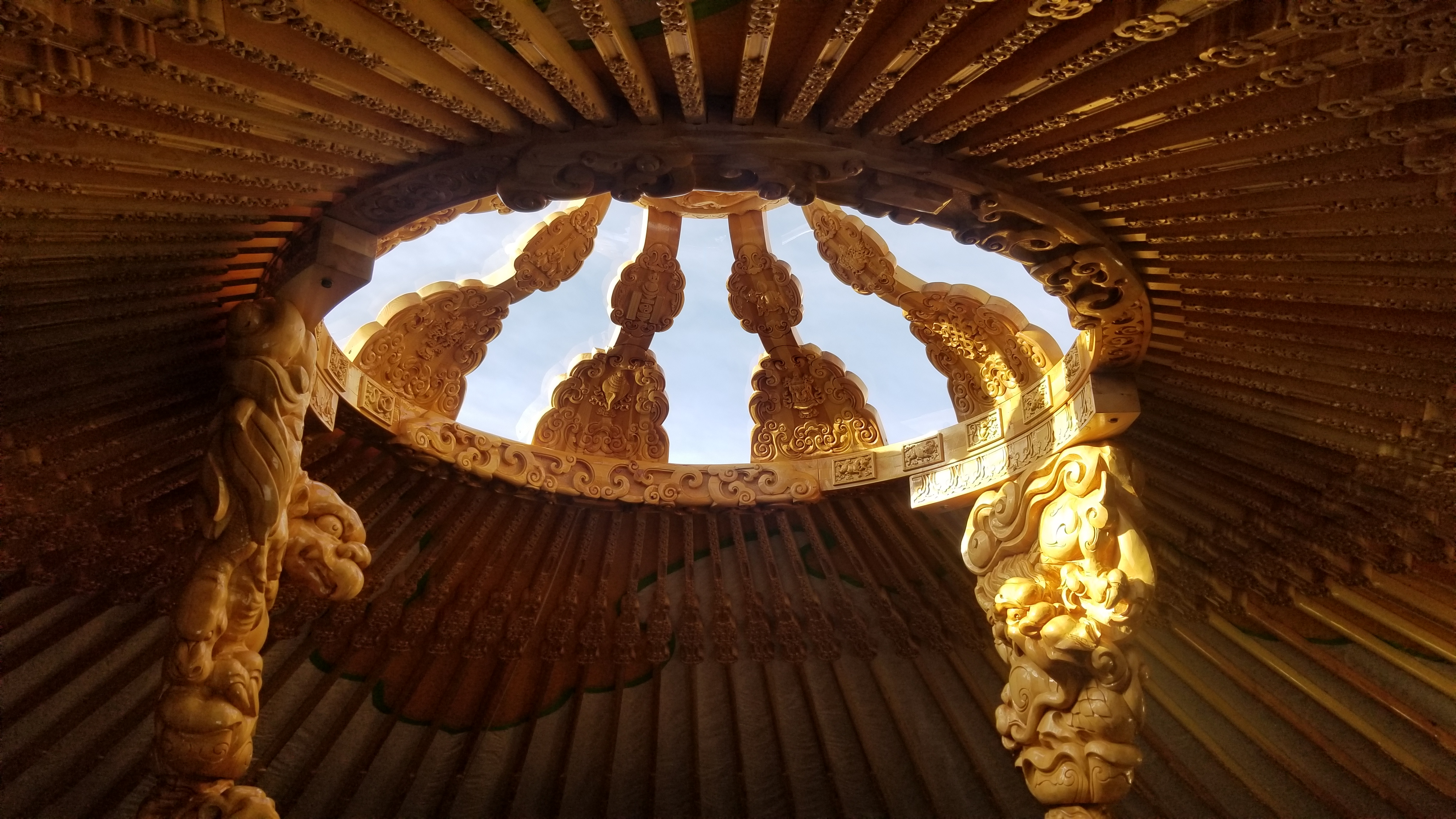
Detalles internos de una Yurta Mongola

El templo Lavrin, del siglo XVIII, en la lamasería Erdene Zuu, se construyó siguiendo la tradición tibetana. El templo Choijin Lama Süm (1904), hoy museo, es un ejemplo de templo construido según la tradición china. El templo cuadrático Tsogchin, en el monasterio Gandan de Ulán Bator, combina las tradiciones mongola y china. El templo de Maitreya (demolido en 1938) era un ejemplo de arquitectura tibetano-mongola. El monasterio de Dashchoilin Khiid ha iniciado un proyecto para restaurar este templo y la escultura de Maitreya, de 24 metros (0,024 km). En la arquitectura mongola también se aprecian influencias indias, sobre todo en el diseño de las estupas budistas.
La yurta, vivienda tradicional de los nómadas mongoles, es una estructura circular sostenida por un armazón de madera plegable y cubierta de fieltro de lana.En mongol, una yurta se conoce como ger (гэр).
Durante los siglos XII y XIII, se construyeron ger-tereg (yurtas sobre carros) para los gobernantes.En las excavaciones de Karakorum se encontraron grandes casquillos de hierro para los ejes de las carretas. La longitud de los ejes superaba los 6 metros y la carreta era tirada por 22 bueyes. Estos ger-teregs se mencionan en la Historia secreta de los mongoles.

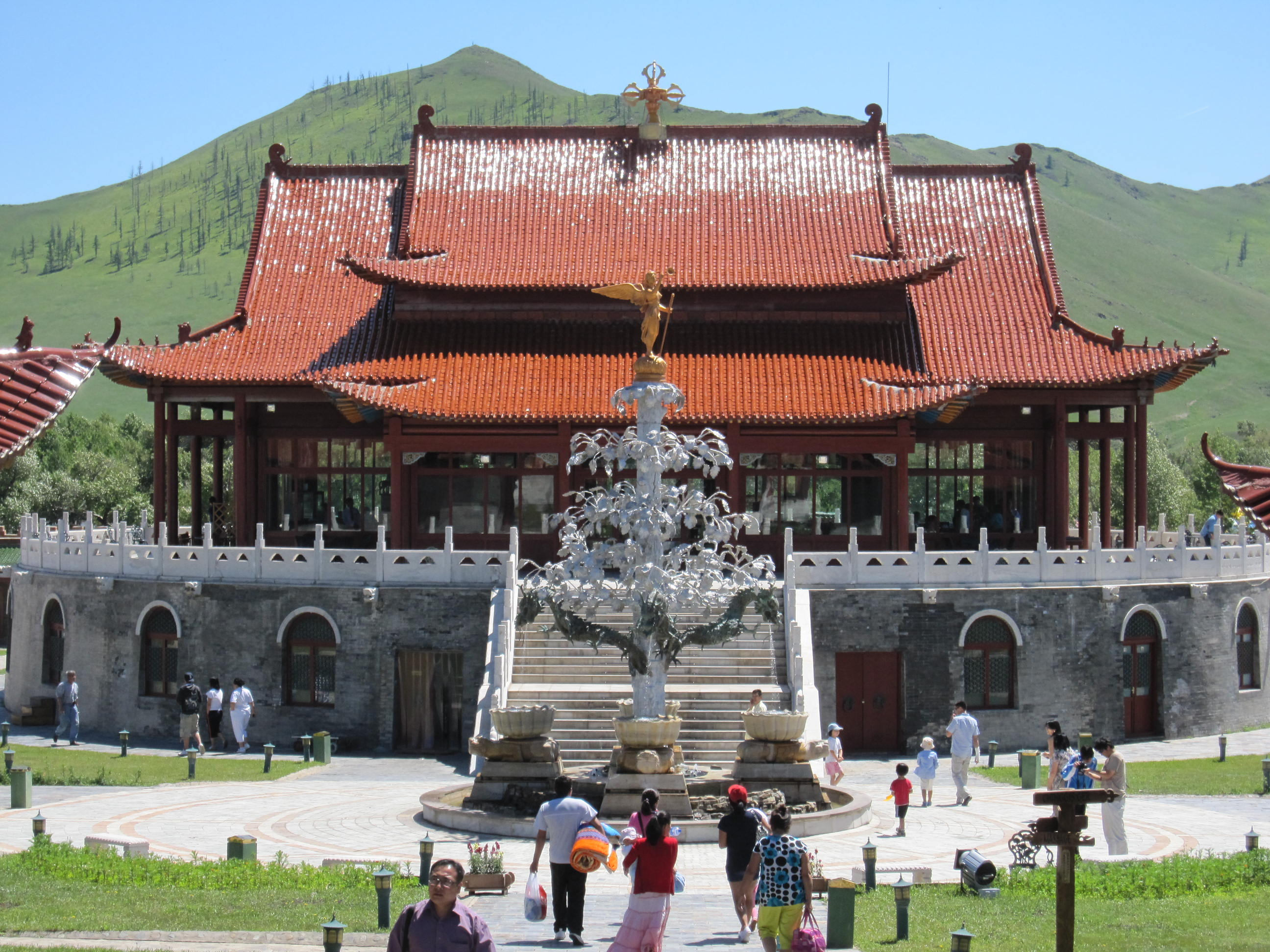
El Hotel Mongolia

Los campamentos medievales de yurtas solían organizarse en un huree ('círculo'), con la yurta del líder en el centro. En los siglos XIII y XIV, durante el kanato mongol y el fin de las luchas internas, las hureas se sustituyeron por una disposición en ail (vecindario). Tras la desintegración del kanato en el siglo XV, la huree fue la disposición básica de los monasterios (que al principio eran móviles). Durante los siglos XVI y XVII, cuando se reintrodujo el budismo en la región, se utilizó otro tipo de disposición, el khiid (según la disposición tibetana).Cuando los monasterios y campamentos huree se convirtieron en pueblos y ciudades, sus nombres conservaron la palabra huree (por ejemplo, Niislel Huree y Zasagtu Khaan-u Huree).
La Revolución de Octubre destruyó gran parte de la cultura tradicional, con la demolición de más de 800 monasterios y la purga de miles de lamas. La arquitectura constructivista que floreció en la Unión Soviética también arraigó en Mongolia. El edificio del Comité de Comunicaciones Radiofónicas y Postales, con su torre piramidal, era un ejemplo de constructivismo.Otros ejemplos fueron las oficinas de Mongoltrans, el Ministerio del Interior y el Club Militar.

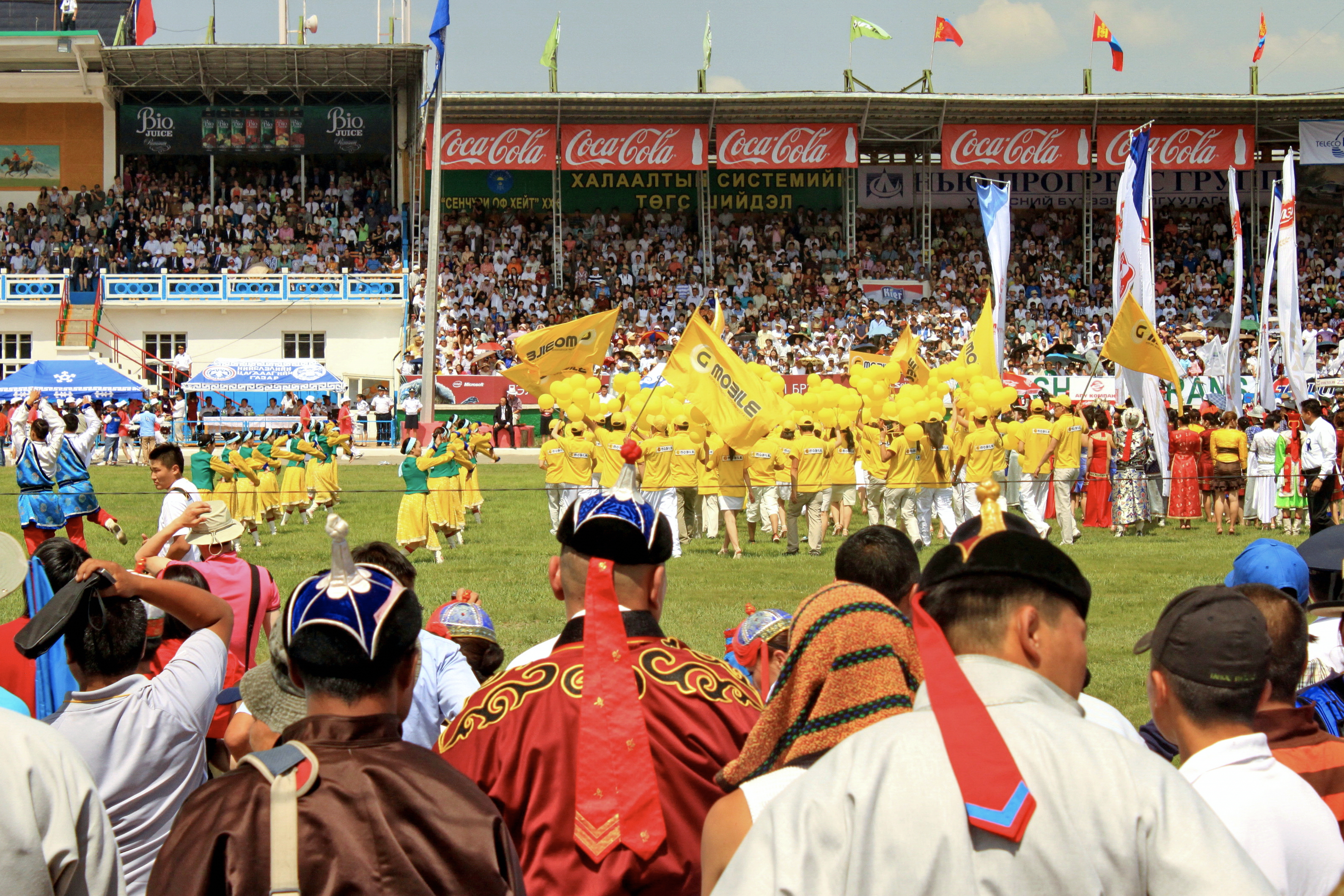
Estadio Nacional de Mongolia en Ulán Bator

## Deporte
El principal festival nacional de Mongolia es el Naadam, que se organiza desde hace siglos y tiene lugar durante tres días en verano; consiste en tres deportes tradicionales mongoles, tiro con arco, carreras de caballos campo a través y lucha, tradicionalmente reconocidos como los Tres Juegos Varoniles del Naadam. En la Mongolia actual, el Naadam se celebra del 11 al 13 de julio en honor de los aniversarios de la Revolución Democrática Nacional y la fundación del Gran Estado Mongol.
Otra actividad muy popular, llamada Shagaa, consiste en "lanzar" huesos de tobillo de oveja a una diana situada a varios metros de distancia, utilizando un movimiento de dedo para hacer volar el pequeño hueso hacia el objetivo e intentar derribarlo de la plataforma. En Naadam, este concurso es popular entre los mongoles de más edad.

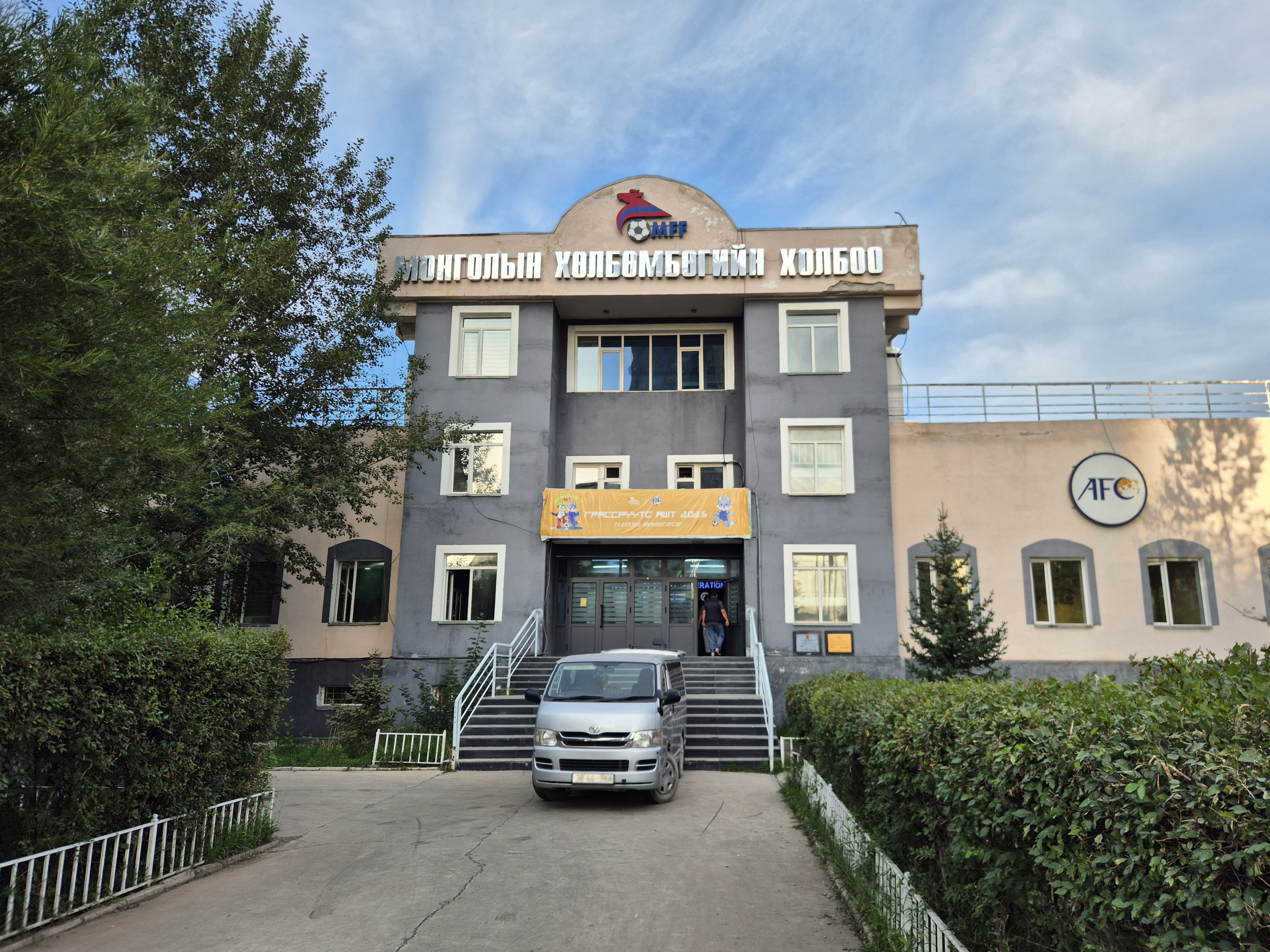
Sede de la Asociación de Fútbol de Mongolia

La equitación es especialmente importante en la cultura mongola. Las carreras de larga distancia que se celebran en los festivales de Naadam son un ejemplo de ello, al igual que la popularidad de la equitación con truco. Un ejemplo es la leyenda según la cual el héroe militar mongol Damdin Sükhbaatar esparcía monedas por el suelo y luego las recogía mientras cabalgaba a todo galope.
La lucha mongola es el más popular de los deportes mongoles. Es el más destacado de los Tres Juegos Varoniles de Naadam. Los historiadores afirman que la lucha mongola se originó hace unos siete mil años. Cientos de luchadores de distintas ciudades y provincias de todo el país participan en la competición nacional de lucha.
Otros deportes, como el baloncesto, la halterofilia, el powerlifting, el fútbol, el atletismo, la gimnasia, el tenis de mesa, el jujutsu, el kárate, el aikido, el kickboxing y las artes marciales mixtas, se han hecho populares en Mongolia. Cada vez más jugadores mongoles de tenis de mesa compiten a escala internacional.
La lucha libre se practica en Mongolia desde 1958. Los luchadores de estilo libre mongoles han ganado la primera y la mayor cantidad de medallas olímpicas de Mongolia.
Naidangiin Tüvshinbayar ganó la primera medalla de oro olímpica de Mongolia en la categoría masculina de 100 kilos de judo.
El boxeo amateur se practica en Mongolia desde 1948. El equipo nacional de boxeo olímpico de Mongolia se fundó en 1960. El gobierno comunista de Mongolia prohibió el boxeo de 1964 a 1967, pero pronto puso fin a la prohibición. El boxeo profesional comenzó en Mongolia en la década de 1990.

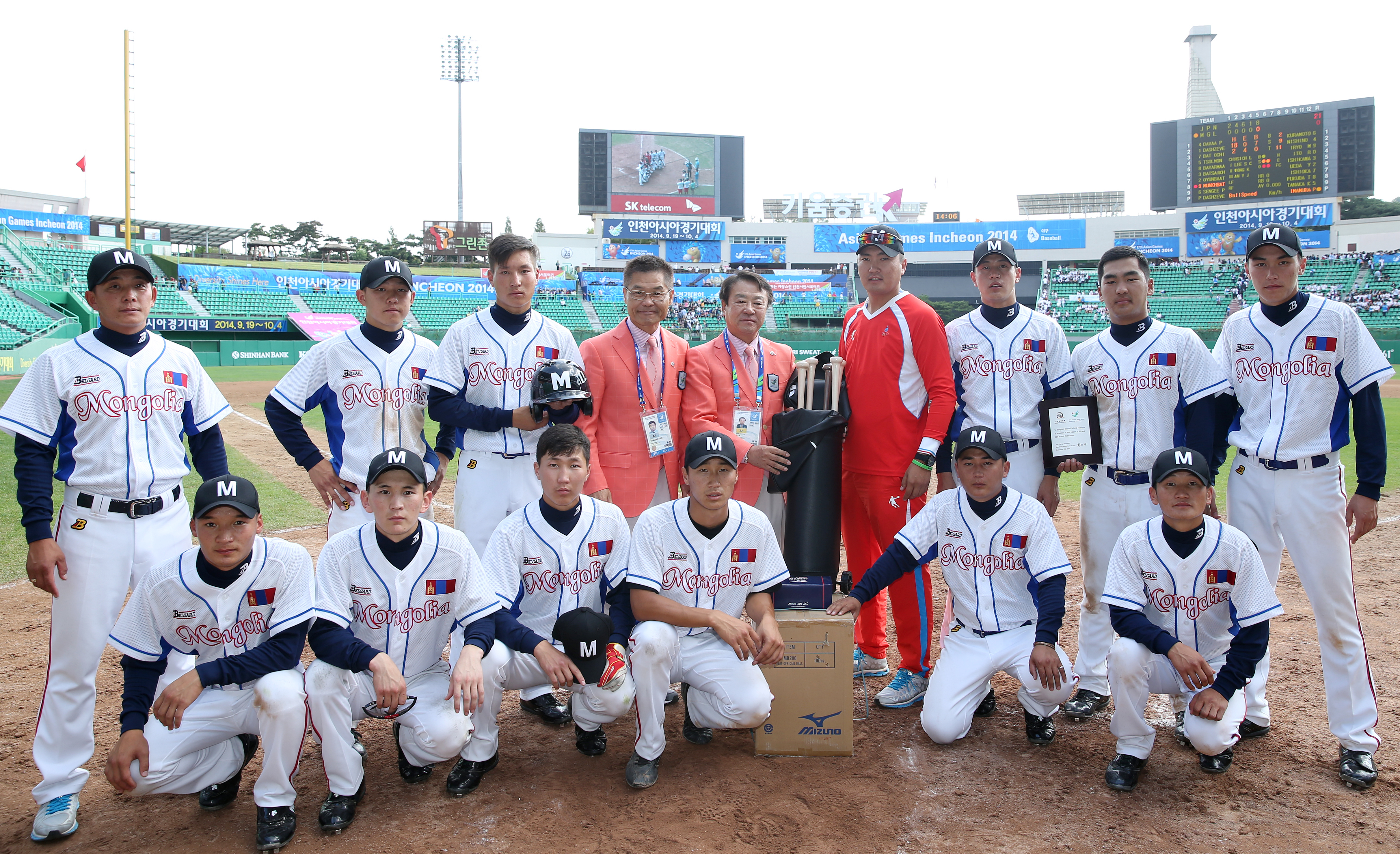
Selección de Béisbol de Mongolia en los Juegos Asiáticos de 2014

La selección nacional de baloncesto de Mongolia ha cosechado algunos éxitos recientemente, sobre todo en los Juegos de Asia Oriental.
En Mongolia también se juega al fútbol y este país está asociado a la FIFA. La selección nacional de fútbol de Mongolia volvió a jugar partidos nacionales en la década de 1990, pero aún no se ha clasificado para ningún gran torneo internacional. La Mongolia Premier League es la máxima competición nacional.
Varias mujeres mongolas han destacado en el tiro con pistola: Otryadyn Gündegmaa es medalla de plata en los Juegos Olímpicos de 2008, Munkhbayar Dorjsuren es doble campeona del mundo y medalla de bronce olímpica (aunque ahora representa a Alemania), mientras que Tsogbadrakhyn Mönkhzul es, desde mayo de 2007, tercera del mundo en la prueba de pistola de 25 metros.

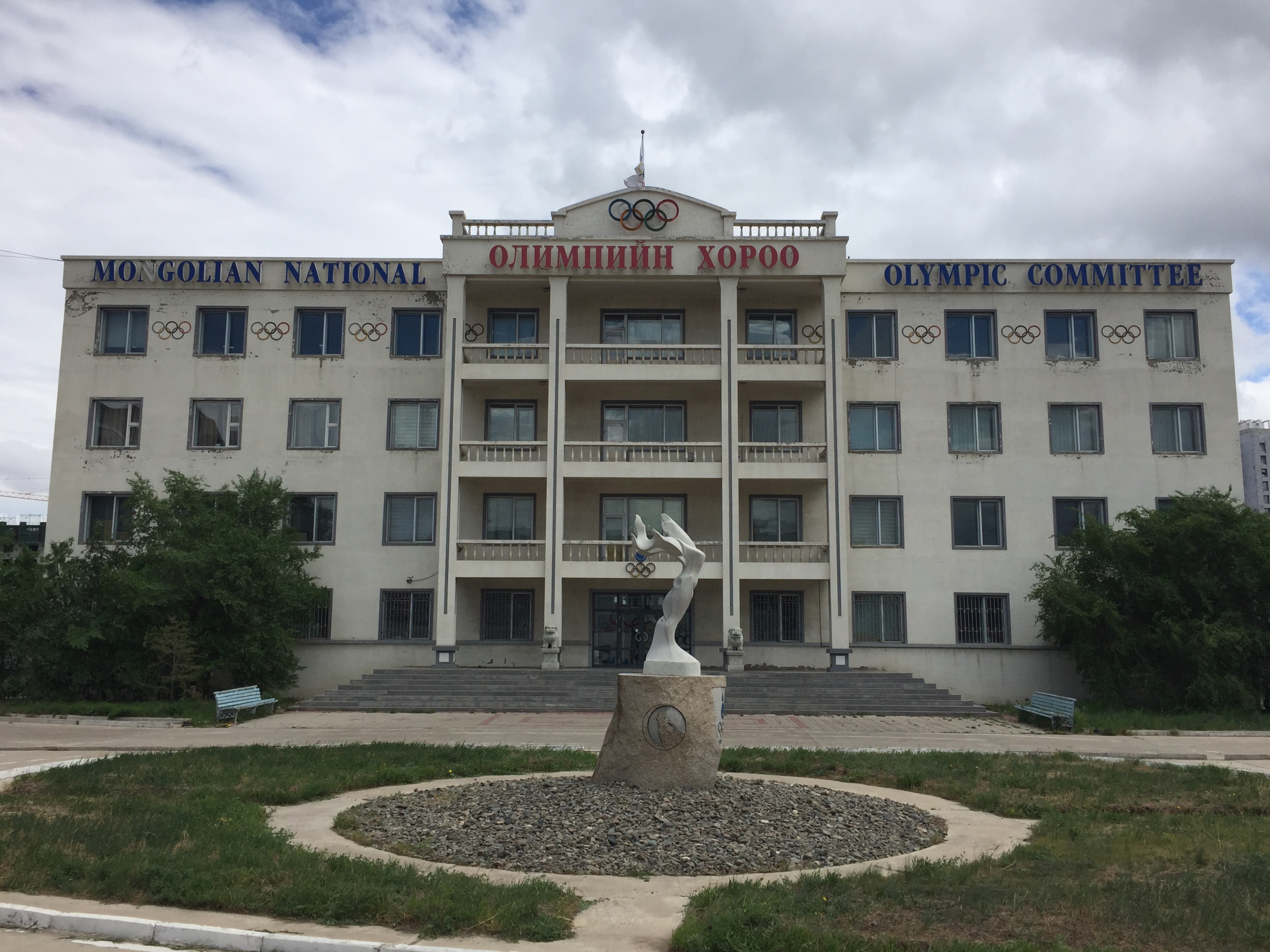
Sede del Comité Olímpico Mongol

El luchador de sumo mongol Dolgorsürengiin Dagvadorj ganó 25 campeonatos de torneos de primera división, lo que le sitúa cuarto en la lista de todos los tiempos. En enero de 2015, Mönkhbatyn Davaajargal se hizo con su 33.º campeonato de la máxima división, lo que le convierte en el que más ha ganado en la historia del sumo.
Bandy es el único deporte en el que Mongolia ha terminado más arriba del tercer puesto en los Juegos Asiáticos de Invierno, lo que ocurrió en 2011, cuando el equipo nacional se hizo con la medalla de plata. Esto le llevó a ser elegido como el mejor equipo deportivo mongol de 2011. Mongolia ganó la medalla de bronce de la división B en el Campeonato Mundial de Bandy de 2017, tras lo cual el entonces presidente de Mongolia, Tsakhiagiin Elbegdorj, ofreció una recepción al equipo.

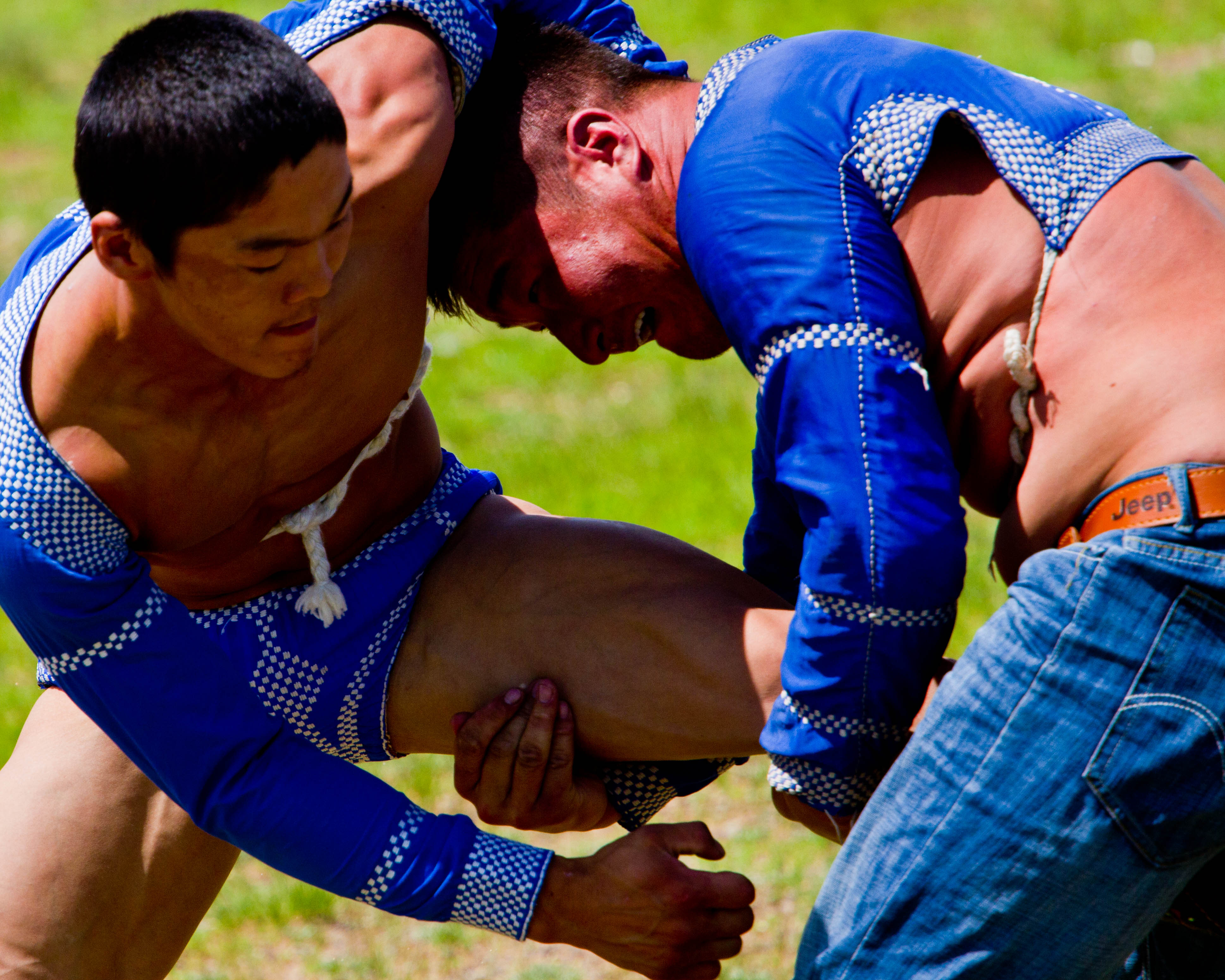
Lucha Mongola

Ulán Bator celebra un maratón anual en junio. La de 2015 fue la sexta maratón que organiza Ar Mongol. La carrera comienza en la plaza Sukhbataar y siempre está abierta a residentes y corredores que acuden especialmente para este evento.
Mongolia celebra otros festivales tradicionales a lo largo del año. El Festival del Águila Real, que se celebra anualmente, atrae a unos 400 cazadores de águilas a caballo, entre ellos el viajero Мөнхбаярт Батсайхан (Mönkhbayart Batsaikhan), para competir con sus aves. El Festival del Hielo y el Festival de los Mil Camellos son otros de los muchos festivales tradicionales mongoles.